# 1938
Portal Geschichte | Portal Biografien | Aktuelle Ereignisse | Jahreskalender | Tagesartikel

◄ |
19. Jahrhundert |
20. Jahrhundert
| 21. Jahrhundert

◄ |
1900er |
1910er |
1920er |
1930er
| 1940er | 1950er | 1960er | ►

◄◄ |
◄ |
1934 |
1935 |
1936 |
1937 |
1938
| 1939 | 1940 | 1941 | 1942 | ► | ►►
Staatsoberhäupter · Wahlen · Nekrolog · Kunstjahr · Literaturjahr · Musikjahr · Filmjahr · Rundfunkjahr · Sportjahr
| Januar | Januar | Januar | Januar | Januar | Januar | Januar | Januar |
| Kw     | Mo     | Di     | Mi     | Do     | Fr     | Sa     | So     |
| ------ | ------ | ------ | ------ | ------ | ------ | ------ | ------ |
| 52     |        |        |        |        |        | 1      | 2      |
| 1      | 3      | 4      | 5      | 6      | 7      | 8      | 9      |
| 2      | 10     | 11     | 12     | 13     | 14     | 15     | 16     |
| 3      | 17     | 18     | 19     | 20     | 21     | 22     | 23     |
| 4      | 24     | 25     | 26     | 27     | 28     | 29     | 30     |
| 5      | 31     |        |        |        |        |        |        |

| Februar | Februar | Februar | Februar | Februar | Februar | Februar | Februar |
| Kw      | Mo      | Di      | Mi      | Do      | Fr      | Sa      | So      |
| ------- | ------- | ------- | ------- | ------- | ------- | ------- | ------- |
| 5       |         | 1       | 2       | 3       | 4       | 5       | 6       |
| 6       | 7       | 8       | 9       | 10      | 11      | 12      | 13      |
| 7       | 14      | 15      | 16      | 17      | 18      | 19      | 20      |
| 8       | 21      | 22      | 23      | 24      | 25      | 26      | 27      |
| 9       | 28      |         |         |         |         |         |         |

| März | März | März | März | März | März | März | März |
| Kw   | Mo   | Di   | Mi   | Do   | Fr   | Sa   | So   |
| ---- | ---- | ---- | ---- | ---- | ---- | ---- | ---- |
| 9    |      | 1    | 2    | 3    | 4    | 5    | 6    |
| 10   | 7    | 8    | 9    | 10   | 11   | 12   | 13   |
| 11   | 14   | 15   | 16   | 17   | 18   | 19   | 20   |
| 12   | 21   | 22   | 23   | 24   | 25   | 26   | 27   |
| 13   | 28   | 29   | 30   | 31   |      |      |      |

| April | April | April | April | April | April | April | April |
| Kw    | Mo    | Di    | Mi    | Do    | Fr    | Sa    | So    |
| ----- | ----- | ----- | ----- | ----- | ----- | ----- | ----- |
| 13    |       |       |       |       | 1     | 2     | 3     |
| 14    | 4     | 5     | 6     | 7     | 8     | 9     | 10    |
| 15    | 11    | 12    | 13    | 14    | 15    | 16    | 17    |
| 16    | 18    | 19    | 20    | 21    | 22    | 23    | 24    |
| 17    | 25    | 26    | 27    | 28    | 29    | 30    |       |

| Mai | Mai | Mai | Mai | Mai | Mai | Mai | Mai |
| Kw  | Mo  | Di  | Mi  | Do  | Fr  | Sa  | So  |
| --- | --- | --- | --- | --- | --- | --- | --- |
| 17  |     |     |     |     |     |     | 1   |
| 18  | 2   | 3   | 4   | 5   | 6   | 7   | 8   |
| 19  | 9   | 10  | 11  | 12  | 13  | 14  | 15  |
| 20  | 16  | 17  | 18  | 19  | 20  | 21  | 22  |
| 21  | 23  | 24  | 25  | 26  | 27  | 28  | 29  |
| 22  | 30  | 31  |     |     |     |     |     |

| Juni | Juni | Juni | Juni | Juni | Juni | Juni | Juni |
| Kw   | Mo   | Di   | Mi   | Do   | Fr   | Sa   | So   |
| ---- | ---- | ---- | ---- | ---- | ---- | ---- | ---- |
| 22   |      |      | 1    | 2    | 3    | 4    | 5    |
| 23   | 6    | 7    | 8    | 9    | 10   | 11   | 12   |
| 24   | 13   | 14   | 15   | 16   | 17   | 18   | 19   |
| 25   | 20   | 21   | 22   | 23   | 24   | 25   | 26   |
| 26   | 27   | 28   | 29   | 30   |      |      |      |

| Juli | Juli | Juli | Juli | Juli | Juli | Juli | Juli |
| Kw   | Mo   | Di   | Mi   | Do   | Fr   | Sa   | So   |
| ---- | ---- | ---- | ---- | ---- | ---- | ---- | ---- |
| 26   |      |      |      |      | 1    | 2    | 3    |
| 27   | 4    | 5    | 6    | 7    | 8    | 9    | 10   |
| 28   | 11   | 12   | 13   | 14   | 15   | 16   | 17   |
| 29   | 18   | 19   | 20   | 21   | 22   | 23   | 24   |
| 30   | 25   | 26   | 27   | 28   | 29   | 30   | 31   |

| August | August | August | August | August | August | August | August |
| Kw     | Mo     | Di     | Mi     | Do     | Fr     | Sa     | So     |
| ------ | ------ | ------ | ------ | ------ | ------ | ------ | ------ |
| 31     | 1      | 2      | 3      | 4      | 5      | 6      | 7      |
| 32     | 8      | 9      | 10     | 11     | 12     | 13     | 14     |
| 33     | 15     | 16     | 17     | 18     | 19     | 20     | 21     |
| 34     | 22     | 23     | 24     | 25     | 26     | 27     | 28     |
| 35     | 29     | 30     | 31     |        |        |        |        |

| September | September | September | September | September | September | September | September |
| Kw        | Mo        | Di        | Mi        | Do        | Fr        | Sa        | So        |
| --------- | --------- | --------- | --------- | --------- | --------- | --------- | --------- |
| 35        |           |           |           | 1         | 2         | 3         | 4         |
| 36        | 5         | 6         | 7         | 8         | 9         | 10        | 11        |
| 37        | 12        | 13        | 14        | 15        | 16        | 17        | 18        |
| 38        | 19        | 20        | 21        | 22        | 23        | 24        | 25        |
| 39        | 26        | 27        | 28        | 29        | 30        |           |           |

| Oktober | Oktober | Oktober | Oktober | Oktober | Oktober | Oktober | Oktober |
| Kw      | Mo      | Di      | Mi      | Do      | Fr      | Sa      | So      |
| ------- | ------- | ------- | ------- | ------- | ------- | ------- | ------- |
| 39      |         |         |         |         |         | 1       | 2       |
| 40      | 3       | 4       | 5       | 6       | 7       | 8       | 9       |
| 41      | 10      | 11      | 12      | 13      | 14      | 15      | 16      |
| 42      | 17      | 18      | 19      | 20      | 21      | 22      | 23      |
| 43      | 24      | 25      | 26      | 27      | 28      | 29      | 30      |
| 44      | 31      |         |         |         |         |         |         |

| November | November | November | November | November | November | November | November |
| Kw       | Mo       | Di       | Mi       | Do       | Fr       | Sa       | So       |
| -------- | -------- | -------- | -------- | -------- | -------- | -------- | -------- |
| 44       |          | 1        | 2        | 3        | 4        | 5        | 6        |
| 45       | 7        | 8        | 9        | 10       | 11       | 12       | 13       |
| 46       | 14       | 15       | 16       | 17       | 18       | 19       | 20       |
| 47       | 21       | 22       | 23       | 24       | 25       | 26       | 27       |
| 48       | 28       | 29       | 30       |          |          |          |          |

| Dezember | Dezember | Dezember | Dezember | Dezember | Dezember | Dezember | Dezember |
| Kw       | Mo       | Di       | Mi       | Do       | Fr       | Sa       | So       |
| -------- | -------- | -------- | -------- | -------- | -------- | -------- | -------- |
| 48       |          |          |          | 1        | 2        | 3        | 4        |
| 49       | 5        | 6        | 7        | 8        | 9        | 10       | 11       |
| 50       | 12       | 13       | 14       | 15       | 16       | 17       | 18       |
| 51       | 19       | 20       | 21       | 22       | 23       | 24       | 25       |
| 52       | 26       | 27       | 28       | 29       | 30       | 31       |          |

| Januar | Januar | Januar | Januar | Januar | Januar | Januar | Januar |
| Kw     | Mo     | Di     | Mi     | Do     | Fr     | Sa     | So     |
| ------ | ------ | ------ | ------ | ------ | ------ | ------ | ------ |
| 52     |        |        |        |        |        | 1      | 2      |
| 1      | 3      | 4      | 5      | 6      | 7      | 8      | 9      |
| 2      | 10     | 11     | 12     | 13     | 14     | 15     | 16     |
| 3      | 17     | 18     | 19     | 20     | 21     | 22     | 23     |
| 4      | 24     | 25     | 26     | 27     | 28     | 29     | 30     |
| 5      | 31     |        |        |        |        |        |        |

| Februar | Februar | Februar | Februar | Februar | Februar | Februar | Februar |
| Kw      | Mo      | Di      | Mi      | Do      | Fr      | Sa      | So      |
| ------- | ------- | ------- | ------- | ------- | ------- | ------- | ------- |
| 5       |         | 1       | 2       | 3       | 4       | 5       | 6       |
| 6       | 7       | 8       | 9       | 10      | 11      | 12      | 13      |
| 7       | 14      | 15      | 16      | 17      | 18      | 19      | 20      |
| 8       | 21      | 22      | 23      | 24      | 25      | 26      | 27      |
| 9       | 28      |         |         |         |         |         |         |

| März | März | März | März | März | März | März | März |
| Kw   | Mo   | Di   | Mi   | Do   | Fr   | Sa   | So   |
| ---- | ---- | ---- | ---- | ---- | ---- | ---- | ---- |
| 9    |      | 1    | 2    | 3    | 4    | 5    | 6    |
| 10   | 7    | 8    | 9    | 10   | 11   | 12   | 13   |
| 11   | 14   | 15   | 16   | 17   | 18   | 19   | 20   |
| 12   | 21   | 22   | 23   | 24   | 25   | 26   | 27   |
| 13   | 28   | 29   | 30   | 31   |      |      |      |

| April | April | April | April | April | April | April | April |
| Kw    | Mo    | Di    | Mi    | Do    | Fr    | Sa    | So    |
| ----- | ----- | ----- | ----- | ----- | ----- | ----- | ----- |
| 13    |       |       |       |       | 1     | 2     | 3     |
| 14    | 4     | 5     | 6     | 7     | 8     | 9     | 10    |
| 15    | 11    | 12    | 13    | 14    | 15    | 16    | 17    |
| 16    | 18    | 19    | 20    | 21    | 22    | 23    | 24    |
| 17    | 25    | 26    | 27    | 28    | 29    | 30    |       |

| Mai | Mai | Mai | Mai | Mai | Mai | Mai | Mai |
| Kw  | Mo  | Di  | Mi  | Do  | Fr  | Sa  | So  |
| --- | --- | --- | --- | --- | --- | --- | --- |
| 17  |     |     |     |     |     |     | 1   |
| 18  | 2   | 3   | 4   | 5   | 6   | 7   | 8   |
| 19  | 9   | 10  | 11  | 12  | 13  | 14  | 15  |
| 20  | 16  | 17  | 18  | 19  | 20  | 21  | 22  |
| 21  | 23  | 24  | 25  | 26  | 27  | 28  | 29  |
| 22  | 30  | 31  |     |     |     |     |     |

| Juni | Juni | Juni | Juni | Juni | Juni | Juni | Juni |
| Kw   | Mo   | Di   | Mi   | Do   | Fr   | Sa   | So   |
| ---- | ---- | ---- | ---- | ---- | ---- | ---- | ---- |
| 22   |      |      | 1    | 2    | 3    | 4    | 5    |
| 23   | 6    | 7    | 8    | 9    | 10   | 11   | 12   |
| 24   | 13   | 14   | 15   | 16   | 17   | 18   | 19   |
| 25   | 20   | 21   | 22   | 23   | 24   | 25   | 26   |
| 26   | 27   | 28   | 29   | 30   |      |      |      |

| Juli | Juli | Juli | Juli | Juli | Juli | Juli | Juli |
| Kw   | Mo   | Di   | Mi   | Do   | Fr   | Sa   | So   |
| ---- | ---- | ---- | ---- | ---- | ---- | ---- | ---- |
| 26   |      |      |      |      | 1    | 2    | 3    |
| 27   | 4    | 5    | 6    | 7    | 8    | 9    | 10   |
| 28   | 11   | 12   | 13   | 14   | 15   | 16   | 17   |
| 29   | 18   | 19   | 20   | 21   | 22   | 23   | 24   |
| 30   | 25   | 26   | 27   | 28   | 29   | 30   | 31   |

| August | August | August | August | August | August | August | August |
| Kw     | Mo     | Di     | Mi     | Do     | Fr     | Sa     | So     |
| ------ | ------ | ------ | ------ | ------ | ------ | ------ | ------ |
| 31     | 1      | 2      | 3      | 4      | 5      | 6      | 7      |
| 32     | 8      | 9      | 10     | 11     | 12     | 13     | 14     |
| 33     | 15     | 16     | 17     | 18     | 19     | 20     | 21     |
| 34     | 22     | 23     | 24     | 25     | 26     | 27     | 28     |
| 35     | 29     | 30     | 31     |        |        |        |        |

| September | September | September | September | September | September | September | September |
| Kw        | Mo        | Di        | Mi        | Do        | Fr        | Sa        | So        |
| --------- | --------- | --------- | --------- | --------- | --------- | --------- | --------- |
| 35        |           |           |           | 1         | 2         | 3         | 4         |
| 36        | 5         | 6         | 7         | 8         | 9         | 10        | 11        |
| 37        | 12        | 13        | 14        | 15        | 16        | 17        | 18        |
| 38        | 19        | 20        | 21        | 22        | 23        | 24        | 25        |
| 39        | 26        | 27        | 28        | 29        | 30        |           |           |

| Oktober | Oktober | Oktober | Oktober | Oktober | Oktober | Oktober | Oktober |
| Kw      | Mo      | Di      | Mi      | Do      | Fr      | Sa      | So      |
| ------- | ------- | ------- | ------- | ------- | ------- | ------- | ------- |
| 39      |         |         |         |         |         | 1       | 2       |
| 40      | 3       | 4       | 5       | 6       | 7       | 8       | 9       |
| 41      | 10      | 11      | 12      | 13      | 14      | 15      | 16      |
| 42      | 17      | 18      | 19      | 20      | 21      | 22      | 23      |
| 43      | 24      | 25      | 26      | 27      | 28      | 29      | 30      |
| 44      | 31      |         |         |         |         |         |         |

| November | November | November | November | November | November | November | November |
| Kw       | Mo       | Di       | Mi       | Do       | Fr       | Sa       | So       |
| -------- | -------- | -------- | -------- | -------- | -------- | -------- | -------- |
| 44       |          | 1        | 2        | 3        | 4        | 5        | 6        |
| 45       | 7        | 8        | 9        | 10       | 11       | 12       | 13       |
| 46       | 14       | 15       | 16       | 17       | 18       | 19       | 20       |
| 47       | 21       | 22       | 23       | 24       | 25       | 26       | 27       |
| 48       | 28       | 29       | 30       |          |          |          |          |

| Dezember | Dezember | Dezember | Dezember | Dezember | Dezember | Dezember | Dezember |
| Kw       | Mo       | Di       | Mi       | Do       | Fr       | Sa       | So       |
| -------- | -------- | -------- | -------- | -------- | -------- | -------- | -------- |
| 48       |          |          |          | 1        | 2        | 3        | 4        |
| 49       | 5        | 6        | 7        | 8        | 9        | 10       | 11       |
| 50       | 12       | 13       | 14       | 15       | 16       | 17       | 18       |
| 51       | 19       | 20       | 21       | 22       | 23       | 24       | 25       |
| 52       | 26       | 27       | 28       | 29       | 30       | 31       |          |

## Ereignisse

### Politik und Weltgeschehen

#### Das Deutsche Reich und dessen Expansion

##### „Anschluss“ Österreichs
- 12. Februar: Der österreichische Kanzler Kurt Schuschnigg muss bei seinem Treffen mit Adolf Hitler auf dem Obersalzberg bei Berchtesgaden Zugeständnisse an die Nationalsozialisten machen.
- 15. Februar: Bei einer Regierungsumbildung in Österreich werden aufgrund des Berchtesgadener Abkommens die beiden Nationalsozialisten Arthur Seyß-Inquart als Sicherheitsminister und Edmund Glaise-Horstenau als Minister ohne Portefeuille in die Regierung aufgenommen.

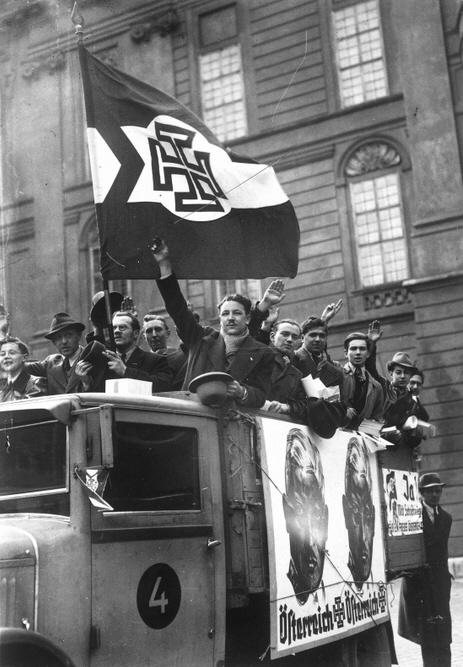
Lkw mit Anhängern Schuschniggs (Plakatfotos), Wahlaufruf für die Unabhängigkeit

- 24. Februar: Kurt Schuschnigg beschwört in einer öffentlichen Rede die Unabhängigkeit Österreichs. Am 9. März gibt er bekannt, dass am 13. März eine Volksabstimmung über die österreichische Unabhängigkeit abgehalten werden soll, ein Coup, der nicht mit seinem Kabinett abgesprochen ist. Adolf Hitler befiehlt daraufhin die Mobilmachung der für den Einmarsch vorgesehenen 8. Armee und weist Arthur Seyß-Inquart am 10. März an, ein Ultimatum zu stellen und die österreichischen Parteianhänger zu mobilisieren. Die Volksabstimmung wird daraufhin abgesagt.
- 11. März: Der österreichische Bundeskanzler Kurt Schuschnigg tritt nach einem Ultimatum Adolf Hitlers zurück. „Vor der Gewalt weiche“ er eher, als einen Kampf zu beginnen, erklärt Schuschnigg in einer Rundfunkansprache. Der Nationalsozialist Arthur Seyß-Inquart bildet eine neue Regierung.

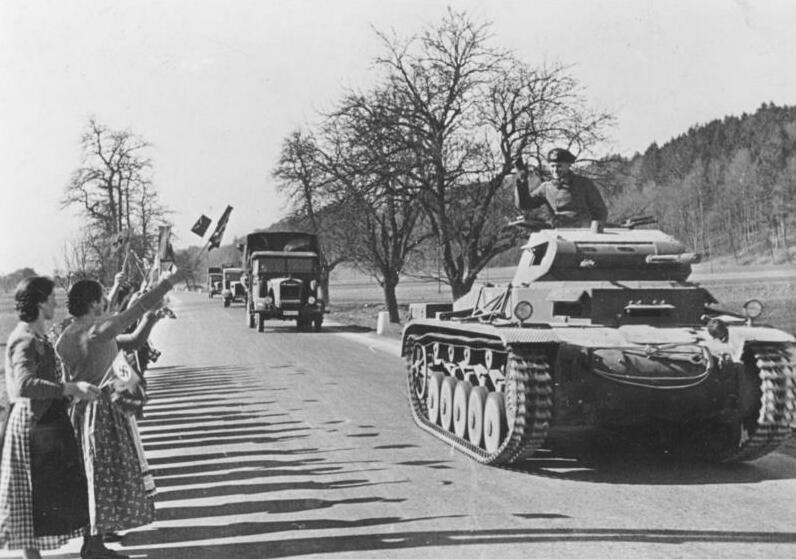
Zivilisten begrüßen eine Kolonne der einmarschierenden Wehrmacht

- 12. März: Adolf Hitler lässt deutsche Wehrmachttruppen in Österreich einmarschieren und vollzieht mit dem sogenannten Unternehmen Otto den ersten Schritt für den Anschluss an das Deutsche Reich.
- 13. März: Mit dem Gesetz über die Wiedervereinigung Österreichs mit dem Deutschen Reich beginnt die Zeit des Nationalsozialismus in Österreich. Bundespräsident Wilhelm Miklas weigert sich, das Gesetz zu unterzeichnen, und tritt zurück. Arthur Seyß-Inquart setzt das Gesetz als interimistisches Staatsoberhaupt in Kraft.

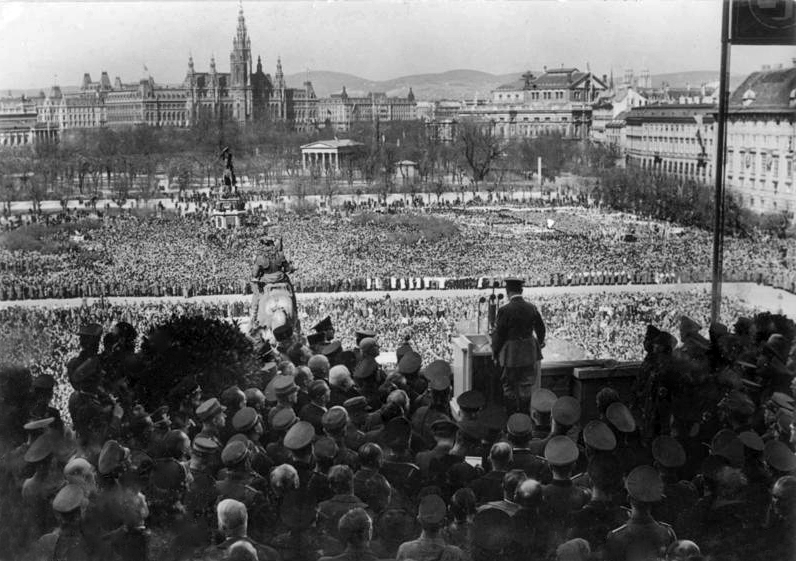
Rede Hitlers in Wien

- 15. März: Adolf Hitler hält vor zehntausenden jubelnden Menschen eine Rede auf dem Heldenplatz: Als Führer und Kanzler der deutschen Nation und des Reiches melde ich vor der deutschen Geschichte nunmehr den Eintritt meiner Heimat in das Deutsche Reich.
- 18. März: Kardinal Theodor Innitzer befürwortet in einer feierlichen Erklärung, die er mit Heil Hitler! unterzeichnet, den Anschluss Österreichs. Am selben Tag wird die Israelitische Kultusgemeinde Wien geschlossen.
- Ende März: Die Auslandsvertretung der österreichischen Sozialisten wird als einzige von der Zweiten Internationale anerkannte Interessenvertretung der österreichischen Sozialdemokratie von Otto Bauer, Joseph Buttinger und Friedrich Adler gegründet.

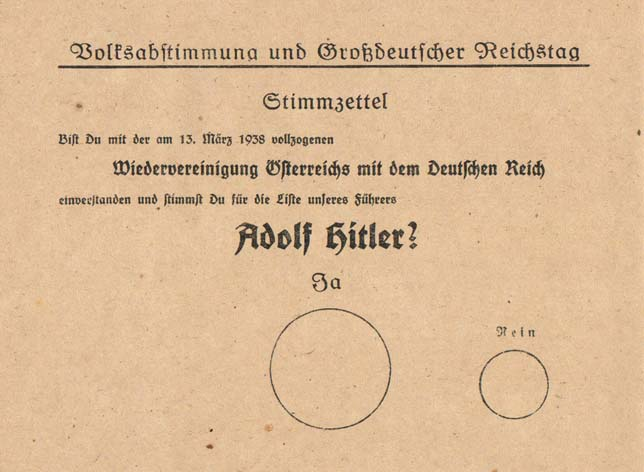
Stimmzettel zu Reichstagswahl und Volksabstimmung

- 10. April: Bei der sogenannten Wahl zum Großdeutschen Reichstag erreicht die Einheitsliste der NSDAP offiziell 99,1 % der Stimmen und erhält somit alle 814 Sitze im Reichstag. Gleichzeitig mit der Wahl findet auch die nachträgliche Volksabstimmung über die Wiedervereinigung Österreichs mit dem Deutschen Reich statt. Politiker aller politischen Lager wie Karl Renner werben für eine Zustimmung.
- 23. April: Josef Bürckel wird Reichskommissar für die Wiedervereinigung Österreichs mit dem Deutschen Reich. Der Name Österreich wird in der Folge durch Ostmark ersetzt.

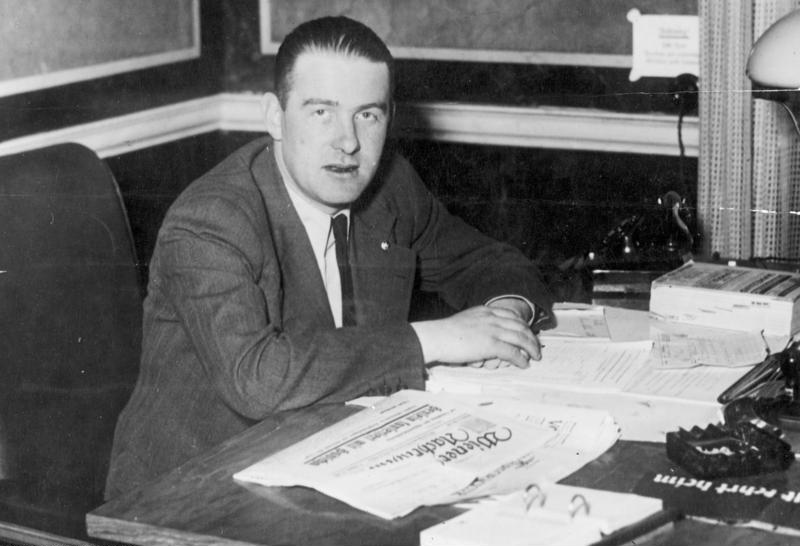
Gauleiter Odilo Globocnik

- 24. Mai: Odilo Globocnik wird zum Gauleiter für den Reichsgau Wien ernannt. Sein Vorgänger Franz Richter wechselt als Abgeordneter in den nationalsozialistischen Reichstag.
- 11. September: Ernst Kaltenbrunner wird zum Höheren SS- und Polizeiführer Donau ernannt.
- 7. Oktober: Nach dem Rosenkranzfest mit Kardinal Innitzer kommt es vor dem Wiener Stephansdom zur spontanen Rosenkranz-Demonstration, an der rund 6.000 katholische Jugendliche teilnehmen. Am Abend des 8. Oktober stürmen und verwüsten daraufhin Mitglieder der Hitlerjugend das Erzbischöfliche Palais.

##### Sudetenkrise und Zerschlagung der Tschechoslowakei

Konrad Henlein

- 28. März: Adolf Hitler beauftragt bei einem Gespräch in Berlin den Führer der Sudetendeutschen Partei, Konrad Henlein, der tschechoslowakischen Regierung gegenüber Forderungen zu erheben, denen sie nicht entsprechen kann. Die so geschürte Krise über das Sudetenland endet im Herbst im Münchner Abkommen.
- 21. April: Hitler weist den Chef des Oberkommandos der Wehrmacht, Generaloberst Wilhelm Keitel, an, eine erste Studie für ein künftiges Vorgehen gegen die Tschechoslowakei zu erarbeiten.

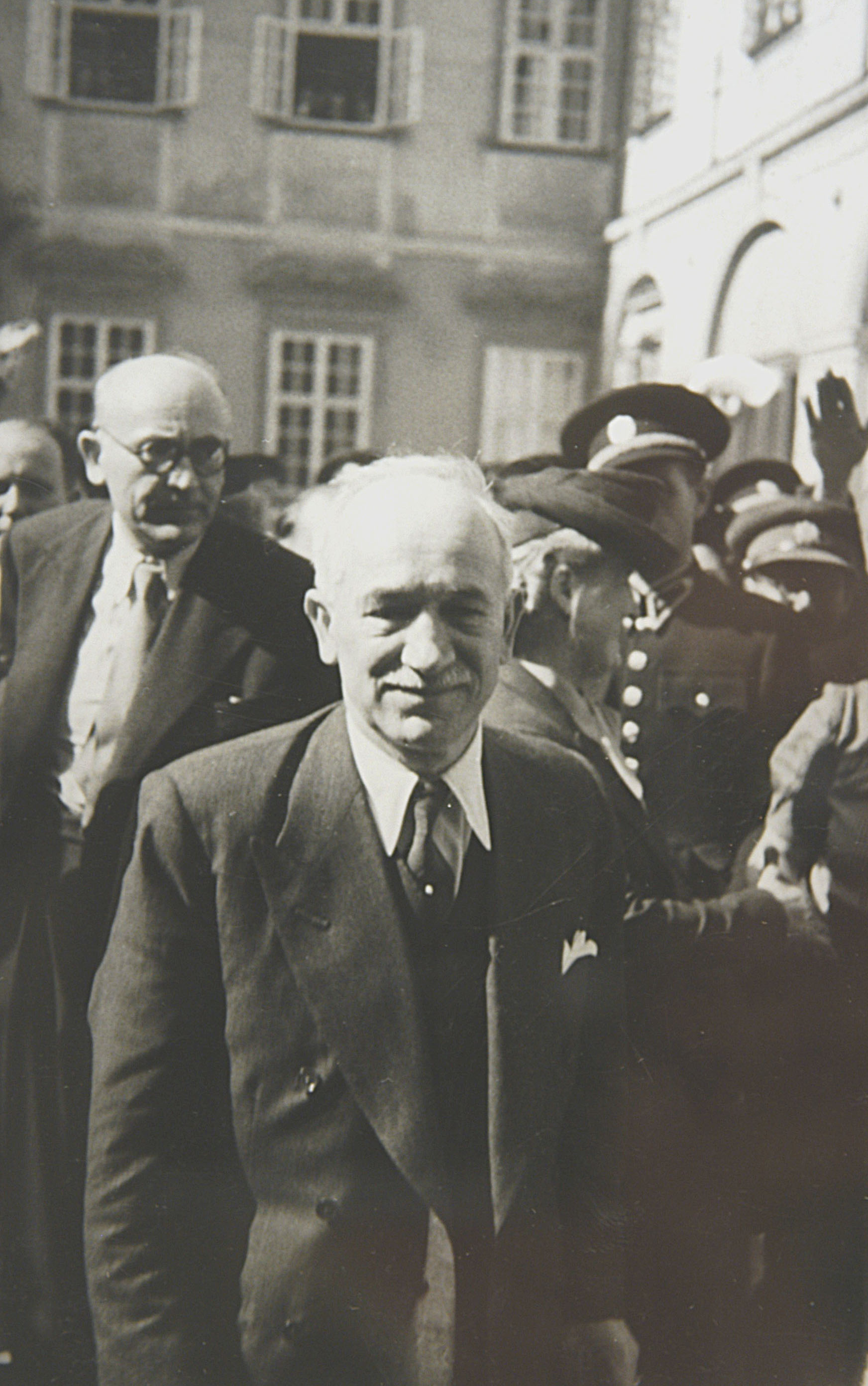
Staatspräsident Beneš, 1938

- 24. April: Konrad Henlein präsentiert in Karlsbad das Karlsbader Programm mit acht Forderungen an die tschechoslowakische Regierung. In den nächsten zwei Wochen schließen sich weitere Volksgruppen diesen Forderungen an. Ministerpräsident Milan Hodža zeigt sich kompromissbereit, während Staatspräsident Edvard Beneš die Forderungen ablehnt.
- 21. Mai: Die tschechoslowakische Regierung ordnet eine partielle Mobilmachung der Truppen an.
- 28. Mai: In Erwartung eines baldigen Angriffs auf die Tschechoslowakei und eine mögliche Reaktion Frankreichs weist Adolf Hitler den Generalinspektor für den Straßenbau Fritz Todt an, gegenüber der französischen Maginotlinie eine deutsche Festungslinie zu errichten. Als Fertigstellungstermin für die veranschlagten 5000 Betonwerke wird der 1. Oktober anberaumt. Am 14. Juni bekommt Todt von Hitler die Vollmacht, nach eigenem Ermessen Materialien und Arbeiter für das Bauvorhaben zu requirieren. Die Organisation Todt beginnt mit dem Bau des später so genannten Westwalls.
- 1. Juni: Hermann Göring schlägt bei einer Unterredung mit dem ungarischen Botschafter Döme Sztójay vor, Ungarn solle ebenfalls Gebietsansprüche an die Tschechoslowakei stellen.
- 17. Juni: Hermann Göring schlägt bei einer Unterredung mit dem polnischen Botschafter Józef Lipski vor, Polen solle ebenfalls Gebietsansprüche an die Tschechoslowakei stellen.
- 17. September: Auf Befehl Hitlers wird das Sudetendeutsche Freikorps gegründet, das in den folgenden Wochen auf dem Höhepunkt der Sudetenkrise staatliche Einrichtungen der Tschechoslowakei überfällt.
- 3. September: Hitler erteilt der Wehrmacht die Weisung sich am 27. September für den Angriff auf das Sudetenland bereitzuhalten.
- Anfang September: In einem internen Schreiben schlägt Edvard Beneš vor, Deutschland einen Teil des Sudetenlandes abzutreten und gleichzeitig einen großen Teil der in der Tschechoslowakei verbleibenden deutschsprachigen Bevölkerung, nach Benešs überschlägigen Berechnungen etwa 2,2 Mio. Personen, zwangsauszusiedeln.
- 7. September: The Times schlägt in einem Leitartikel die Abtretung des Sudetenlandes vor.
- 28. September: Als Adolf Hitler einer Konferenz in München zur friedlichen Beilegung der Sudetenkrise zustimmt, bricht die Septemberverschwörung innerhalb der Wehrmacht in sich zusammen.

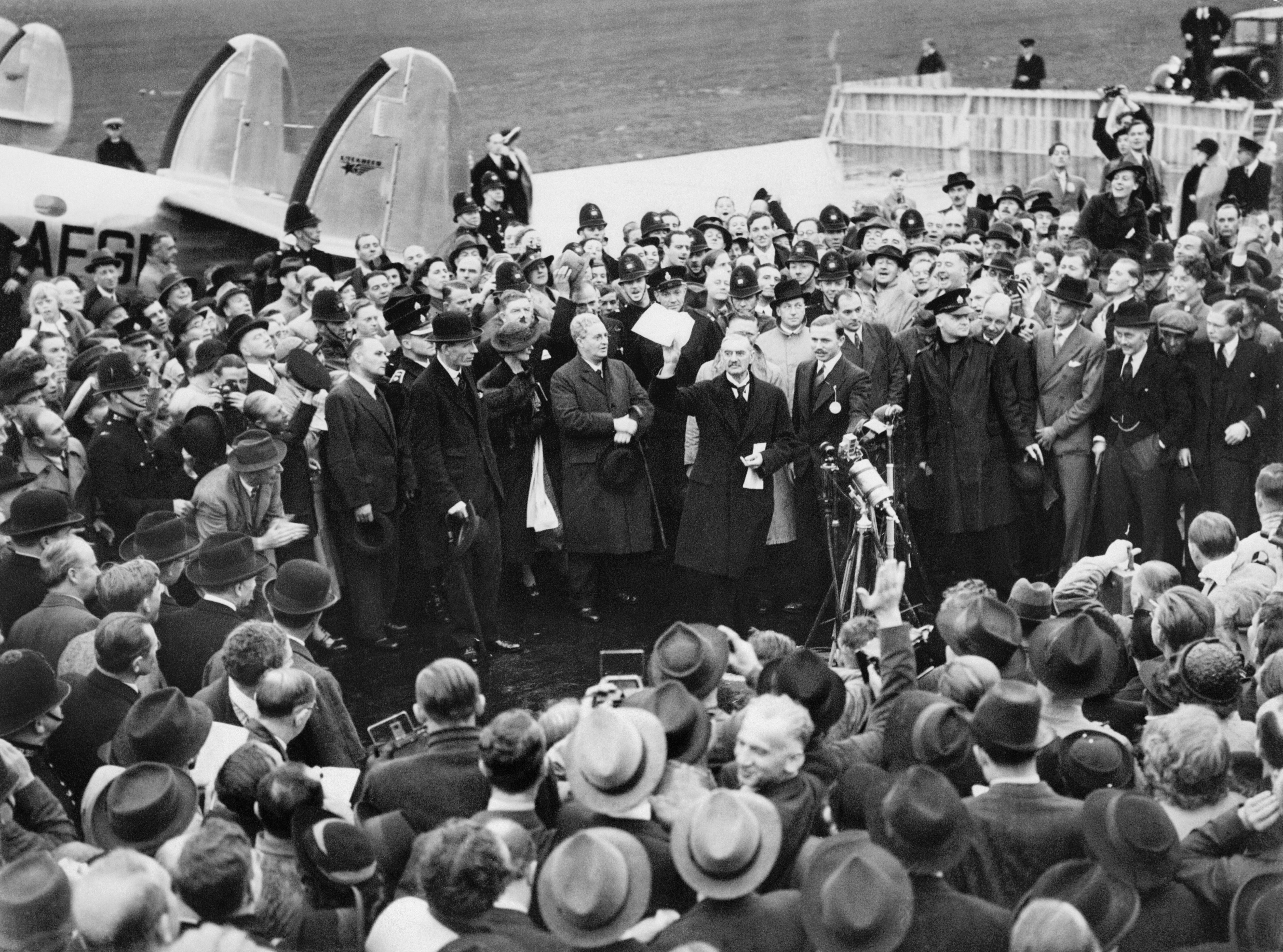
Chamberlain mit dem Text des Münchner Abkommens, Flughafen Heston, 30. September 1938

- 30. September: Die Regierungschefs von Großbritannien, Frankreich, Italien und dem Deutschen Reich unterzeichnen das Münchener Abkommen. Unter Vermittlung des italienischen Diktators Benito Mussolini geben der britische Premierminister Neville Chamberlain und der französische Ministerpräsident Édouard Daladier ihre Zustimmung zur Eingliederung des Sudetenlandes in das Deutsche Reich. Die Tschechoslowakei ist zu diesem Treffen nicht eingeladen. Das Abkommen stellt einen Höhepunkt der britischen Appeasement-Politik dar.

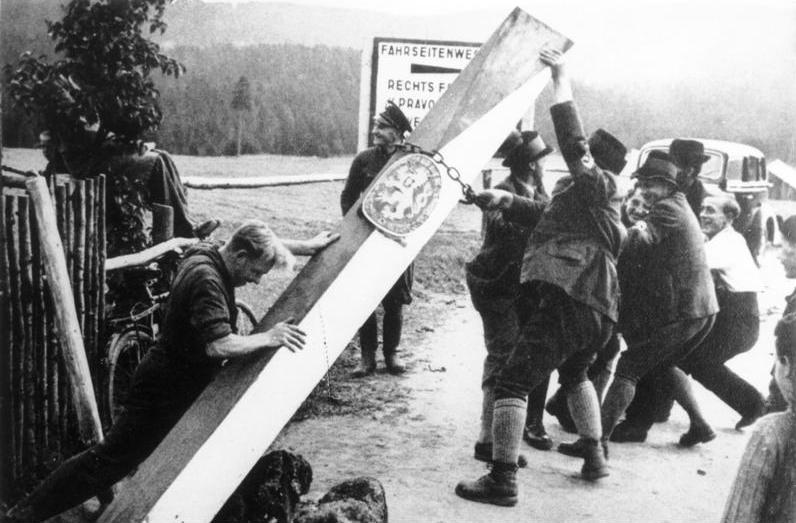
Sudetendeutsche beseitigen einen tschechoslowakischen Grenzpfahl

- 1. Oktober: Wehrmachttruppen marschieren in das Sudetenland ein. Gleichzeitig besetzt Polen das Olsagebiet um Teschen.
- 5. Oktober: Edvard Beneš tritt als Staatspräsident zurück und fliegt wenige Tage später nach London.
- 6. Oktober: Die Slowakei erklärt ihre Autonomie innerhalb der Tschechoslowakei.
- 31. Oktober: Hitler erlässt eine Richtlinie zur endgültigen Zerschlagung der Tschechoslowakei und Abtrennung der Slowakei.

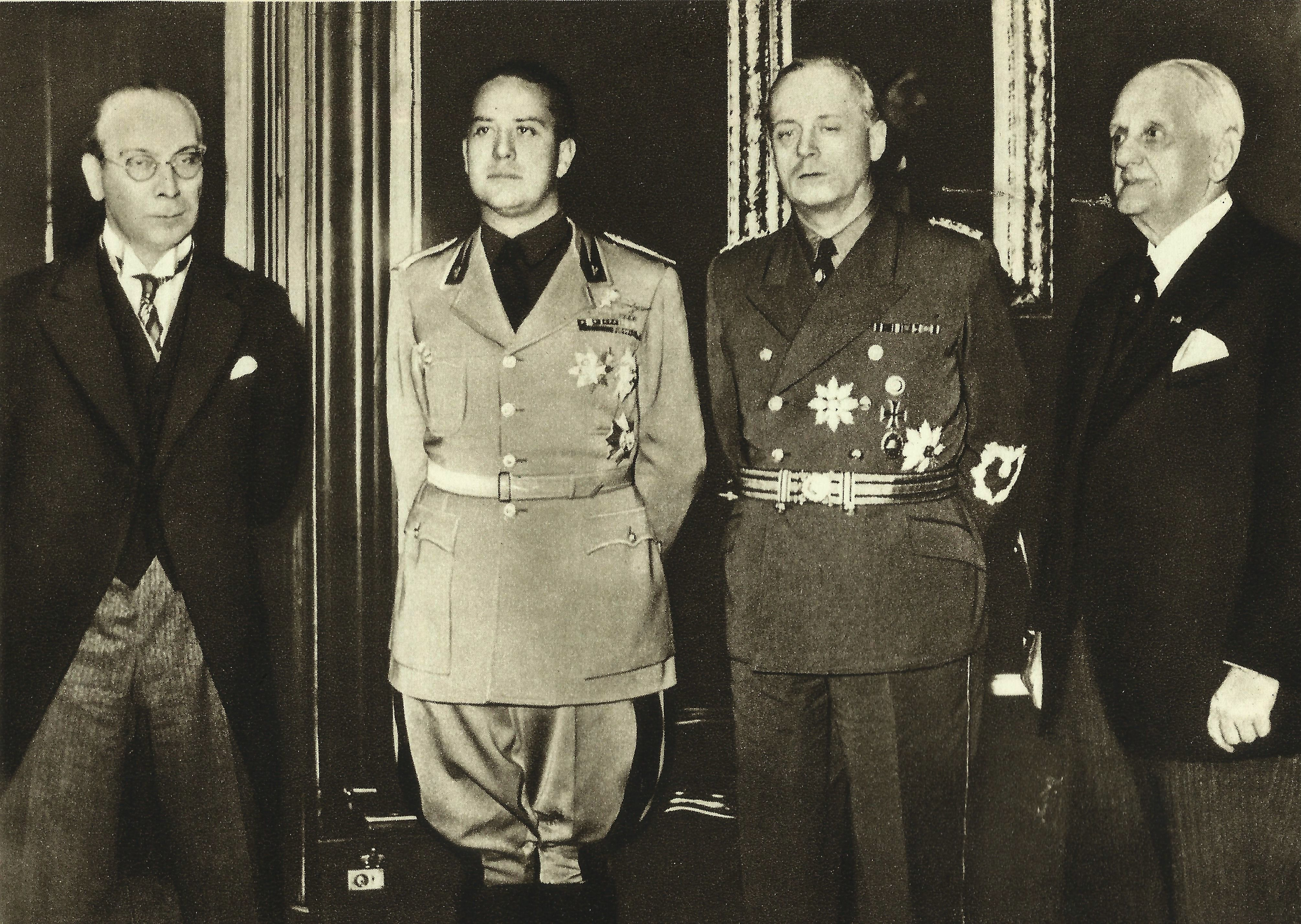
Die Verhandlungsführer in Wien von links: František Chvalkovský, Galeazzo Ciano, Joachim von Ribbentrop, Kálmán Kánya

- 2. November: Im Ersten Wiener Schiedsspruch durch die Außenminister Italiens und des Deutschen Reichs werden Gebiete mit ungarischer Bevölkerungsmehrheit in der Südslowakei und in der Karpatoukraine von der Tschechoslowakei abgetrennt und Ungarn zugesprochen.

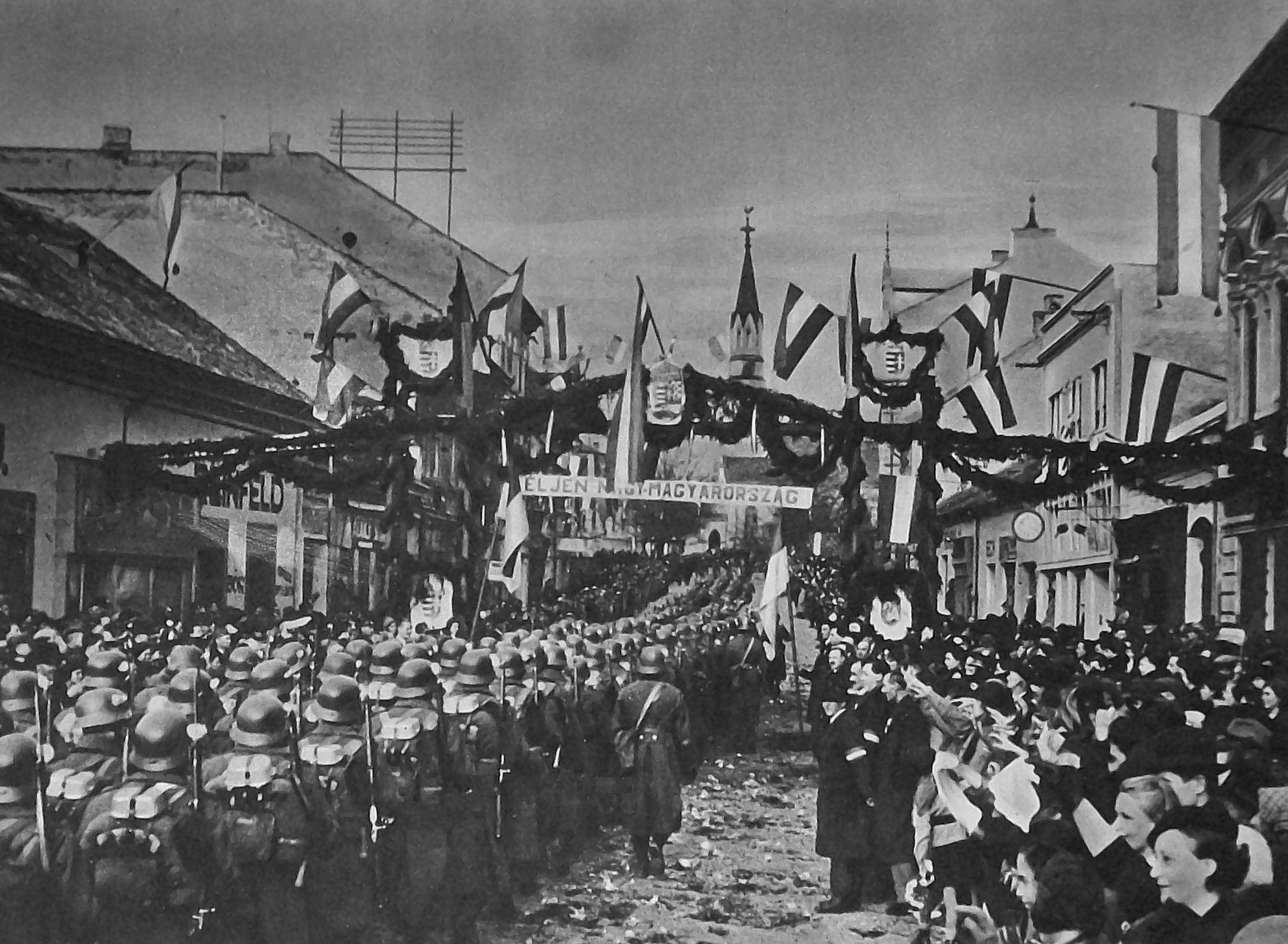
Ungarische Truppen besetzen Lučenec

- 5. November: Die Königlich Ungarische Armee marschiert in den abgetretenen Gebieten ein.
- 22. November: Mit dem Autonomiegesetz wird die Zweite Tschecho-Slowakische Republik gegründet.
- 30. November: Emil Hácha wird von der Nationalversammlung zum Präsidenten der Tschecho-Slowakei gewählt.

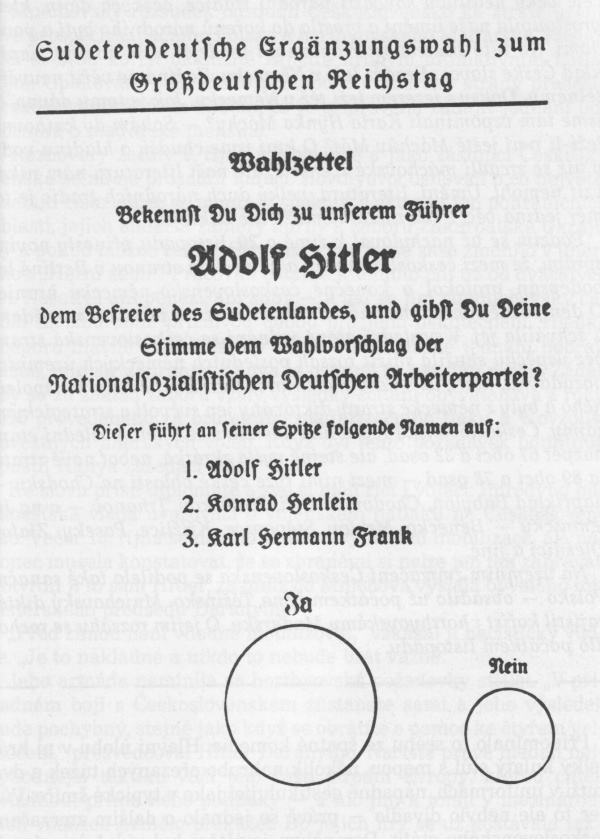
Stimmzettel zur Ergänzungswahl im Sudetenland

- 4. Dezember: Bei der Sudetendeutschen Ergänzungswahl zur Reichstagswahl 1938 erhält der Reichstag weitere 41 Sitze, die alle der NSDAP zufallen.

##### Innenpolitik und Judenverfolgung
- 1. Januar: Aufgrund der steigenden Zahl von Verkehrsopfern treten neue Verkehrsregeln in Kraft. Dazu gehört vor allem das unbedingte Rechtsfahrgebot auf allen Straßen.
- 1. Januar: Alle nach den Nürnberger Gesetzen jüdischen Ärzte werden aus der Ersatzkassenpraxis im Deutschen Reich ausgeschlossen, ihre ärztlichen Leistungen in der Folge nicht mehr von den Krankenkassen vergütet.
- 1. Januar: Juden im Deutschen Reich wird das Betreiben von Einzelhandelsgeschäften und Handwerksbetrieben, das Anbieten von Waren und Dienstleistungen untersagt.
- 5. Januar: Das „Gesetz über die Änderung von Familiennamen und Vornamen“ zwingt Juden in Deutschland, aus einer bestimmten, eng begrenzten Zahl „typisch jüdischer“ Vor- und Zunamen ihren Erst- oder Zweitnamen zu wählen.
- Januar/Februar: infolge der Blomberg-Fritsch-Krise kommt es zu einem großen Revirement in der Führungsspitze des Dritten Reiches.
- 5. Februar: Die von Adolf Hitler geführte Reichsregierung kommt letztmals zu einer Kabinettssitzung zusammen.
- 1. April: Das Groß-Hamburg-Gesetz § 2 tritt in Kraft: Mehrere Gemeinden und Städte werden mit der freien Reichsstadt Hamburg zu einer Gemeinde mit dem Namen Hansestadt Hamburg zusammengefasst.

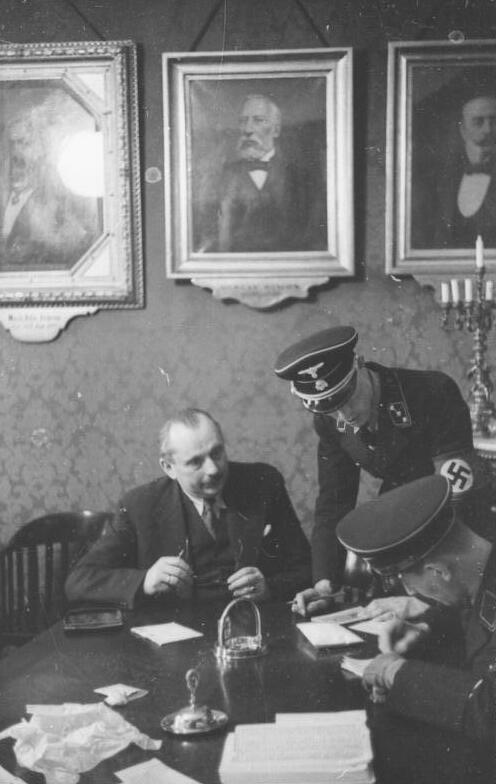
Razzia der SS im Gemeindehaus der Israelitischen Gemeinde Wiens am 18. März 1938, vlnr: Josef Löwenherz, Herbert Hagen, Adolf Eichmann

- Die am 18. März aufgelöste Israelitische Kultusgemeinde Wien wird Anfang Mai unter dem Namen Jüdische Gemeinde Wien wiedereröffnet, um als Pufferorganisation zwischen dem NS-Regime und der jüdischen Bevölkerung zu wirken. Mit dem Wiederaufbau wird Josef Löwenherz beauftragt, der damit einer Deportation entgeht.
- 6. bis 15. Juli: Bei der Konferenz von Évian treffen sich Vertreter von 32 Nationen auf Initiative des amerikanischen Präsidenten Franklin D. Roosevelt, um die Möglichkeiten der Auswanderung von Juden aus Deutschland und dem angeschlossenen Österreich zu verbessern. Außer Costa Rica und der Dominikanischen Republik weigern sich alle Teilnehmerstaaten, mehr jüdische Flüchtlinge aufzunehmen. Letztlich ist das einzige konkrete Ergebnis der Konferenz die Gründung des Intergovernmental Committee on Refugees.
- 22. Juli: In Deutschland wird, verbunden mit Nachteilen für Juden, als Inlandsausweis die Kennkarte eingeführt. Der Personalausweis löst später diesen Lichtbildausweis ab.

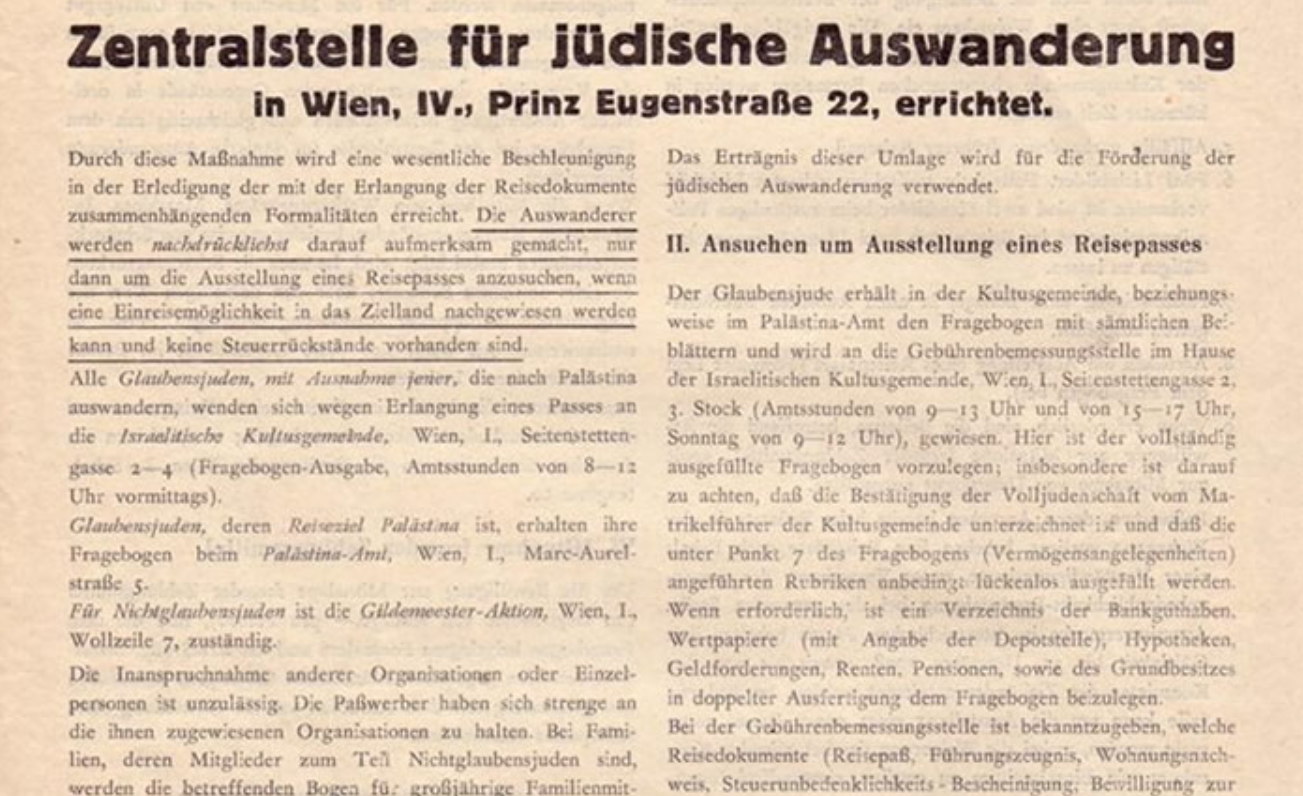
Zeitungsausschnitt Zentralstelle für jüdische Auswanderung in Wien

- August: Josef Bürckel richtet im Auftrag von Adolf Eichmann und Alois Brunner im beschlagnahmten Palais Albert Rothschild in Wien die Zentralstelle für jüdische Auswanderung in Wien ein, um die zwangsweise Emigration von österreichischen Juden zu beschleunigen. Rabbiner Benjamin Murmelstein wird damit beauftragt, die Auswanderung zu forcieren. Alois Rothenberg wird zum Leiter des Palästinaamtes.
- 27. September: In der Fünften Verordnung zum Reichsbürgergesetz wird während der Zeit des Nationalsozialismus jüdischen Rechtsanwälten die Zulassung ab 30. November 1938 entzogen. Das bereits restriktive Gesetz über die Zulassung zur Rechtsanwaltschaft von 1933 hatte jüdischen Anwälten in Deutschland in Grenzen die Berufsausübung gestattet.
- 6. Oktober: Die Regierung Polens verfügt, dass alle Pässe von im Ausland lebenden Polen ungültig werden, sofern sie nicht einen „Prüfvermerk“ enthalten.
- 24. Oktober: Der deutsche Außenminister von Ribbentrop schlägt seinem polnischen Kollegen Józef Beck ein Acht-Punkte-Programm zur Lösung der deutsch-polnischen Probleme vor.

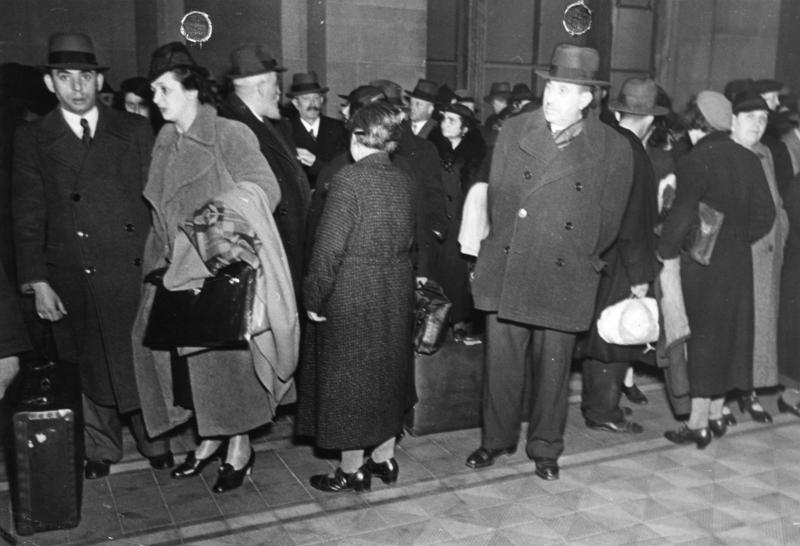
Ausweisung jüdischer Polen aus Nürnberg am 28. Oktober 1938

- 27. Oktober: Das Auswärtige Amt des Deutschen Reiches verfügt die „vollständige Ausweisung aller Juden polnischer Staatsangehörigkeit“. Noch am selben Abend beginnt die Gestapo in Deutschland in aller Öffentlichkeit mit den Verhaftungen. In der „Polenaktion“ werden in der folgenden Nacht 17.000 jüdische Männer, Frauen und Kinder nach Polen deportiert.
- 7. November: Der 17-jährige Herschel Grynszpan schießt auf den deutschen Diplomaten Ernst Eduard vom Rath. Dieses Attentat benutzen die Nationalsozialisten als Vorwand für die Reichspogromnacht.
- 8. November: Ein Attentatsversuch des Schweizers Maurice Bavaud beim Gedenkmarsch zur Münchner Feldherrnhalle scheitert, weil er nicht nahe genug an Adolf Hitler herankommt.

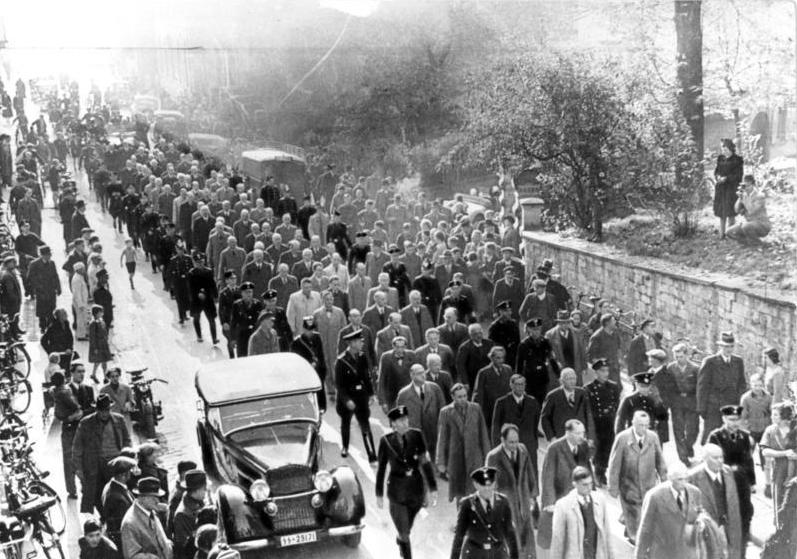
Nach dem Novemberpogrom wird eine Kolonne Juden zur „Schutzhaft“ ins KZ Dachau gebracht, Baden-Baden, November 1938

- 9. November auf 10. November: In der „Reichspogromnacht“ (euphemistisch: „Reichskristallnacht“) organisieren die Nationalsozialisten reichsweit Pogrome gegen die Juden in Deutschland und Österreich. Während der Novemberpogrome werden zwischen dem 7. und 13. November im ganzen Reichsgebiet mehrere hundert Juden ermordet, Schätzungen beziffern die Gesamtzahl der jüdischen Todesopfer der Pogrome auf 1000 bis 2000. Um die 1400 Synagogen, Betstuben und sonstige Versammlungsräume jüdischer Menschen sowie tausende Geschäfte, Wohnungen und jüdische Friedhöfe werden gestürmt und zerstört. Das Vermögen wohlhabender Juden wird arisiert, etwa 30.000 „Aktionsjuden“ werden in Konzentrationslager deportiert. Die Pogrome markieren den Übergang von der Diskriminierung der deutschen Juden ab 1933 hin zu ihrer systematischen Vertreibung und Unterdrückung.
- 12. November: Mit der Verordnung zur Ausschaltung der Juden aus dem deutschen Wirtschaftsleben wird Juden der Betrieb von Einzelhandelsverkaufsstellen sowie die selbständige Führung eines Handwerksbetriebs mit Wirkung zum Jahresende 1938 untersagt. Auch dürfen Juden nicht mehr als Betriebsführer tätig sein und können als leitende Angestellte ohne Abfindung entlassen werden.
- 14. November: Im Rahmen der Repressalien nach den Novemberpogromen ordnet Reichserziehungsminister Bernhard Rust die sofortige Entlassung jüdischer Schüler aus staatlichen Schulen an. Die Teilnahme am Unterricht wird ihnen verboten.
- 23. November: Die deutschen Feuerwehren werden reichsweit der Polizei unterstellt. Es wird festgelegt, dass alle Feuerwehrfahrzeuge mit blauen Rundumkennleuchten und Folgetonhorn zu kennzeichnen sind.
- 2. Dezember: Hitler hält in Reichenberg vor einer Versammlung der Hitlerjugend eine (oft zitierte) Rede. Darin spricht er über die Erziehung im Nationalsozialismus und die Indoktrination und Formung der Jugend.
- 3. Dezember: In der Verordnung über den Einsatz des jüdischen Vermögens wird Juden auferlegt, ihre Gewerbebetriebe zu verkaufen oder abzuwickeln, ihren Grundbesitz zu veräußern und ihre Wertpapiere bei einer Devisenbank zu hinterlegen. Außerdem dürfen sie Juwelen, Edelmetalle und Kunstgegenstände nicht mehr frei veräußern.
- 16. Dezember: Hitler stiftet per Verordnung das Mutterkreuz als Auszeichnung für kinderreiche Mütter. Die ersten Verleihungen finden am 21. Mai 1939 statt.

#### Schweiz

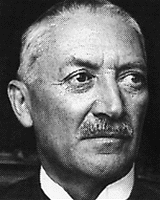
Johannes Baumann

- 1. Januar: Der Freisinnige Johannes Baumann wird Bundespräsident der Schweiz.
- 20. Februar: Rätoromanisch wird vierte Landessprache der Schweiz.
- 10. Dezember: In der Schweiz löst der Vorsitzende Ernst Leonhardt die aus dem Volksbund hervorgegangene Nationalsozialistische Schweizerische Arbeiterpartei auf. Ihre Kundgebungen und die Parteizeitung sind wenige Wochen zuvor behördlich verboten worden. Wenig später gründet er die Schweizerische Gesellschaft der Freunde einer autoritären Demokratie mit dem Ziel, die Eidgenossenschaft in einen nationalsozialistischen Führerstaat umzuwandeln.
- Ab 1938 wird die faschistische Nationale Front als Teil der schweizerischen Frontenbewegung verstärkt polizeilich überwacht.

#### Spanischer Bürgerkrieg
- 27. Februar: Mit dem Sieg in der seit 15. Dezember dauernden Schlacht von Teruel gelingt den Nationalisten endgültig die Einnahme der Stadt Teruel.

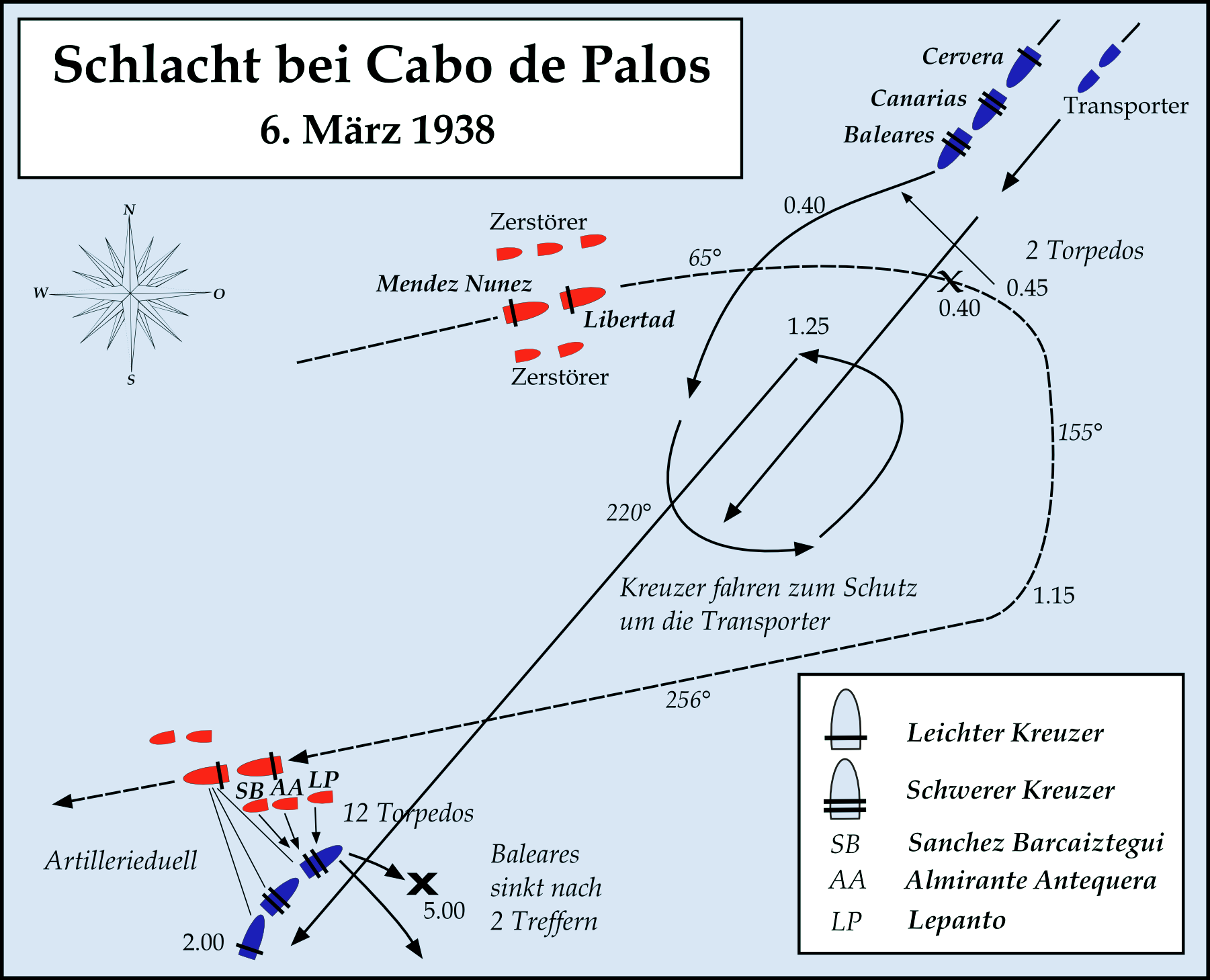
Karte der Seeschlacht von Cabo de Palos

- 6. März: Die Seeschlacht von Cabo de Palos, die größte Seeschlacht des Spanischen Bürgerkrieges, endet mit einem Republikanischen Sieg.
- 7. März bis 19. April: Die Aragonoffensive bringt den Nationalisten den Gewinn von Aragonien, Teilen Kataloniens und der Levante ein und teilt mit dem Durchbruch ans Mittelmeer das Gebiet der Regierung in zwei Teile.
- 5. Mai: Der Vatikan erkennt die Regierung Francisco Francos in Spanien als rechtmäßig an.
- 25. Juli bis 16. November: Die Ebroschlacht ist die letzte große Offensive der Zweiten Republik und endet mit deren Niederlage.
- 9. Oktober: Beim Luftangriff auf Sant Vicenç de Calders wird ein Personenzug bombardiert. 60 Menschen kommen bei dem Angriff ums Leben.
- 23. Dezember: Der Beginn der Katalonienoffensive der franquistischen Truppen läutet die letzte Phase im Spanischen Bürgerkrieg ein.

#### Sowjetunion

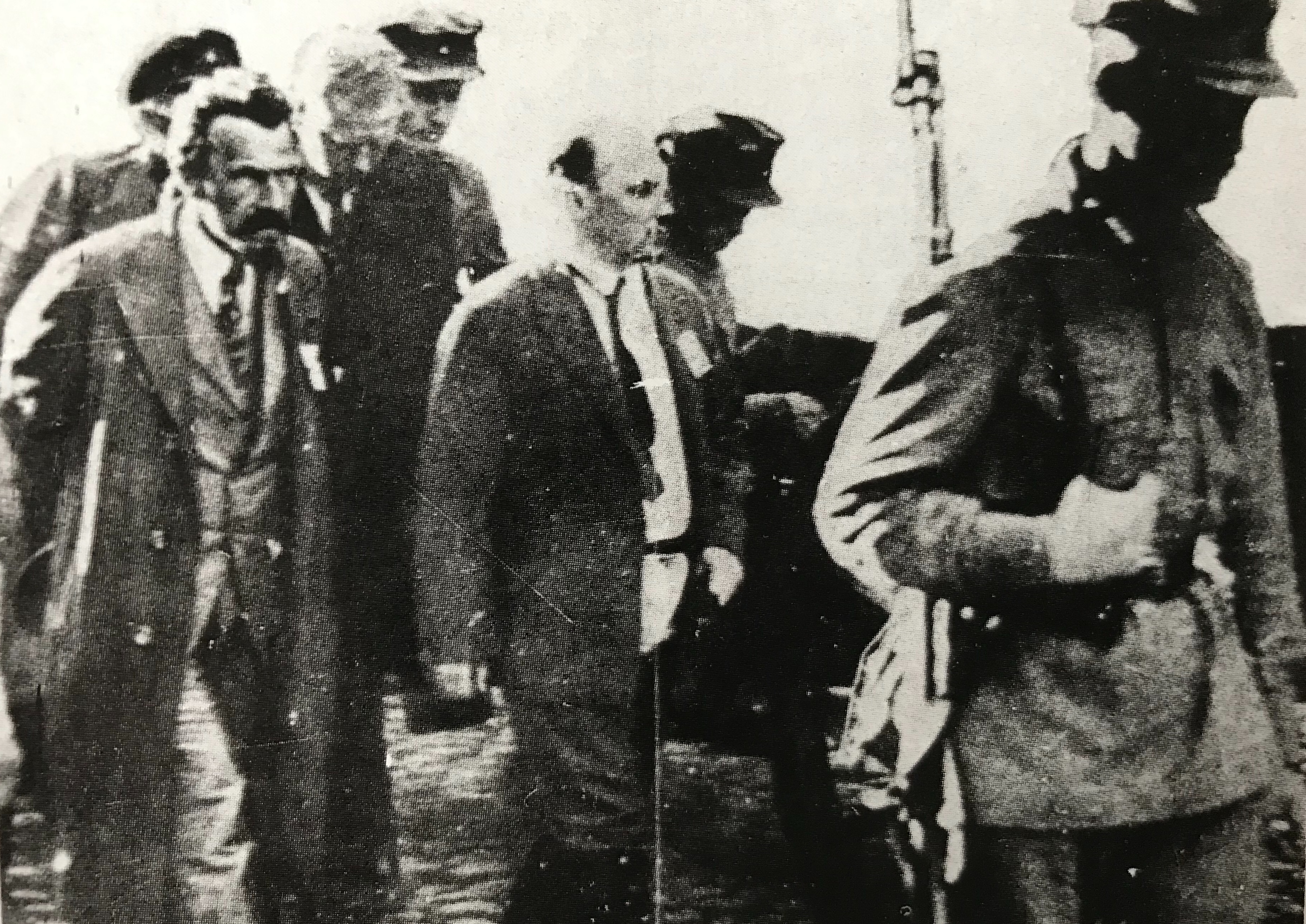
Nikolai Bucharin und Alexei Iwanowitsch Rykow 1938 vor der Prozessverhandlung

- 2./13. März: In Moskau wird im Rahmen der Stalinschen Säuberungen der dritte Prozess gegen den rechten Block und die Trotzkisten durchgeführt. Angeklagt sind Alexei Rykow, Nikolai Bucharin, Nikolai Krestinski, Genrich Jagoda, Christian Rakowski, Wladimir Iwanow und 15 andere Funktionäre.
- 15. März: Großer Terror: Nikolai Bucharin, Alexei Rykow und weitere im dritten Moskauer Schauprozess zum Tode Verurteilte werden hingerichtet.

#### Weitere Ereignisse in Europa
- 1. Januar: Änderung des dänischen Erbgesetzes: Uneheliche Kinder werden ehelichen Kindern gleichgestellt.
- 11. Februar: Die autoritäre litauische Verfassung von 1938 wird erlassen.
- 25. Juni: Der Dichter Douglas Hyde wird erster Präsident von Irland. Alle politischen Parteien haben sich auf ihn geeinigt.

#### Japanisch-Chinesischer Krieg
- 1. Januar: Der chinesische Ministerpräsident Chiang Kai-shek legt sein Amt nieder.
- Januar: Japan beginnt nach dem Scheitern der Verhandlungen mit der nationalen chinesischen Regierung im Zweiten Japanisch-Chinesischen Krieg mit einer Offensive in Richtung Wuhan.

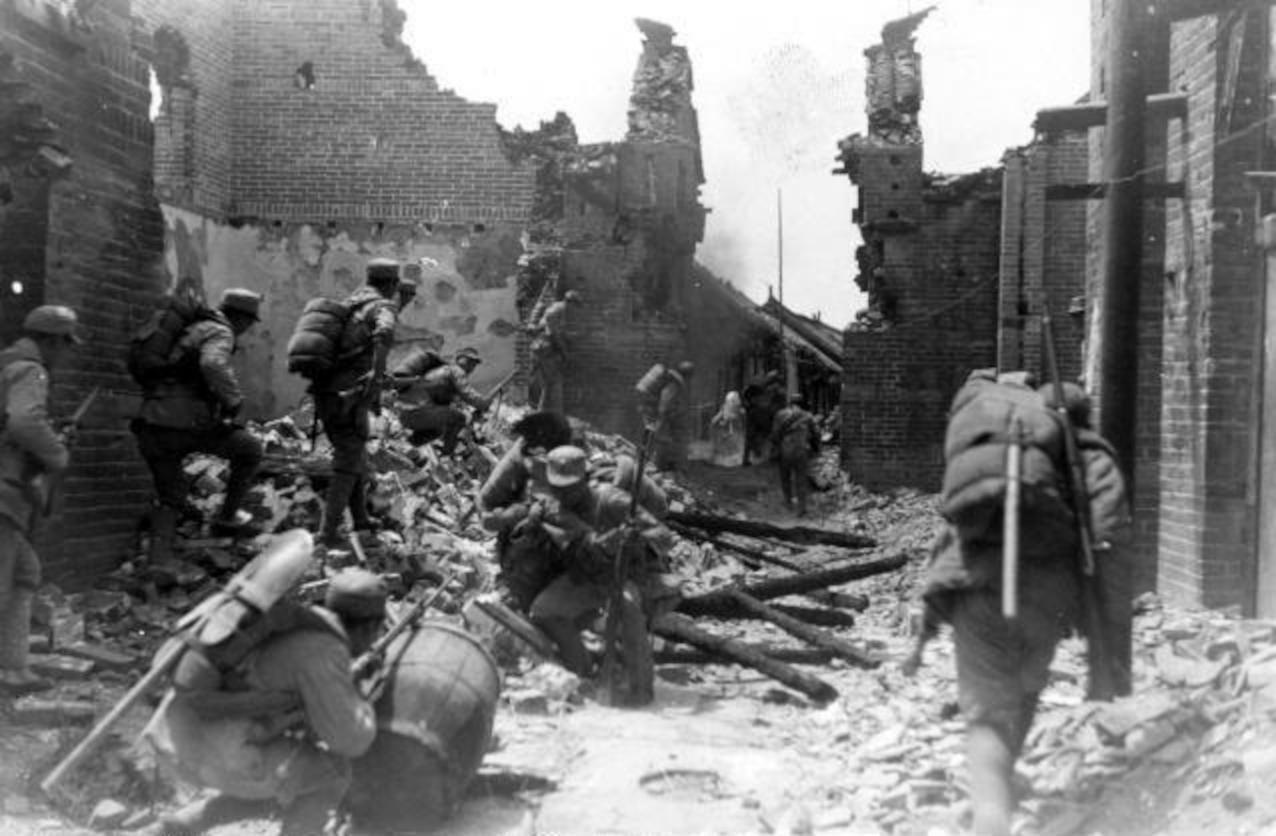
Häuserkämpfe in Tai’erzhuang

- 24. März bis 7. April: Die Chinesen schlagen die japanischen Truppen in der Schlacht um Tai’erzhuang zurück und brechen damit den Mythos der Unbesiegbarkeit der Japaner. Die seit Dezember des Vorjahres tobende Schlacht um Xuzhou geht im Mai dennoch verloren, doch die meisten chinesischen Soldaten entkommen dem Kessel und die chinesischen Einheiten sind nicht aufgerieben worden. Die Verluste der Chinesen belaufen sich auf etwa 100.000 Soldaten und die der Japaner liegt bei rund 30.000.
- 11. Mai: Im mongolisch-chinesischen Grenzgebiet kommt es zu Kampfhandlungen zwischen der Mongolischen Revolutionären Volksarmee und der Armee des Kaiserreichs Mandschukuo.
- 11. Juni: Nach einem Befehl des Kuomintang-Führers Chiang Kai-shek kommt es zur vorsätzlich herbeigeführten Überschwemmung dreier chinesischer Provinzen durch den Gelben Fluss. Damit sollen die in Richtung Wuhan vorrückenden japanischen Truppen aufgehalten werden. Das Sprengen der Deiche ohne Warnung der Zivilbevölkerung kostet nach Schätzungen zwischen 500.000 und einer Million Chinesen das Leben, zerstört 4000 Dörfer und mehrere Städte und macht Millionen Menschen obdachlos.
- 15. Juli: Der Versuch Japans, das Staatsgebiet seines Marionettenstaates Mandschukuo nach Norden auszudehnen, führt zum Japanisch-Sowjetischen Grenzkonflikt. Der japanische Botschafter fordert die Sowjetunion auf, sich von zwei strittigen Anhöhen im Grenzgebiet zurückzuziehen, was von dieser zurückgewiesen wird. Am 29. Juli kommt es zu ersten Kampfhandlungen, der Konflikt endet am 11. August, nachdem der japanische Botschafter um Frieden gebeten hat.
- 12. August: Chongqing wird provisorische Hauptstadt Chinas.
- 12. Oktober: Die Japaner erobern Guangzhou.
- 25. Oktober: Die Japaner erobern Wuhan.
- Dezember: Wang Jingwei, bisheriger Vertrauter von Chiang Kai-shek und Staatspräsident Lin Sen, flieht von Chongqing nach Hanoi und nimmt Friedensverhandlungen mit der japanischen Regierung, vertreten durch Doihara Kenji, auf.

#### Weitere Ereignisse in Asien
- 7. September: Aus dem Sandschak Alexandrette wird die Republik Hatay gegründet.
- 16. Dezember: Wegen eines Finanzskandals tritt die Regierung um Phraya Phahon Phonphayuhasena zurück. Neuer Ministerpräsident Siams wird Plaek Phibunsongkhram, dem die autoritären Regime in Deutschland, Italien und Japan als Vorbild dienen.

#### Amerika
- 17. Mai: Der Naval Expansion Act ermöglicht die Erhöhung der Flottenausgaben der USA um 1 Milliarde Dollar innerhalb von 10 Jahren.
- 28. Juli: Die brasilianische Polizei erschießt im nordöstlichen Bundesstaat Sergipe in einem Feuergefecht mit Cangaceiros den bekannten Bandenführer Virgulino Ferreira da Silva, genannt „Lampeão“, seine Frau Maria Bonita und weitere neun Gefolgsleute. Das letzte Mitglied dieser Banden Gesetzloser wird im Jahr 1940 getötet, womit die Zeit der später heroisierten Cangaços endet.

### Wirtschaft

#### Der Volkswagen in Wolfsburg

Volkswagen-Logo 1938

- Januar: Bodo Lafferentz wird Reichsamtsleiter des Amtes im Zentralbüro der Deutschen Arbeitsfront in Berlin.
- Februar: Das Volkswagenwerk Braunschweig wird als „Vorwerk“ errichtet. Gemeinsam mit Ferdinand Porsche und Jakob Werlin ist er einer der Geschäftsführer der Gesellschaft zur Vorbereitung des Deutschen Volkswagens mbH (GeZuVor) und  ehrenamtlich einer der Hauptgeschäftsführer der Volkswagenwerk GmbH. Aufgrund seiner Bereisungen von möglichen Standorten wird bei der Gemeinde Fallersleben der Standort für das Volkswagenwerk ausgewählt.

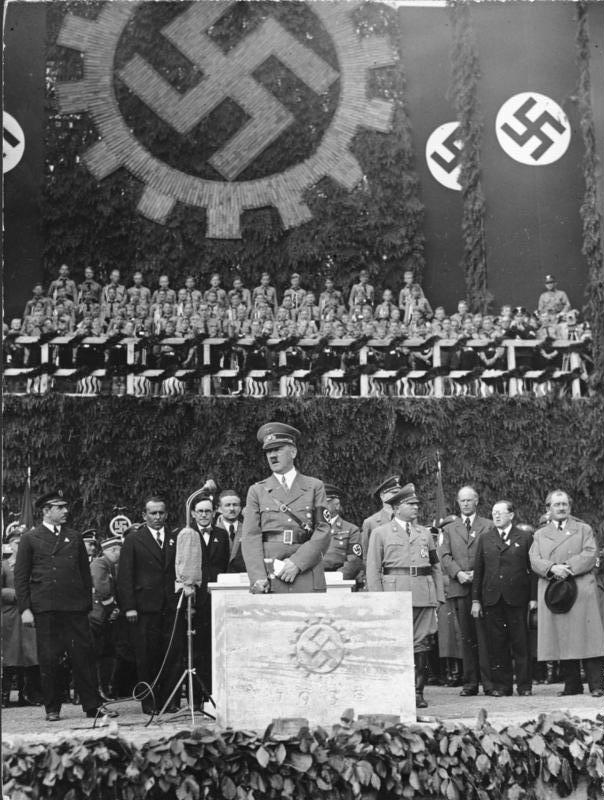
Grundsteinlegung des Volkswagenwerks durch Adolf Hitler

- 26. Mai: Der Grundstein des Volkswagenwerkes wird gelegt.
- 1. Juli: In der Nähe der Wolfsburg wird eine neue Stadt mit Namen Stadt des KdF-Wagens bei Fallersleben – das spätere Wolfsburg – gegründet.
- 1. August: Robert Ley, Reichsleiter der NSDAP und Leiter des Einheitsverbandes Deutsche Arbeitsfront, verkündet in Leverkusen ein Sparsystem, das allein durch diese Produktvorfinanzierung den Erwerb des „KdF-Wagens“ ermöglichen soll.
- Hans Martin Freyer und Franz Xaver Reimspieß entwickeln das erste Volkswagen-Logo.

#### Unternehmensgründungen
- 24. Februar: Das US-amerikanische Unternehmen DuPont stellt die ersten Zahnbürsten mit Nylon-Borsten her.
- 1. März: Das südkoreanische Unternehmen Samsung wird in Daegu von Lee Byung-Chull als Lebensmittelladen gegründet.
- 4. März: Die US-Gesellschaft Standard Oil of California findet nach mehrmonatigen erfolglosen Probebohrungen in Saudi-Arabien im Bohrloch Damman Nummer 7 Erdöl. Die Stadt Dammam am Persischen Golf wird in der Folge ein wichtiges Förderzentrum für das „Schwarze Gold“.
- 18. März: Der mexikanische Staatspräsident Lázaro Cárdenas del Río lässt die Mineralölunternehmen des Landes verstaatlichen und gründet das Staatsunternehmen PEMEX. Es erhält das Monopol auf die Exploration, Produktion, Raffinierung und den Handel mit Erdöl und Erdgas sowie in der Herstellung und dem Verkauf von petrochemischen Grundstoffen. Mehrere Staaten, insbesondere die USA, Großbritannien und die Niederlande, die bis dahin im Besitz der Erdölunternehmen waren, boykottieren daraufhin mexikanisches Erdöl. Trotzdem wird Mexiko in den nächsten Jahren zu einem der weltweit größten Erdölexporteure.
- 1. April: In der Schweiz wird erstmals der Instantkaffee Nescafé verkauft.
- Earl Silas Tupper beginnt in Leominster, Massachusetts, Kunststoffprodukte herzustellen und verkauft sie zunächst mit wenig Erfolg im Einzelhandel.

#### Sonstiges
- 1. September: Reichsfinanzminister Schwerin von Krosigk warnt Hitler in einem Brief vor einer „schweren finanziellen Krise“ bzw. vor dem Staatsbankrott.
- 27. September: Das mehr als ein halbes Jahrhundert weltweit größte Passagierschiff, die Queen Elizabeth, wird in Dienst gestellt.

### Wissenschaft und Technik

#### Luftfahrt
- 20. Juni: Carl Bode fliegt mit seinem Hubschrauber Focke-Wulf Fw 61 230,3 km und stellt damit einen Weltrekord auf.
- 10. Juli: Der flugbegeisterte Howard Hughes umrundet in einer Lockheed 14 mit seinen Begleitern in 91 Stunden die Erde; es ist die bis dahin schnellste Weltumrundung.
- 8. Dezember: In Kiel geht der Stapellauf des ersten und einzigen deutschen Flugzeugträgers vor sich. Die Graf Zeppelin wird aber später nicht mehr fertiggestellt.
- 31. Dezember: Das erste mit einer Druckkabine ausgestattete Zivilflugzeug, die Boeing 307 Stratoliner, absolviert seinen Erstflug.

#### Naturwissenschaften
- 6. Juli: Seth Barnes Nicholson entdeckt den Jupitermond Lysithea (Jupiter X).
- 16. November: Im Rahmen seiner Forschungen zum Mutterkorn stellt der Schweizer Chemiker Albert Hofmann erstmals Lysergsäurediethylamid (LSD) her.
- 17. Dezember: Otto Hahn und sein Assistent Fritz Straßmann entdecken im Kaiser-Wilhelm-Institut für Chemie in Berlin die Kernspaltung des Urans, die wissenschaftliche und technologische Grundlage der Kernenergie.
- 22. Dezember: An der Ostküste Südafrikas stößt Marjorie Courtenay-Latimer, Kuratorin am Museum of East London, im Fang eines Trawlers auf einen Fisch, der am 16. Februar 1939 von James Leonard Brierley Smith als Komoren-Quastenflosser, eine Art der als seit dem Ende der Kreidezeit ausgestorben geltenden Quastenflosser, ein sogenanntes „lebendes Fossil“, identifiziert wird.

#### Sonstige technische Errungenschaften
- 22. Oktober: Unter Zuhilfenahme einer mit einem Tuch elektrisch aufgeladenen Metallplatte, Schwefelpuder, staubfeinen Bärlappsporen und einer Wachsplatte führen Chester Carlson und Otto Kornei die erste Fotokopie (Trockenkopie) durch.
- Der Bau der Linzer Nibelungenbrücke beginnt.

### Kultur

#### Bildende Kunst

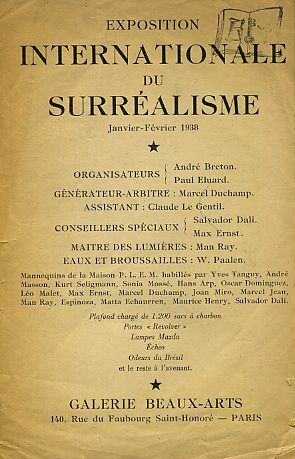
Handzettel zur Ausstellung in der Galerie Beaux-Arts, Paris

- 27. Januar bis 14. Februar: Die Exposition Internationale du Surréalisme wird von André Breton und Paul Éluard in der Pariser Galerie Beaux-Arts von Georges Wildenstein organisiert.
- 18. Juni: Durch den Führervorbehalt sichert sich Adolf Hitler den Erstzugriff auf beschlagnahmte Kunstwerke (auch Raubkunst) für seine Kunstsammlung Sonderauftrag Linz.

#### Film
- 20. April: Unter dem Titel Olympia veröffentlicht Leni Riefenstahl eine zweiteilige Dokumentation über die Olympischen Sommerspiele 1936 in Berlin. Der Film wird nachträglich vielfach als ästhetisches Meisterwerk gelobt, aber auch für seine propagandistischen und ideologischen Elemente kritisiert.
- 19. August: Die Filmkomödie Blockheads von Laurel und Hardy erscheint und wird von der Kritik positiv aufgenommen.
- 21. September: Der mit Jugendverbot belegte Kriminalfilm Verwehte Spuren von Veit Harlan mit Kristina Söderbaum und Frits van Dongen hat im Berliner Gloria-Palast seine Uraufführung. Das Drehbuch basiert beruht auf dem gleichnamigen Hörspiel von Hans Rothe.
- 07. Oktober: The Lady Vanishes (Eine Dame verschwindet), eine Kriminalkomödie von Alfred Hitchcock mit Margaret Lockwood und Michael Redgrave, wird in London uraufgeführt. Publikum und Kritik nehmen den Film gleichermaßen enthusiastisch auf.
- November: Die Deutsche Filmakademie Babelsberg nimmt ihre Arbeit auf.

#### Musik und Theater
- 16. Januar: Benny Goodman gibt sein berühmtes Carnegie Hall Konzert, an dem sich u. a. Musiker der Bands von Duke Ellington und Count Basie beteiligen.
- 12. Mai: Die Uraufführung der heiteren Oper Schneider Wibbel von Mark Lothar mit dem Libretto von Hans Müller-Schlösser nach dessen eigenem gleichnamigen Lustspiel erfolgt an der Staatsoper Unter den Linden in Berlin.
- 21. Mai: Furcht und Elend des Dritten Reiches, ein Theaterstück des deutschen Dramatikers Bertolt Brecht, wird in einigen Szenen in Paris uraufgeführt.
- 28. Mai: Die Uraufführung der Oper Mathis der Maler von Paul Hindemith findet am Stadttheater Zürich statt.
- 24. Juli: Artie Shaw spielt seinen Hit Begin the Beguine ein.

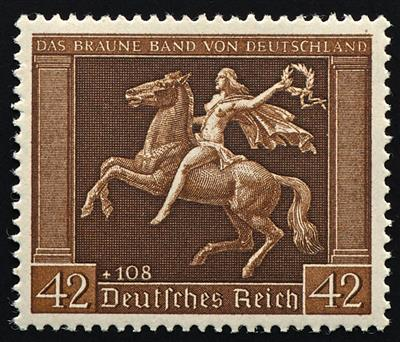
Eine Amazone mit Siegerkranz schmückte 1938 selbst die Sondermarke anlässlich der Pferderennen um Das Braune Band von Deutschland

- 30. Juli: Im nächtlich erleuchteten Park des Nymphenburger Schlosses findet die dritte Nacht der Amazonen statt.
- 19. Oktober: Die Uraufführung des Musicals Knickerbocker Holiday von Kurt Weill mit dem Libretto von Maxwell Anderson erfolgt am Ethel Barrymore Theatre in New York.
- 30. Dezember: Das Prokofjew-Ballett Romeo und Julia nach dem gleichnamigen Shakespeare-Stück wird in Brünn uraufgeführt.
- 31. Dezember: Die Operette Saison in Salzburg von Fred Raymond wird an den Städtischen Bühnen in Kiel uraufgeführt. Das Libretto stammt von Max Wallner und Kurt Feltz.

#### Rundfunk
- Die Ausstrahlung des von Orson Welles inszenierten Radio-Hörspiels Der Krieg der Welten nach dem von Howard Koch für den Rundfunk adaptierten Roman von H. G. Wells im New Yorker Radioasender CBS löst Zeitungsberichten zufolge in Teilen der USA panikartige Reaktionen aus.

#### Sonstiges

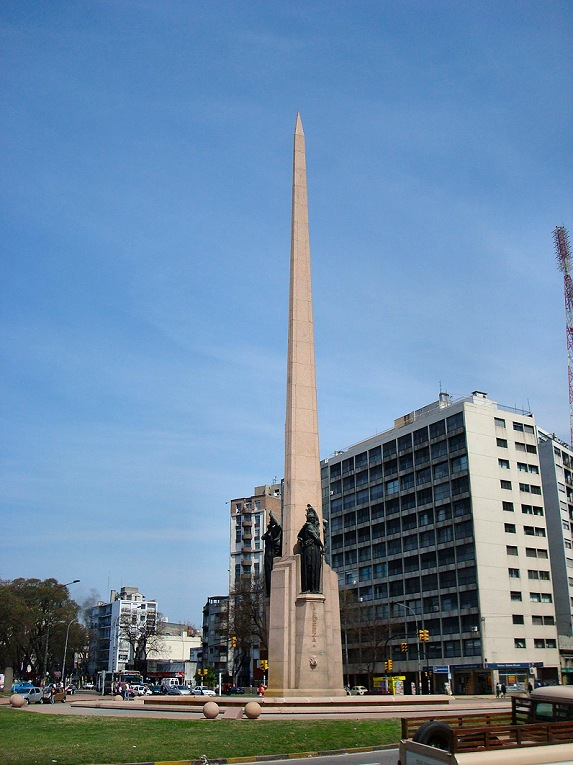
Obelisk von Montevideo

- 25. August: In Uruguays Hauptstadt wird am Nationalfeiertag der an die erste Verfassung erinnernde Obelisk von Montevideo eingeweiht.

### Gesellschaft
- 07. November: Nach dem Mord an einem Taxifahrer wird die erste Fernsehfahndung ausgestrahlt (mit Kriminalkommissar Theo Saevecke im Fernsehsender Paul Nipkow). Obwohl es zu diesem Zeitpunkt in Berlin erst 28 öffentliche „Fernsehstuben“ gibt, gehen zahlreiche Hinweise ein; der Täter wird gefasst.

### Katastrophen
- 10. Januar: Eine große Menge Munition, die während des Bürgerkriegs in einem U-Bahn-Tunnel der Metro Madrid eingelagert ist, explodiert. Mindestens 96 Menschen kommen bei der Explosion in der Metro Madrid ums Leben.

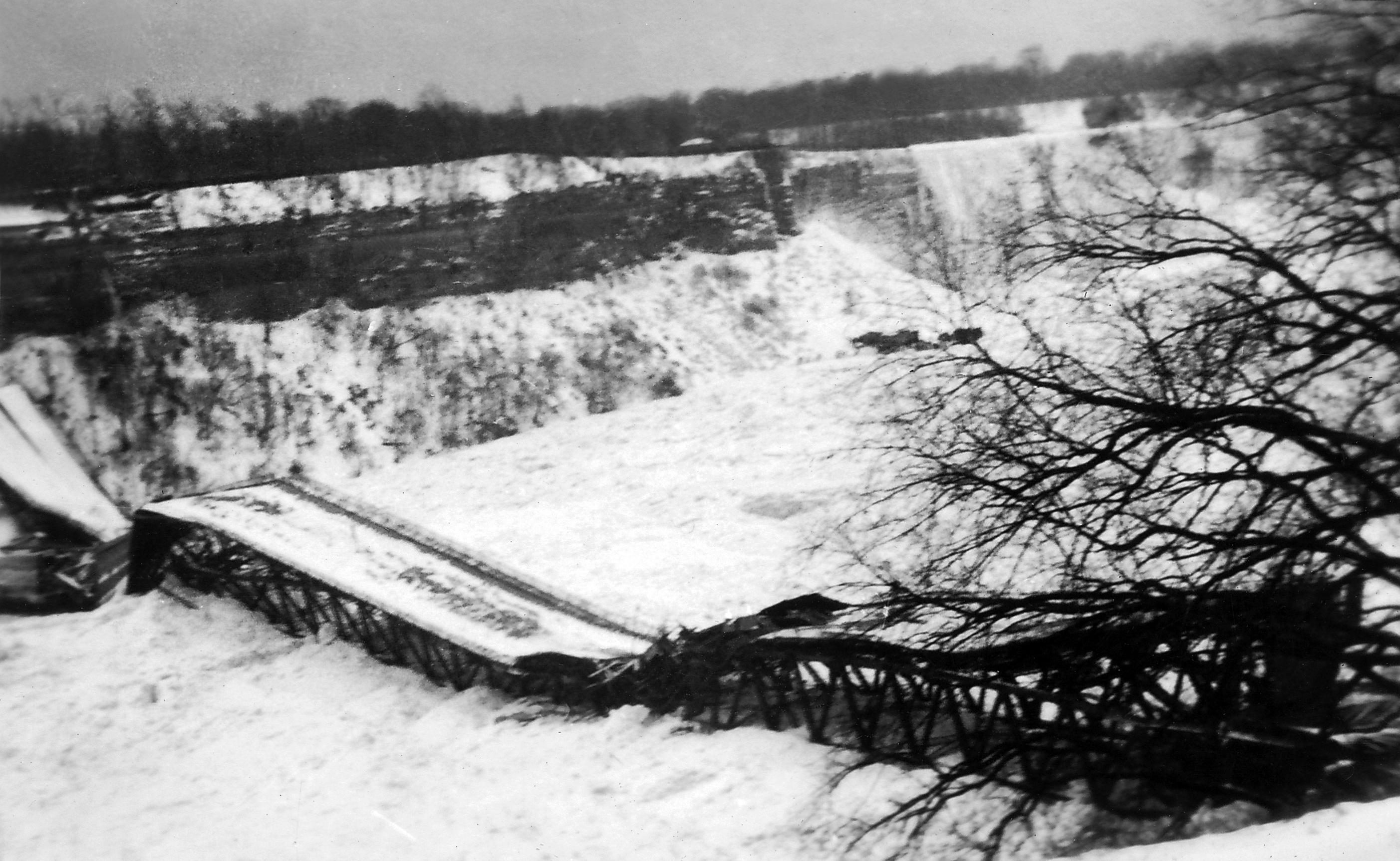
Die zusammengebrochene Brücke im eisbedeckten Fluss, Januar 1938

- 27. Januar: Die Kanada und die USA über den Niagara River hinweg verbindende Upper Steel Arch Bridge bricht zusammen, nachdem Im Fluss treibende Eisplatten auf die Kämpfer der Brücke gedrückt haben.
- Nachdem sie am 12. März ihren letzten Funkspruch abgesetzt hat, geht die deutsche Viermastbark Admiral Karpfanger auf ihrer ersten Auslandsreise mit 50 Mann Besatzung im Seegebiet um Kap Hoorn verschollen.
- 16. Mai: Der Frontalzusammenstoß eines Personenzuges bei Milokang, Hunan, der von Wuhan nach Kanton unterwegs ist, mit einem Güterzug, der in der Gegenrichtung verkehrt, fordert mehr als 100 Menschenleben.
- 21. September: Ein Hurrikan, bezeichnet als Neuengland-Hurrikan, zieht über große Gebiete der Ostküste der Vereinigten Staaten. Zwischen 682 und 800 Menschen kommen dabei ums Leben.
- 25. September: Beim Eisenbahnunfall von Martorell stoßen bei Martorell zwei Züge frontal zusammen. Etwa 65 Menschen sterben. Grund für den Unfall sind ein fehlerhaft arbeitendes Signalsystem und eine unübersichtliche Kurve.
- 10. Oktober: Beim Flugzeugabsturz bei Soest bricht ein Flugzeug auseinander und alle 20 Insassen sterben.

Kleinere Unglücksfälle sind in den Unterartikeln von Katastrophe und in der Liste von Katastrophen aufgeführt.

### Sport
- 09. Januar: Der FC Schalke 04 gewinnt den Tschammerpokal 1937 mit einem 2:1 gegen Fortuna Düsseldorf und damit nach der Meisterschaft 1936/37 auch das Double.
- 28. Januar: Auf der Reichsautobahn Frankfurt–Darmstadt bei Mörfelden kommt der Rennfahrer Bernd Rosemeyer bei Weltrekordversuchen in einem Auto-Union-Rennwagen ums Leben: eine Windbö erfasst den Wagen bei ca. 400 km/h und wirft ihn gegen eine Brückenböschung.
- Weniger als eineinhalb Stunden vor Rosemeyers tödlichem Unfall gelingt Rudolf Caracciola auf Mercedes-Benz ein neuer Geschwindigkeitsweltrekord auf einer normalen Straße mit 432,692 km/h.
- 03. April: Im Praterstadion in Wien findet das „Anschlussspiel“ zwischen einer deutschen und einer österreichischen Fußballauswahl statt. Die Auswahlmannschaft der „Ostmark“, die statt in den traditionellen schwarz-weißen Dressen in rot-weiß-rot spielt, gewinnt gegen das „Altreich“ durch Tore von Matthias Sindelar und Karl Sesta mit 2:0.
- 19. Juni: Italien gewinnt die Fußball-Weltmeisterschaft 1938 in Frankreich.
- 03. Juli: Hannover 96 wird zum ersten Mal deutscher Fußballmeister.
- 03. Juli bis 11. September: Austragung der 6. Grand-Prix-Europameisterschaft
- 21. bis 24. Juli: Erstbegehung der Eiger-Nordwand durch Heinrich Harrer und Fritz Kasparek (Österreich), Anderl Heckmair und Ludwig Vörg (Deutsches Reich)
- 11. September: Rudolf Caracciola gewinnt zum dritten Mal die Grand-Prix-Europameisterschaft.
- Das weltweit wohl erste Inlinehockey-Spiel wird in Wien ausgetragen, überliefert ist es in einem Wochenschaubericht des Giornale Luce vom 3. November 1938.[1]

### Nobelpreise
| Preis                                   | Person                                                                       | Land                                                 | Begründung für die Preisvergabe | Bild              |
| --------------------------------------- | ---------------------------------------------------------------------------- | ---------------------------------------------------- | --- | ----------------- |
| Nobelpreis für Physik                   | Enrico Fermi (1901–1954)                                                     | Königreich Italien                                   | „für die Bestimmung von neuen, durch Neutronenbeschuss erzeugten radioaktiven Elementen und die in Verbindung mit diesen Arbeiten durchgeführte Entdeckung der durch langsame Neutronen ausgelösten Kernreaktionen“ | Enrico Fermi      |
| Nobelpreis für Chemie                   | Richard Kuhn (1900–1967) (verliehen 1939)                                    | Deutsches Reich (geboren in Wien, Österreich-Ungarn) | „für seine Arbeiten über Carotinoide und Vitamine“ | Richard Kuhn      |
| Nobelpreis für Physiologie oder Medizin | Corneille Heymans (1892–1968) (verliehen 1939)                               | Belgien                                              | „für die Entdeckung der Rolle des Sinus- und Aortenmechanismus bei der Atemregulierung“ | Corneille Heymans |
| Nobelpreis für Literatur                | Pearl S. Buck (1892–1973)                                                    | Vereinigte Staaten                                   | „für ihre reichen und echten epischen Schilderungen aus dem chinesischen Bauernleben und für ihre biographischen Meisterwerke“                                                                                      |                   |
| Friedensnobelpreis                      | „Office international Nansen pour les réfugiés“ (gegr. 1930; aufgelöst 1939) | Schweiz                                              | (Internationales Nansen-Amt für Flüchtlinge) |                   |

## Geboren

### Januar
- 01. Januar: Ertan Adatepe, türkischer Fußballspieler
- 01. Januar: Wladimir Alexandrow, sowjetischer Physiker und Klimatologe (verschwunden 1985)
- 01. Januar: Carlo Franchi, italienischer Automobilrennfahrer († 2021)
- 01. Januar: Frank Langella, US-amerikanischer Schauspieler Frank Langella 2012

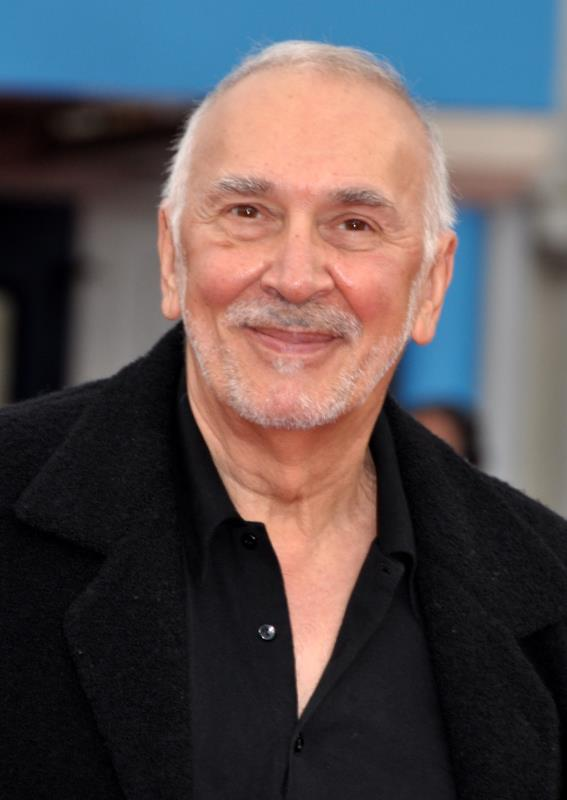
Frank Langella 2012

- 01. Januar: Staņislavs Lugailo, sowjetischer Volleyballspieler († 2021)
- 02. Januar: Hermann Avenarius, deutscher Jurist
- 02. Januar: Hans Herbjørnsrud, norwegischer Autor von Erzählungen und Kurzgeschichten († 2023)
- 02. Januar: Goh Kun, südkoreanischer Politiker
- 03. Januar: Ove Andersson, schwedischer Rallyepilot († 2008)
- 03. Januar: Kel Carruthers, australischer Motorradrennfahrer
- 04. Januar: Jim Norton, irischer Schauspieler
- 04. Januar: Eberhard Wagner, deutscher Mundartforscher, Mundartlyriker, Bühnenautor und Schauspieler
- 04. Januar: Jerzy Witkowski, polnischer Pianist († 1999)
- 05. Januar: Terry Davis, britischer Politiker und Generalsekretär des Europarats († 2024)
- 05. Januar: Keith Greene, britischer Automobilrennfahrer († 2021)
- 05. Januar: Juan Carlos I., König von Spanien Juan Carlos I., 2009

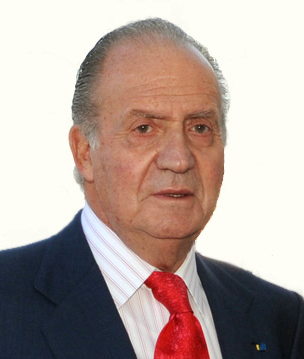
Juan Carlos I., 2009

- 05. Januar: Jim Otto, US-amerikanischer American-Football-Spieler († 2024)
- 05. Januar: Ngũgĩ wa Thiong’o, kenianischer Schriftsteller und Kulturwissenschaftler († 2025)
- 06. Januar: Adriano Celentano, italienischer Sänger und Schauspieler Adriano Celentano

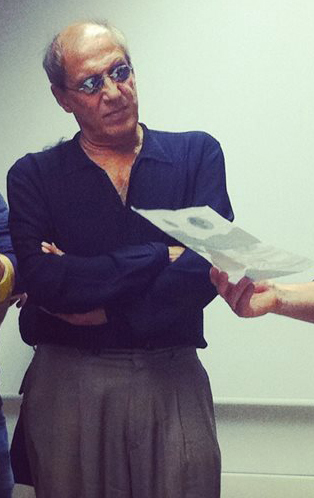
Adriano Celentano

- 06. Januar: Mario Rodríguez Cobos, argentinischer Schriftsteller († 2010)
- 06. Januar: Jozef Golonka, slowakischer Eishockeyspieler und -trainer
- 06. Januar: Karl-Heinz Kunde, deutscher Radrennfahrer († 2018)
- 07. Januar: Rauno Aaltonen, finnischer Rallye-Rennfahrer
- 07. Januar: Christfried Berger, deutscher evangelischer Theologe († 2003)
- 07. Januar: Cor Boonstra, niederländischer Manager († 2025)
- 07. Januar: Patrick John, dominicanischer Politiker und Ministerpräsident von Dominica († 2021)
- 07. Januar: Morgan Powell, US-amerikanischer Komponist, Jazzposaunist und Musikpädagoge
- 07. Januar: Paul Revere, US-amerikanischer Musiker († 2014)
- 07. Januar: Rory Storm, britischer Rockmusiker, Sänger († 1972)
- 07. Januar: Roland Topor, französischer Autor, Schauspieler und Maler († 1997)
- 10. Januar: Gary Chapman, US-amerikanischer baptistischer Pastor, Anthropologe, Berater und Autor
- 10. Januar: Donald E. Knuth, emeritierter Professor für Informatik an der Stanford University
- 10. Januar: Samir Khalil Samir, ägyptischer Islamwissenschaftler, Semitist, Orientalist und katholischer Theologe
- 10. Januar: Renate Schostack, deutsche Journalistin und Schriftstellerin († 2016)
- 11. Januar: Fischer Black, US-amerikanischer Wirtschaftswissenschaftler († 1995)
- 11. Januar: Arthur Scargill, Gründer der Socialist Labour Party
- 12. Januar: Qazi Hussain Ahmad, pakistanischer Theologe und Politiker († 2013)
- 12. Januar: Luis Omedes Calonja, spanischer Ruderer und Rennrodler († 2022)
- 12. Januar: Alan Rees, britischer Automobilrennfahrer und Teammanager († 2024)
- 12. Januar: Monika Schindler, deutsche Filmeditorin
- 12. Januar: Gildo Siorpaes, italienischer Bobfahrer und Skirennläufer
- 13. Januar: Daevid Allen, australischer Rockmusiker († 2015)
- 13. Januar: Richard Anthony, französischer Sänger († 2015)
- 13. Januar: Shiv Kumar Sharma, indischer Santurvirtuose († 2022)
- 14. Januar: Jack Jones, US-amerikanischer Sänger († 2024)
- 14. Januar: Dražen Marović, kroatischer Schachgroßmeister
- 14. Januar: Indira Nath, indische Immunologin († 2021)
- 15. Januar: Paddy O’Toole, irischer Politiker († 2025)
- 16. Januar: Adolf Beck, bayerischer Politiker und MdL († 2009)
- 16. Januar: Hermann Seimetz, deutscher Politiker und MdL († 2022)
- 18. Januar: Anthony Giddens, britischer Soziologe
- 18. Januar: Paul G. Kirk, US-amerikanischer Politiker
- 18. Januar: Werner Olk, deutscher Fußballspieler und -trainer
- 19. Januar: Hartwig Henze, Richter am Bundesgerichtshof
- 19. Januar: Manfred Osten, deutscher Autor und Kulturhistoriker
- 19. Januar: Chris Tuerlinx, belgischer Automobilrennfahrer  († 1973)
- 21. Januar: James Patrick Anderton, neuseeländischer Politiker († 2018)
- 21. Januar: Romano Fogli, italienischer Fußballspieler und -trainer († 2021)
- 21. Januar: Wolfman Jack, US-amerikanischer Discjockey († 1995)
- 22. Januar: Friedrich Müller, deutscher Rechtswissenschaftler und Dichter
- 22. Januar: Peter Beard, US-amerikanischer Fotograf, Künstler und Autor († 2020)
- 22. Januar: Ekkehard Jost, deutscher Musikwissenschaftler und Baritonsaxophonist († 2017)
- 22. Januar: Hans Otto Thiele, deutscher Jurist († 2022)
- 23. Januar: Peter Aniol, deutscher Politiker († 2015)
- 23. Januar: Georg Baselitz, deutscher Maler und Bildhauer
- 23. Januar: Bill Duniven, US-amerikanischer Rock-’n’-Roll-Musiker († 1999)
- 23. Januar: Theo-Ben Gurirab, Premierminister der Republik Namibia († 2018)
- 24. Januar: Arndt von Bohlen und Halbach, letzter Spross der Krupp-Dynastie († 1986)
- 24. Januar: Julius Arthur Hemphill, US-amerikanischer Jazzmusiker († 1995)
- 25. Januar: A. P. Balachandran, indischer theoretischer Physiker († 2025)
- 25. Januar: Etta James, US-amerikanische R&B, Blues und Gospel-Sängerin († 2012)
- 25. Januar: Leiji Matsumoto, japanischer Mangaka († 2023)
- 25. Januar: Wladimir Wyssozki, russischer Sänger, Poet und Schauspieler († 1980)
- 26. Januar: Carl-Detlev Freiherr von Hammerstein, deutscher Politiker
- 26. Januar: Henry Jaglom, englischer Filmregisseur, Drehbuchautor und Schauspieler
- 26. Januar: Klaus Müller, deutscher Handballspieler und -trainer
- 27. Januar: Mary Anne Witchger, US-amerikanische Schwimmerin († 2021)
- 28. Januar: Tomas Lindahl, schwedischer Krebsforscher, Chemienobelpreisträger
- 28. Januar: William Voltz, deutscher Schriftsteller († 1984)
- 29. Januar: Kai Hermann, deutscher Journalist, Publizist und Autor
- 30. Januar: Kathrin Ackermann, deutsche Schauspielerin und Synchronsprecherin
- 31. Januar: Beatrix, 1980–2013 Königin der Niederlande Beatrix der Niederlande, 2008

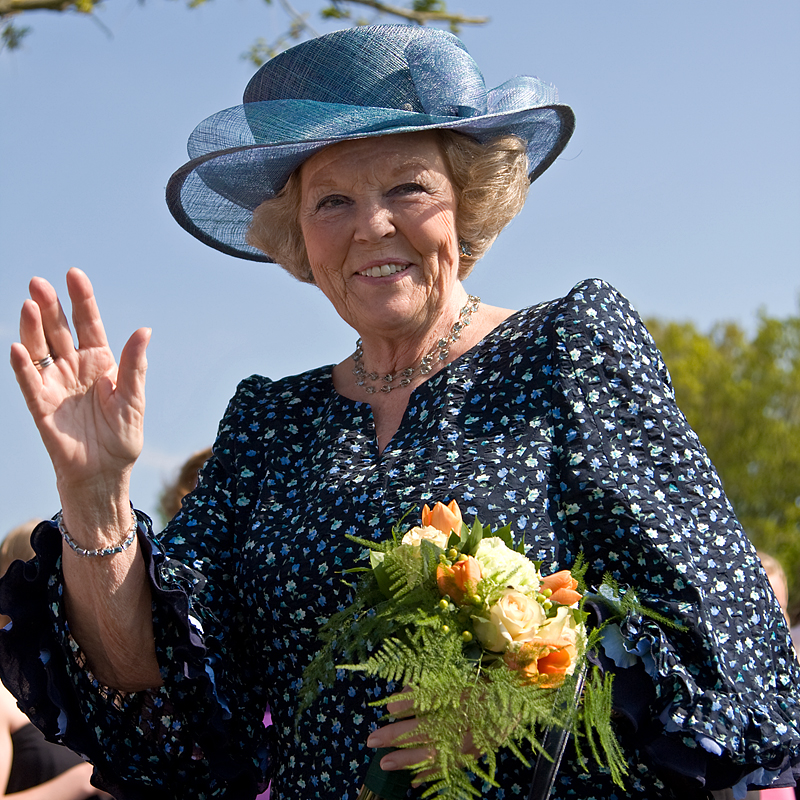
Beatrix der Niederlande, 2008

- 31. Januar: Günther Boekhoff, deutscher Politiker († 2025)
- 31. Januar: Lynn Carlin, US-amerikanische Schauspielerin
- 31. Januar: Eike Reuter, deutscher Kirchenmusiker, Landeskirchenmusikdirektor von Thüringen († 2005)

### Februar
- 01. Februar: Rita Atschkina, sowjetische Skilangläuferin
- 01. Februar: Jimmy Carl Black, US-amerikanischer Schlagzeuger und Sänger († 2008)
- 01. Februar: Alfons Mayer, kanadischer Sportschütze († 2021)
- 01. Februar: Horst Bosetzky, deutscher Soziologe und Schriftsteller († 2018)
- 02. Februar: Bobby Cruz, puerto-ricanischer Sänger und Komponist
- 02. Februar: Bo Hopkins, US-amerikanischer Schauspieler († 2022)
- 02. Februar: Sergio Ortega, chilenischer Komponist und Pianist († 2003)
- 03. Februar: Tony Marshall, deutscher Schlagersänger († 2023)
- 04. Februar: Ralph Bellamy, australischer Ingenieur und Rennwagen-Konstrukteur
- 04. Februar: Martin Greif, US-amerikanischer Anglist und Autor († 1996)
- 04. Februar: Birju Maharaj, indischer Sänger, Choreograph, Komponist, Sänger, Musiker und Lyriker († 2022)
- 04. Februar: Peter Schubert, deutscher Albanologe und Diplomat († 2003)
- 04. Februar: Erika Stürmer-Alex, deutsche Malerin und Grafikerin
- 05. Februar: Ed Doemland, US-amerikanischer Komponist, Organist, Jazzpianist und Perkussionist († 2012)
- 05. Februar: John Guare, US-amerikanischer Bühnenautor
- 05. Februar: Fritz Kramer, deutscher Politiker der CDU
- 06. Februar: Ellsworth Milburn, US-amerikanischer Komponist und Pianist († 2007)
- 07. Februar: Friedrich Karl Barth, Pfarrer und Liedautor
- 07. Februar: Franco Testa, italienischer Radrennfahrer († 2025)
- 09. Februar: Karl Hoffmann, deutscher Brigadegeneral († 2011)
- 11. Februar: David Allen Aaker, US-amerikanischer Wirtschaftswissenschaftler
- 11. Februar: Mohamed Gammoudi, tunesischer Leichtathlet
- 11. Februar: Edith Mathis, Schweizer Sopranistin († 2025)
- 11. Februar: Manuel Noriega, panamaischer Diktator († 2017)
- 11. Februar: Willy Oliveira, brasilianischer Komponist
- 11. Februar: Hans-Peter Wirsing, deutscher Maler und Grafiker († 2009)
- 13. Februar: Carmela Corren, israelische Schlagersängerin († 2022)
- 13. Februar: Dieter Kern, deutscher Automobilrennfahrer († 2011)
- 13. Februar: Oliver Reed, britischer Schauspieler († 1999)
- 13. Februar: Jan Siebelink, niederländischer Schriftsteller
- 15. Februar: Andrés Navarro, spanischer Boxer († 2021)
- 15. Februar: Gina Romand, mexikanische Schauspielerin und Sängerin († 2022)
- 16. Februar: John Corigliano, US-amerikanischer Komponist
- 16. Februar: Wu Guixian, chinesische Politikerin († 2025)
- 17. Februar: Saul Malatrasi, italienischer Fußballspieler
- 18. Februar: Michel Aglietta, französischer Wirtschaftswissenschaftler († 2025)
- 18. Februar: Louis-Marie Billé, französischer Erzbischof und Kardinal der römisch-katholischen Kirche († 2002)
- 18. Februar: Elke Erb, deutsche Lyrikerin und Schriftstellerin († 2024)

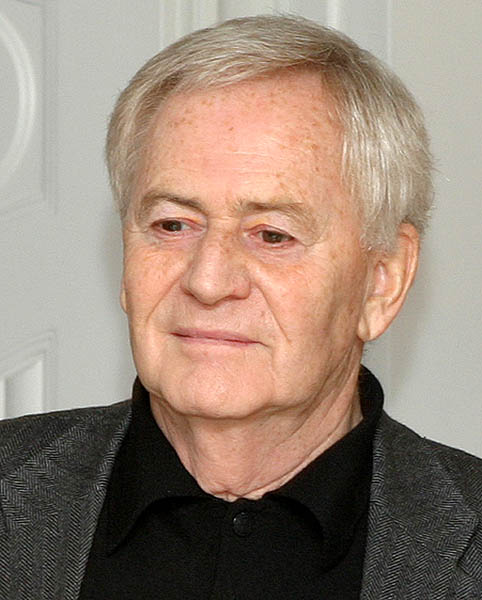
István Szabó (2004)

- 18. Februar: István Szabó, ungarischer Filmregisseur
- 18. Februar: Manfred Wolter, deutscher Autor und Regisseur († 1999)
- 19. Februar: Josef Duchač, deutscher Politiker
- 19. Februar: Oliver Taylor, australischer Boxer
- 20. Februar: Richard Beymer, US-amerikanischer Schauspieler
- 20. Februar: Inge Lønning, norwegischer Theologe und Politiker († 2013)
- 20. Februar: Paolo Kardinal Romeo, Erzbischof von Palermo
- 21. Februar: Beryl Franklin Anthony, Jr., US-amerikanischer Politiker († 2025)
- 21. Februar: Lester Bird, antiguanischer Politiker († 2021)
- 21. Februar: Dany Mann, deutsche Schlagersängerin und Schauspielerin († 2010)
- 21. Februar: Richard Oldcorn, britischer Fechter († 2022)
- 22. Februar: John Cunningham, britischer römisch-katholischer Kanonist, Theologe und Bischof von Galloway († 2021)
- 22. Februar: Barry Dennen, US-amerikanischer Schauspieler († 2017)

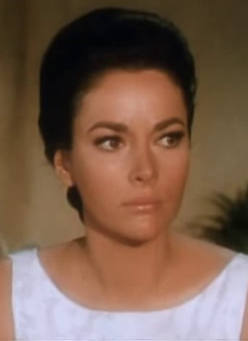
Karin Dor (1969)

- 22. Februar: Karin Dor, deutsche Schauspielerin († 2017)
- 22. Februar: Christa Luft, deutsche Politikerin, Wirtschaftsministerin
- 22. Februar: Predrag Ostojić, jugoslawischer Schachmeister († 1996)
- 22. Februar: Artavazd Pelechian, armenischer Filmemacher
- 23. Februar: Alan Ford, britischer Schauspieler
- 23. Februar: Ulrich Luz, Schweizer evangelisch-reformierter Theologe, Neutestamentler und Autor († 2019)
- 23. Februar: Paul Morrissey, US-amerikanischer Filmregisseur († 2024)
- 24. Februar: Emma Gaptschenko, sowjetische Bogenschützin († 2021)
- 24. Februar: Jürgen Günther, deutscher Comiczeichner († 2015)
- 24. Februar: Philip Knight, Wirtschaftswissenschaftler und Unternehmer
- 25. Februar: Maryanne Amacher, US-amerikanische Komponistin und Improvisatorin († 2009)
- 25. Februar: Doris Ebbing, deutsche Kommunalpolitikerin († 2009)
- 25. Februar: Herb Elliott, australischer Mittelstreckenläufer
- 25. Februar: John Foster, Segler und Bobfahrer von den Amerikanischen Jungferninseln
- 25. Februar: Reinhold Wosab, deutscher Fußballspieler
- 26. Februar: Hans Haid, österreichischer Volkskundler, Bergbauer und Mundartdichter († 2019)
- 26. Februar: Monika Lennartz, deutsche Schauspielerin
- 26. Februar: Horst Lohr, deutscher Endurosportler
- 26. Februar: Mark Sopi, albanischer Bischof der römisch-katholischen Kirche († 2006)
- 28. Februar: Machiel Kiel, niederländischer Osmanist († 2025)
- 28. Februar: Klaus Staeck, deutscher Grafiker

### März
- 01. März: Habib al-Adli, ägyptischer Politiker
- 01. März: Gerhard Güllich, deutscher Konteradmiral und kommissarischer Präsident des Bundesnachrichtendienstes
- 01. März: Rolf Kramer, deutscher Sportreporter und Fernsehmoderator
- 01. März: Adi Rinner, österreichischer Komponist und Dirigent
- 02. März: Pierre Aguet, Schweizer Politiker
- 02. März: Ricardo Lagos, chilenischer Politiker, 2000–2006 Staatspräsident
- 02. März: Egon Matzner, österreichischer Volkswirtschaftler und Finanzwissenschaftler († 2003)
- 02. März: Slawa Saizew, russischer Modemacher († 2023)
- 03. März: Bruno Bozzetto, italienischer Cartoonanimator
- 03. März: Douglas Leedy, US-amerikanischer Komponist, Dirigent, Hornist, Cembalist, Sänger und Musikpädagoge († 2015)
- 03. März: Wu Jin-yun, taiwanesische Leichtathletin († 2022)
- 04. März: Werner Jacob, deutscher Organist und Komponist († 2006)
- 04. März: Kito Lorenc, sorbisch-deutscher Schriftsteller, Lyriker und Übersetzer († 2017) Kito Lorenc

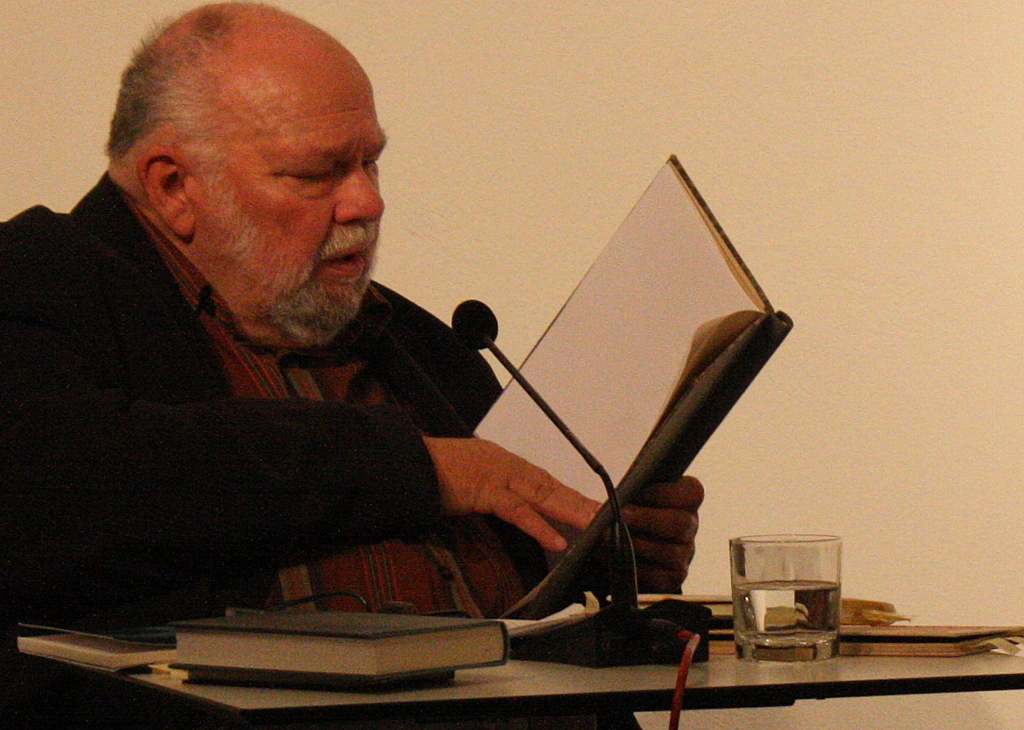
Kito Lorenc

- 04. März: Adam Daniel Rotfeld, polnischer Politiker
- 05. März: Wulf Arlt, deutscher Musikwissenschaftler
- 05. März: Lynn Margulis, US-amerikanische Biologin und Hochschullehrerin († 2011) Lynn Margulis (2005)

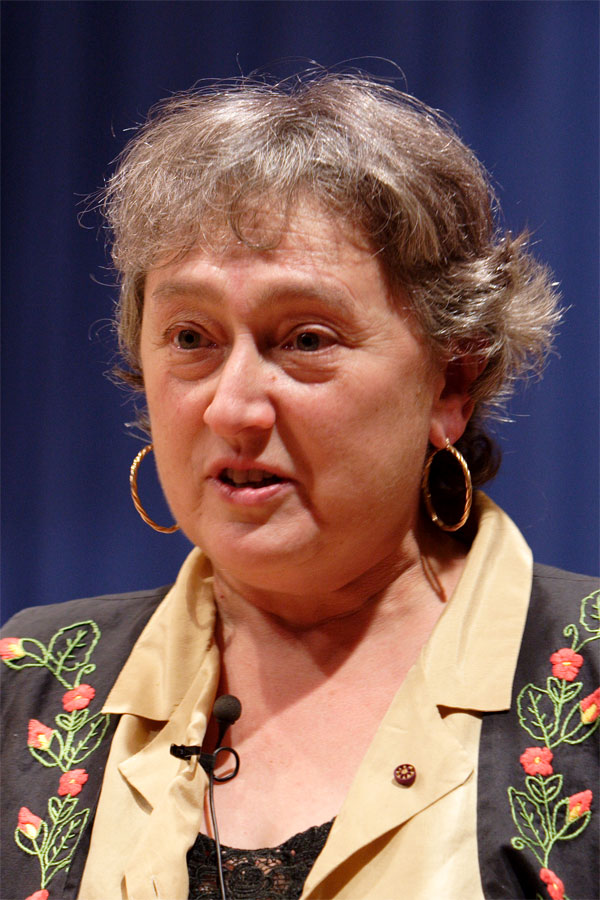
Lynn Margulis (2005)

- 05. März: Hayden Thompson, US-amerikanischer Rockabilly- und Country-Musiker
- 06. März: Anna Absolon, deutsche Politikerin
- 06. März: Thea Bock, deutsche Politikerin († 2025)
- 06. März: Nat Indrapana, thailändischer Sportfunktionär († 2018)
- 07. März: David Baltimore, US-amerikanischer Mikrobiologe
- 07. März: Albert Fert, französischer Physiker und Nobelpreisträger für Physik
- 07. März: Aristide Guarneri, italienischer Fußballspieler
- 07. März: Jalal Zolfonoun, iranischer Tar- und Setarspieler, Komponist und Musikpädagoge († 2012)
- 08. März: Friedrich Laux, deutscher Prähistoriker
- 08. März: Tom Nicholas, US-amerikanischer Jazzschlagzeuger († 2023)
- 08. März: Giorgio Puia, italienischer Fußballspieler und -trainer
- 08. März: Vreni Spoerry, Schweizer Politikerin († 2025)
- 09. März: Peter Heusch, deutscher Schauspieler, Regisseur, Rundfunkautor und Hörspielsprecher († 2014)
- 09. März: Lill-Babs, schwedische Schlagersängerin († 2018)
- 10. März: Carson Baird, US-amerikanischer Automobilrennfahrer
- 10. März: Peter Bossard, Schweizer Politiker und Unternehmer († 2001)
- 10. März: Ron Mix, US-amerikanischer American-Football-Spieler und Rechtsanwalt
- 10. März: Venetia Stevenson, britisch-amerikanische Schauspielerin und ein Model († 2022)
- 11. März: Christian Wolff, deutscher Schauspieler
- 12. März: Valery Panov, russischer Ballett-Tänzer und Choreograf († 2025)
- 13. März: Hans-Joachim Hespos, deutscher Komponist und Verleger († 2022)
- 13. März: Albrecht Schmidt, deutscher Jurist und Bankmanager
- 14. März: Anar, aserbaidschanischer Schriftsteller
- 14. März: Pierluigi Angeli, italienischer Politiker
- 14. März: Günter Harder, deutscher Mathematiker († 2025)
- 14. März: Takehisa Kosugi, japanischer Geiger, Komponist, Klang-, Multimedia- und Installationskünstler († 2018)
- 14. März: Angus MacLise, US-amerikanischer Schlagzeuger, Komponist, Dichter und bildender Künstler († 1979)
- 14. März: Friedrich-Wilhelm Lübbe, deutscher Brigadegeneral der Luftwaffe der Bundeswehr
- 14. März: Barbara Morawiecz, deutsche Schauspielerin († 2017)
- 14. März: Glauber Rocha, brasilianischer Filmregisseur († 1981)
- 15. März: Dieter Hömig, Richter des Bundesverfassungsgerichts († 2016)
- 15. März: Charles Lloyd, US-amerikanischer Jazz-Saxophonist und Flötist
- 15. März: Jürgen Schweinebraden, Galerist und Publizist († 2022)
- 16. März: Gus Anton, deutscher Dirigent und Komponist
- 16. März: Carlos Salvador Bilardo, argentinischer Fußballspieler und -trainer
- 16. März: Ray Pickrell, britischer Motorradrennfahrer († 2006)
- 17. März: Rudolf Nurejew, russisch-österreichischer Ballett-Tänzer († 1993) Rudolf Nurejew, 1973

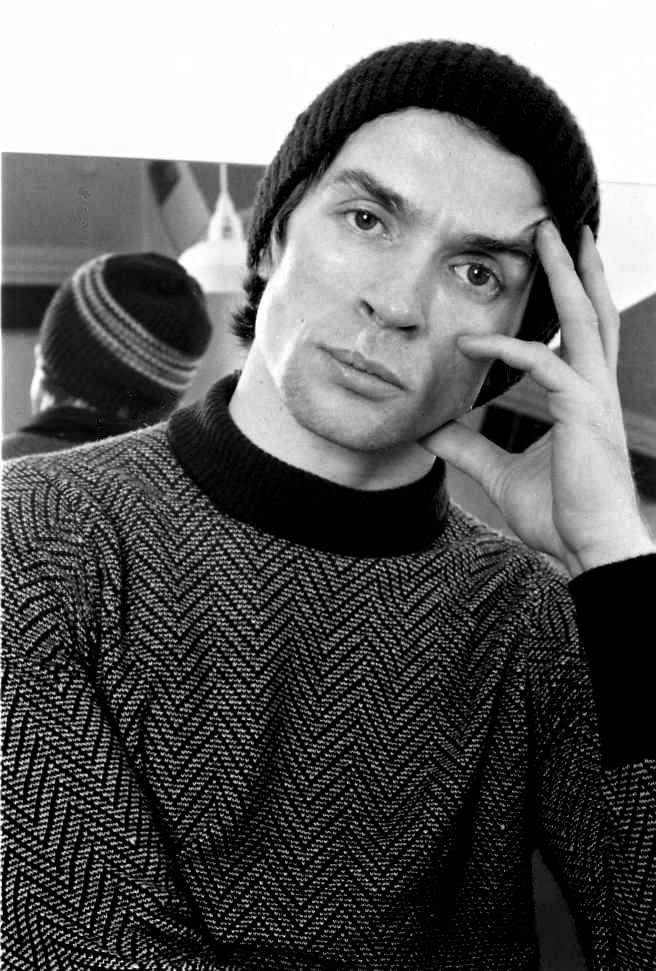
Rudolf Nurejew, 1973

- 17. März: Keith Patrick O’Brien, Erzbischof von St. Andrews und Edinburgh und Kardinal († 2018)
- 18. März: Álfrún Gunnlaugsdóttir, isländische Schriftstellerin († 2021)
- 18. März: Karin Hausen, deutsche Historikerin
- 18. März: Nuria Quevedo, deutsche Malerin und Grafikerin
- 19. März: Robert McKnight, kanadischer Eishockeyspieler († 2021)
- 20. März: Sergei Nowikow, russischer Mathematiker († 2024)
- 21. März: Karl Kraus, theoretischer Physiker († 1988)
- 21. März: Fritz Pleitgen, deutscher Journalist und ehemaliger Intendant des WDR († 2022) Fritz Pleitgen, 2007

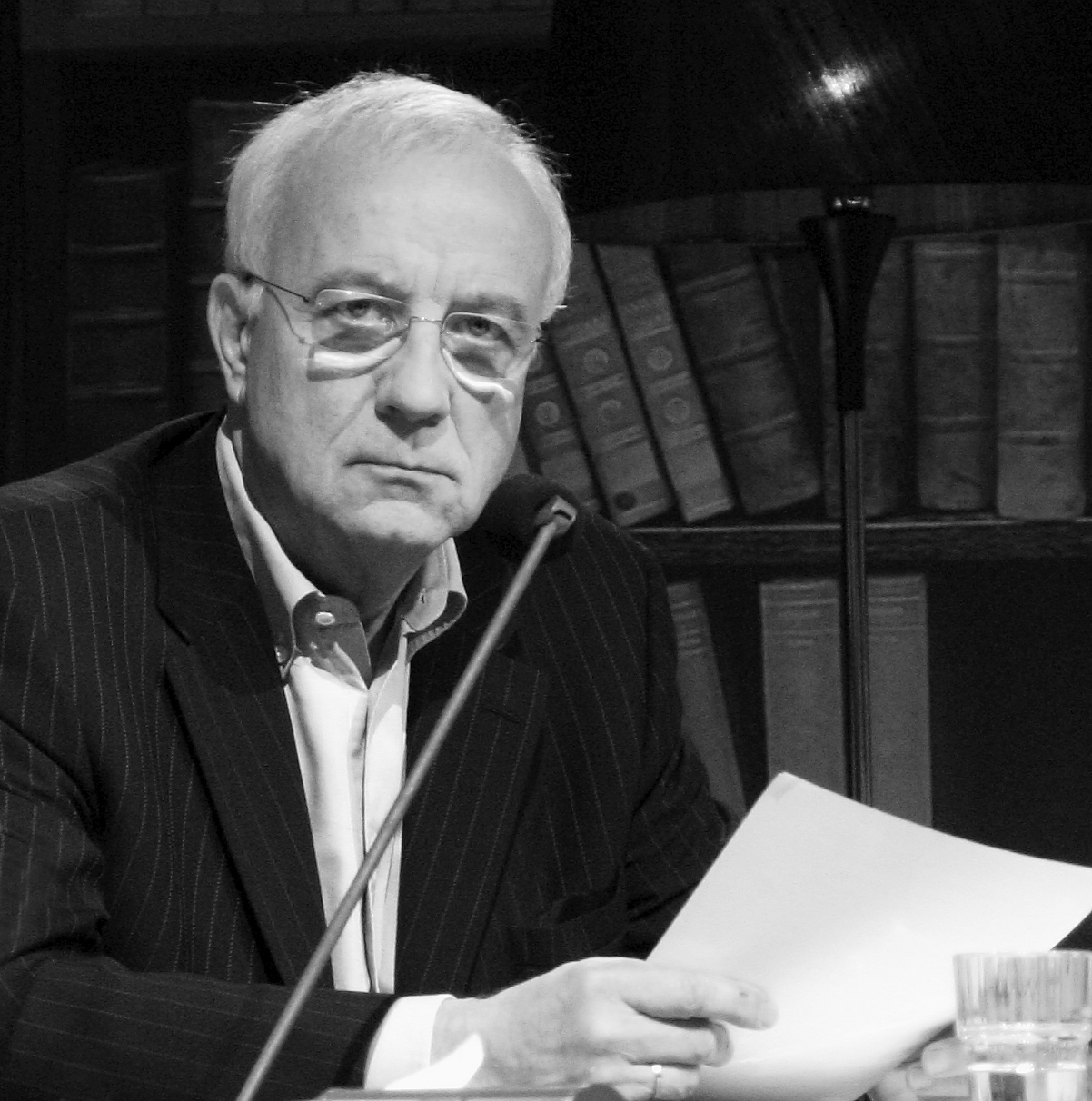
Fritz Pleitgen, 2007

- 23. März: Silvano Agosti, italienischer Filmeditor und Regisseur
- 23. März: Peter Anheuser, deutscher Politiker († 2016)
- 23. März: Bertie Auld, schottischer Fußballspieler († 2021)
- 23. März: Federica de Cesco, Schweizer Schriftstellerin
- 24. März: Holger Czukay, deutscher Musiker († 2017)
- 24. März: David Irving, britischer Historiker und Holocaustleugner
- 24. März: Steve Kuhn, US-amerikanischer Jazzpianist
- 24. März: Jimmy Voytek, US-amerikanischer Country- und Rockabilly-Musiker († 1980)
- 24. März: Larry Wilson, US-amerikanischer American-Football-Spieler († 2020)
- 25. März: Hoyt Axton, US-amerikanischer Country-Musiker († 1999)
- 25. März: Daniel Buren, französischer Maler und Bildhauer
- 25. März: Fritz d’Orey, brasilianischer Automobilrennfahrer († 2020)
- 25. März: Dietrich Stobbe, deutscher Politiker, Regierender Bürgermeister von Berlin († 2011)
- 26. März: Manfred Gerber, deutscher Generalleutnant des Heeres der Bundeswehr
- 26. März: Anthony James Leggett, Professor für Physik und Nobelpreisträger
- 27. März: Hansjörg Schneider, Schweizer Schriftsteller und Dramatiker
- 28. März: Udo Bermbach, deutscher Politikwissenschaftler († 2024)
- 28. März: Stanisław Olejniczak, polnischer Basketballspieler († 2022)
- 28. März: Jean-François Piot, französischer Rallye- und Rundenstreckenrennfahrer († 1980)
- 29. März: Manuel Monteiro de Castro, portugiesischer Kurienkardinal
- 29. März: Peter Kimmel, deutscher Jurist († 2021)
- 29. März: Klaus-Dieter Schotte, deutscher Physiker († 2018)
- 30. März: Klaus Schwab, Schweizer Wirtschaftswissenschaftler, Gründer des Weltwirtschaftsforums
- 31. März: Jimmy Johnson, US-amerikanischer American-Football-Spieler († 2024)
- 31. März: Dietmar Schlee, deutscher Politiker († 2002)

### April
- 01. April: Ingrid Spors, deutsche Politikerin
- 02. April: Martine Franck, belgische Fotografin († 2012)
- 02. April: Ralf Petersen, deutscher Komponist († 2018)
- 02. April: Hans-Michael Rehberg, deutscher Schauspieler und Regisseur († 2017)
- 02. April: Lothar Schünemann, deutscher Endurosportler
- 02. April: Darius Young, US-amerikanischer Sportschütze († 2021)
- 03. April: Jeff Barry, US-amerikanischer Sänger, Komponist, Songwriter und Musikproduzent
- 04. April: Emile Daems, belgischer Radrennfahrer († 2024)
- 05. April: Sebastian Neumeister, deutscher Romanist († 2023)
- 07. April: Jerry Brown, US-amerikanischer Politiker und Gouverneur von Kalifornien Jerry Brown (2009)

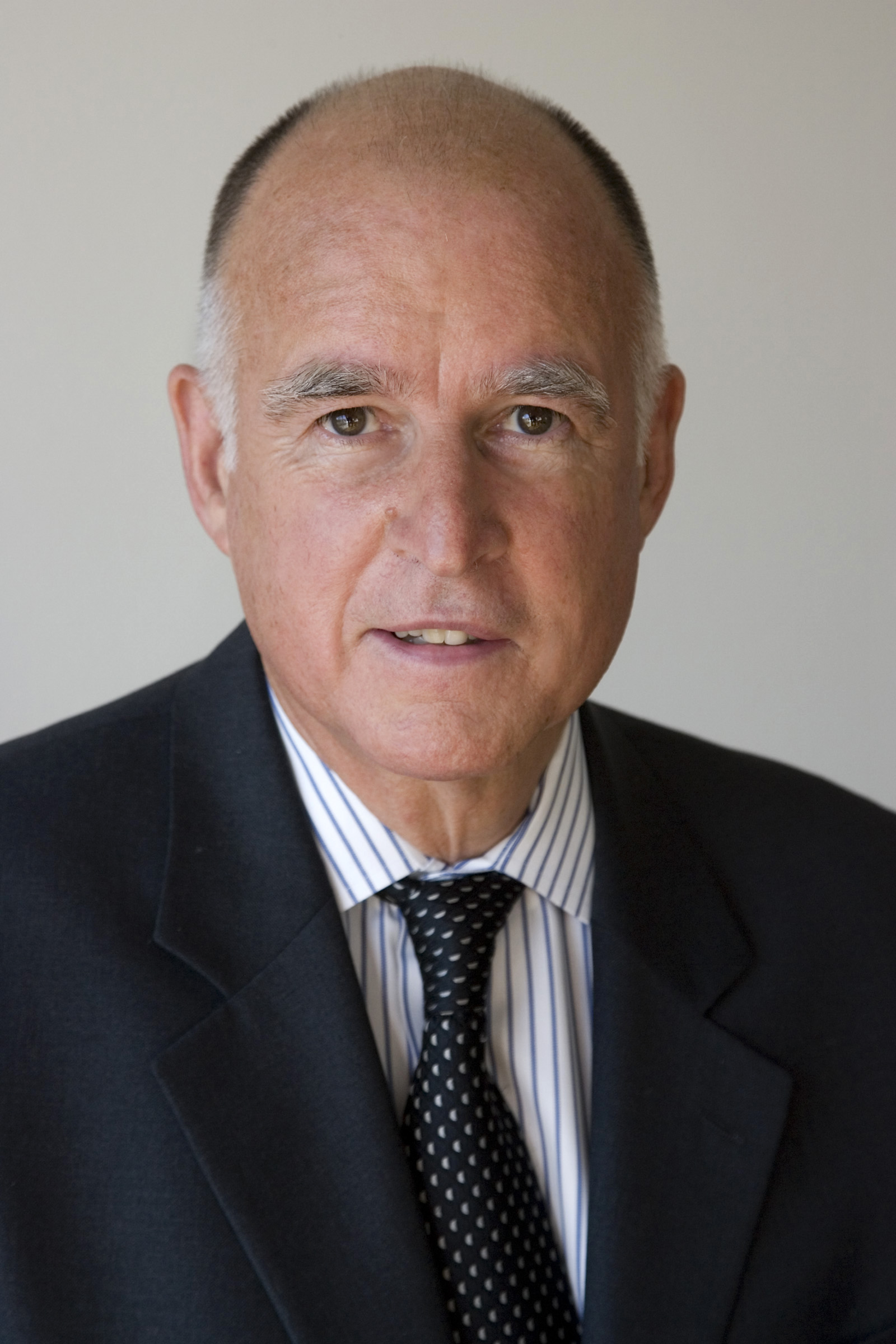
Jerry Brown (2009)

- 07. April: Spencer Dryden, US-amerikanischer Schlagzeuger († 2005)
- 07. April: Freddie Hubbard, US-amerikanischer Jazz-Trompeter († 2008)
- 07. April: Justin Metsing Lekhanya, lesothischer Politiker († 2021)
- 07. April: Alexander von Schlippenbach, deutscher Jazzpianist und Komponist
- 08. April: Kofi Annan, Generalsekretär der Vereinten Nationen, Friedensnobelpreisträger († 2018) Kofi Annan, 2003

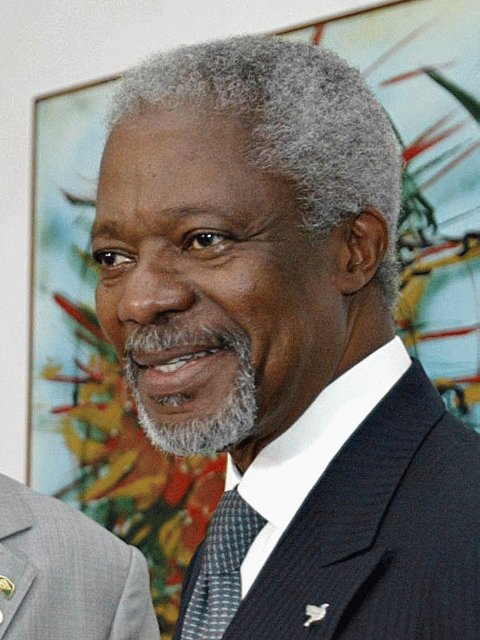
Kofi Annan, 2003

- 08. April: Thomas Langhoff, deutscher Theaterregisseur († 2012)
- 08. April: Günter Schubert, deutscher Schauspieler († 2008)
- 08. April: Klaus Wittig, deutscher General
- 09. April: Wiktor Tschernomyrdin, russischer Politiker († 2010)
- 10. April: Günther Kaunzinger, deutscher Organist und Hochschullehrer
- 10. April: Denny Zeitlin, US-amerikanischer Jazzpianist und Psychiater
- 11. April: Mohammad Ebrahimi, afghanischer Ringer († 2022)
- 11. April: Eckart Kuhlwein, deutscher Politiker († 2022)
- 11. April: Kurt Moll, deutscher Opernsänger († 2017)
- 11. April: Franz Nuscheler, deutscher Politologe († 2025)
- 12. April: Ernst Halter, Schweizer Schriftsteller, Übersetzer und Herausgeber
- 12. April: Heinz-Joachim Müllenbrock, deutscher Anglist († 2025)
- 12. April: Norman Paech, deutscher Völkerrechtler, Professor und MdB
- 13. April: Heinz Holecek, österreichischer Sänger, Schauspieler, Parodist und Entertainer († 2012)
- 13. April: Klaus Lehnertz, deutscher Leichtathlet
- 14. April: Bruce Alberts, US-amerikanischer Biochemiker und Präsident der National Academy of Sciences
- 14. April: Heiner Friedrich, deutscher Kunsthändler und Galerist
- 14. April: Wolfgang Hellstern, deutscher Fußballspieler und -trainer
- 15. April: Claudia Cardinale, italienische Filmschauspielerin Claudia Cardinale, 2009

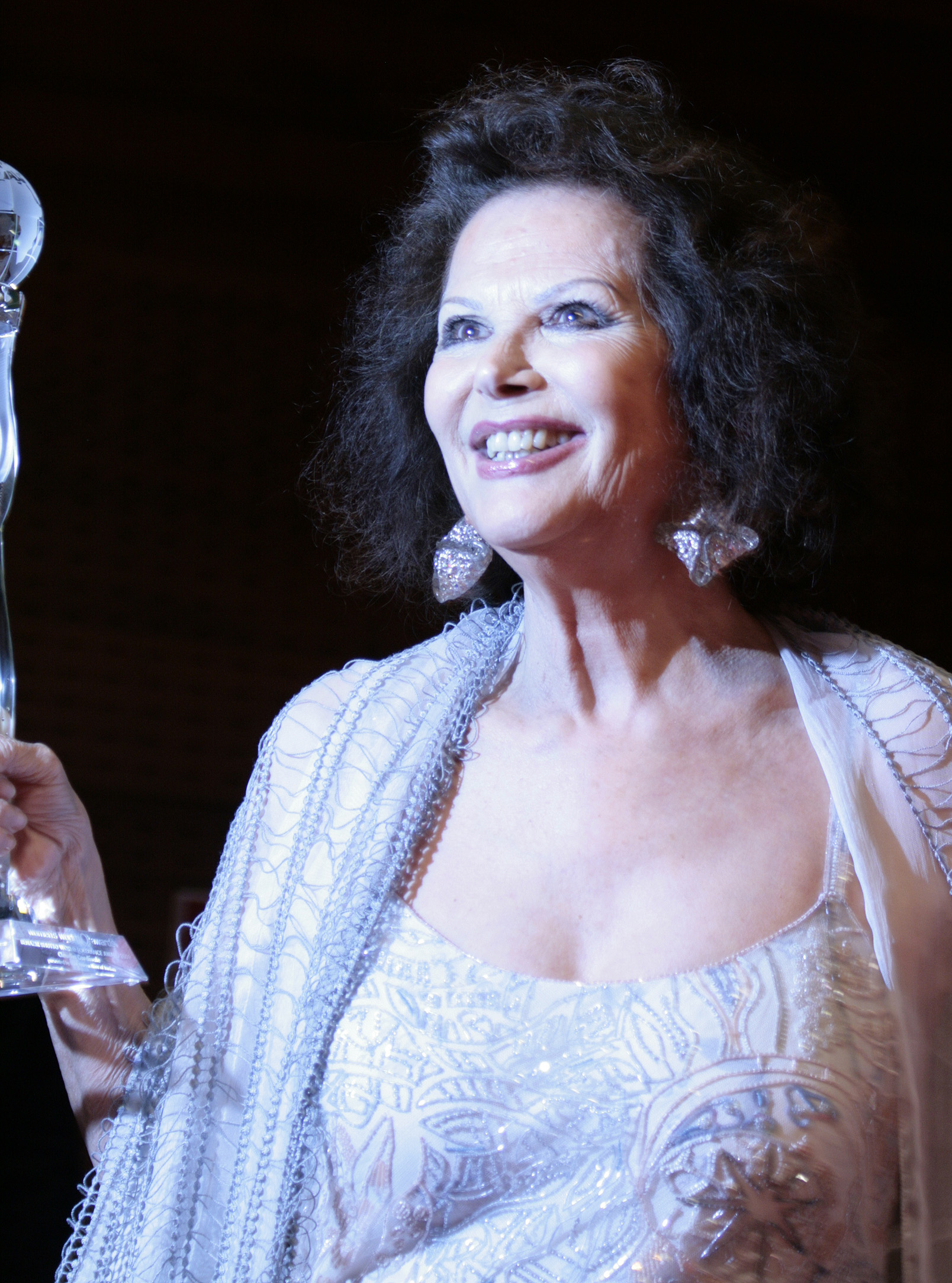
Claudia Cardinale, 2009

- 15. April: Walter Scholz, deutscher Trompeter (volkstümliche Musik)
- 15. April: Manfred Zucker, deutscher Schachproblemkomponist († 2013)
- 16. April: Gabriella Andreini, italienische Schauspielerin und Synchronsprecherin († 2024)
- 16. April: Roderick Abbott, britischer Diplomat und stellvertretender Generaldirektor der Welthandelsorganisation
- 17. April: Teddy Parker, deutscher Sänger und Rundfunkmoderator († 2021)
- 17. April: Willem Vanderpol, kanadischer Wasserballspieler († 2022)
- 18. April: Hannes Androsch, österreichischer Politiker, Unternehmer († 2024)
- 18. April: Roberto Anzolin, italienischer Fußballspieler († 2017)
- 18. April: Hal Galper, US-amerikanischer Jazzmusiker († 2025)
- 18. April: Walentina Jakowlewna Koslowskaja, russische Schachspielerin
- 19. April: Katsuhito Asano, japanischer Politiker
- 20. April: Betty Cuthbert, australische Leichtathletin († 2017)
- 20. April: Manfred Kinder, deutscher Leichtathlet
- 20. April: René Mazzia, französischer Automobilrennfahrer († 2012)
- 21. April: Nodar Kantscheli, russischer Bauingenieur († 2015)
- 22. April: Hans-Hermann Weyer, deutscher Titelhändler († 2023)
- 22. April: Carlos Widmann, deutscher Journalist († 2025)
- 23. April: Milena Vukotic, italienische Schauspielerin
- 24. April: Michael Koser, deutscher Schriftsteller († 2024)
- 25. April: Hubert Ausbie, US-amerikanischer Basketballspieler
- 26. April: Hudson Austin, grenadischer General und Revolutionär († 2022)
- 26. April: Manuel Blum, venezolanischer Informatiker
- 26. April: Duane Eddy, US-amerikanischer Gitarrist († 2024)
- 26. April: Nino Benvenuti, italienischer Boxer († 2025)
- 26. April: Michael Rüth, deutscher Schauspieler und Synchronsprecher († 2024)
- 26. April: Ellen Schlüchter, deutsche Rechtswissenschaftlerin († 2000)
- 27. April: Zdeňka Počtová, tschechoslowakische Kanutin († 2023)
- 27. April: Reinhard von Schorlemer, deutscher Politiker
- 28. April: Gerlinde Locker, österreichische Schauspielerin
- 28. April: Renate Richter, deutsche Schauspielerin
- 29. April: Ann Bell, britische Schauspielerin
- 29. April: Bernard L. Madoff, US-amerikanischer Anlagebetrüger († 2021)
- 29. April: Alfredo del Mónaco, venezolanischer Komponist († 2015)
- 29. April: Klaus-Henning Rosen, deutscher Jurist und Publizist
- 29. April: Klaus Voormann, deutscher Musiker und Grafiker
- 30. April: Antonia Arslan, armenische Archäologin und Professorin für moderne und zeitgenössische italienische Literatur
- 30. April: Fips Asmussen, deutscher Komiker und Alleinunterhalter († 2020)
- 30. April: Larry Niven, US-amerikanischer Science-Fiction-Schriftsteller Larry Niven

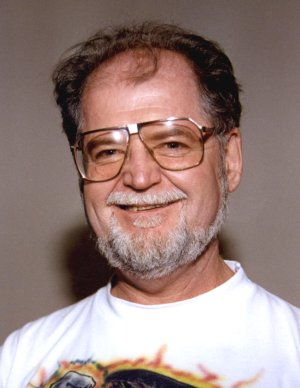
Larry Niven

- 30. April: Jürgen Schmidt, deutscher Schauspieler († 2004)

### Mai
- 01. Mai: Renate Köhler, deutsche Politikerin († 2014)
- 01. Mai: Erika Vötzsch, deutsche Speerwerferin († 2023)
- 02. Mai: Jacques Bienvenue, kanadischer Automobilrennfahrer
- 02. Mai: Moshoeshoe II., König von Lesotho († 1996)
- 03. Mai: Umar Abd ar-Rahman, ägyptischer Islamist († 2017)
- 03. Mai: Fernando Arias-Salgado, spanischer Diplomat
- 03. Mai: Lindsay Kemp, britischer Tänzer, Pantomime, Schauspieler und Regisseur († 2018)
- 03. Mai: Arístides Incháustegui, dominikanischer Sänger († 2017)
- 05. Mai: Jerzy Skolimowski, polnischer Filmregisseur und Schauspieler
- 08. Mai: Jean Giraud, französischer Comic-Zeichner († 2012)
- 08. Mai: Volker Watzka, deutscher Verwaltungsjurist und Politiker († 2025)
- 09. Mai: Youssoupha Ndiaye, senegalesischer Jurist, Sportfunktionär und Politiker († 2021)
- 10. Mai: John Harris, britischer Automobilrennfahrer († 2021)
- 10. Mai: Manuel Santana, spanischer Tennisspieler († 2021)
- 10. Mai: Marina Vlady, französische Schauspielerin
- 11. Mai: Sig Ohlemann, kanadischer Mittelstreckenläufer und Sprinter († 2022)
- 12. Mai: Andrei Alexejewitsch Amalrik, russischer Historiker, Publizist, Schriftsteller und Dissident († 1980)
- 13. Mai: Giuliano Amato, italienischer Politiker; Ministerpräsident
- 13. Mai: Horst Tappe, deutscher Fotograf († 2005)
- 14. Mai: Manfred Paul, deutscher Evangelist, Seelsorger, Leiter zweier Missionswerke und Autor († 2020)
- 14. Mai: Clive Rowlands, walisischer Rugbyspieler und Trainer († 2023)
- 15. Mai: Mireille Darc, französische Schauspielerin († 2017)
- 16. Mai: Monique Laederach, Schweizer Schriftstellerin und Literaturkritikerin († 2004)
- 16. Mai: Boris Melnikow, sowjetischer Fechter († 2022)
- 16. Mai: Albrecht Müller, deutscher Volkswirt, Publizist und Politiker (SPD)
- 16. Mai: Ivan Sutherland, US-amerikanischer Pionier der Computergrafik
- 17. Mai: Esa Pethman, finnischer Jazzmusiker († 2025)
- 17. Mai: Ronald Theseira, malaysischer Fechter († 2022)
- 18. Mai: Erich Arndt, deutscher Tischtennisspieler
- 18. Mai: Ole Haldrup, deutscher Arzt und Limerickautor
- 18. Mai: Jan Málek, tschechischer Komponist
- 19. Mai: Moisés da Costa Amaral, osttimoresischer Politiker († 1989)
- 19. Mai: Herbie Flowers, britischer Rockmusiker († 2024)
- 19. Mai: Horst Jonischkan, deutscher Schauspieler († 1979)
- 20. Mai: Christina Baas-Kaiser, niederländische Eisschnellläuferin († 2022)
- 20. Mai: Rainer Basedow, deutscher Schauspieler und Kabarettist († 2022)
- 20. Mai: Hanna Eigel, österreichische Eiskunstläuferin
- 20. Mai: Astrid Kirchherr, deutsche Fotografin und Künstlerin († 2020)
- 21. Mai: Helga Paris, deutsche Fotografin († 2024)
- 21. Mai: Urs Widmer, Schweizer Schriftsteller († 2014)
- 22. Mai: Hubert Bony, französischer römisch-katholischer Priester († 2025)
- 22. Mai: Alain Gagnon, kanadischer Komponist und Musikpädagoge († 2017)
- 22. Mai: Klaus Reichert, deutscher Anglist
- 22. Mai: Rafael Romero, venezolanischer Leichtathlet († 2021)
- 23. Mai: Gisela Babel, deutsche Politikerin und MdB
- 23. Mai: Klaus Dahlen, deutscher Schauspieler († 2006)
- 23. Mai: Daniel Humair, Schweizer Jazz-Schlagzeuger
- 24. Mai: Georges Andrey, Schweizer Historiker
- 24. Mai: Johnny Angel, US-amerikanischer Rocker
- 24. Mai: Prince Buster, jamaikanischer Ska-Musiker († 2016)
- 24. Mai: Tommy Chong, Schauspieler und Musiker
- 24. Mai: Prince Buster, jamaikanischer Ska-Musiker († 2016)
- 24. Mai: Franz Kaspar, deutscher Theologe
- 24. Mai: Kai Simons, finnischer Mediziner und Biochemiker
- 25. Mai: Raymond Carver, US-amerikanischer Autor von Kurzgeschichten und Gedichten († 1988)
- 25. Mai: John Davies, neuseeländischer Mittelstreckenläufer († 2003)
- 25. Mai: Johnny Powers, US-amerikanischer Rockabilly-Musiker († 2023)
- 25. Mai: Wolfgang Schikowski, deutscher Brigadegeneral († 2022)
- 25. Mai: Slavko Špan, jugoslawischer Leichtathlet († 2021)
- 26. Mai: Günter Augustat, deutscher Fußballspieler († 2022)
- 26. Mai: William Bolcom, US-amerikanischer Komponist
- 26. Mai: Jaki Liebezeit, deutscher Schlagzeuger († 2017)
- 26. Mai: Teresa Stratas, kanadische Sopranistin griechischer Abstammung
- 26. Mai: Peter Westbury, britischer Automobilrennfahrer († 2015)
- 27. Mai: Karl-Heinz Gierke, deutscher Schauspieler († 2020)
- 27. Mai: Igor Arkadjewitsch Saizew, russischer Schachgroßmeister
- 27. Mai: Christian Federico von Wernich, deutsch-argentinischer Priester
- 28. Mai: Siegfried Schoenbohm, US-amerikanisch-deutscher Opernregisseur († 2006)
- 28. Mai: Jerry West, US-amerikanischer Basketballspieler († 2024)
- 28. Mai: Eppie Wietzes, kanadischer Automobilrennfahrer († 2020)
- 30. Mai: Konrad Krauss, deutscher Schauspieler
- 30. Mai: Hanns-Ekkehard Plöger, deutscher Rechtsanwalt und Notar († 2005)
- 30. Mai: Peter Riebensahm, deutscher Leichtathlet
- 31. Mai: John Prescott, britischer Politiker, stellvertretender Premierminister († 2024)

### Juni
- 01. Juni: Carlo Kardinal Caffarra, Erzbischof von Bologna († 2017)
- 02. Juni: Désirée Silfverschiöld, schwedische Prinzessin
- 03. Juni: Johannes Anderegg, Schweizer Germanist und Literaturwissenschaftler
- 04. Juni: Ulrich Grasnick, deutscher Autor
- 05. Juni: Karin Balzer, deutsche Leichtathletin († 2019)
- 07. Juni: Wolfram Angerbauer, deutscher Archivar († 2011)
- 07. Juni: Joel Blahnik, US-amerikanischer Komponist und Lehrer
- 08. Juni: Angelo Amato, italienischer Ordenspriester und Kurienkardinal († 2024)
- 09. Juni: Emeric Arus, rumänischer Fechter († 2022)
- 09. Juni: Hans-Joachim Torke, deutscher Historiker († 2000)
- 09. Juni: Charles Wuorinen, US-amerikanischer Komponist († 2020)
- 10. Juni: Hans-Joachim Girlich, deutscher Mathematiker († 2018)
- 10. Juni: Alexander von Stahl, deutscher Jurist
- 11. Juni: Peter Eigen, deutscher Jurist
- 11. Juni: Doris Fuchs-Brause, US-amerikanische Kunstturnerin
- 11. Juni: Stu Martin, US-amerikanischer Jazzschlagzeuger († 1980)
- 12. Juni: Jean-François Kahn, französischer Publizist († 2025)
- 13. Juni: Utz Aichinger, deutscher Hockeyspieler († 2023)
- 14. Juni: Roberto Antonelli, italienischer Schauspieler
- 14. Juni: Julie Felix, US-amerikanische Folkrock-Sängerin († 2020)
- 14. Juni: Ewald Kooiman, niederländischer Musiker († 2009)
- 15. Juni: Tony Oxley, britischer Schlagzeuger († 2023)
- 16. Juni: Michael Culver, britischer Schauspieler († 2024)
- 16. Juni: Joyce Carol Oates, US-amerikanische Schriftstellerin
- 17. Juni: Ferenc Jánosi, ungarischer Volleyballspieler († 2023)
- 18. Juni: Michael Sheard, britischer Schauspieler († 2005)
- 19. Juni: Karl Moik, österreichischer Fernsehmoderator und Entertainer († 2015)
- 20. Juni: Leeman Bennett, US-amerikanischer Footballtrainer
- 20. Juni: Dennis Budimir, Jazzgitarrist († 2023)
- 22. Juni: Peter Griese, deutscher Science-Fiction-Autor († 1996)
- 22. Juni: Virginio De Paoli, italienischer Fußballspieler und -trainer († 2009)
- 22. Juni: Jim Shea senior, US-amerikanischer Skilangläufer und Nordischer Kombinierer
- 24. Juni: Klaus Angermann, deutscher Sportjournalist
- 25. Juni: Mick Allan, australischer Ruderer († 2021)
- 26. Juni: Neil Abercrombie, US-amerikanischer Politiker
- 26. Juni: Eric George Adelberger, US-amerikanischer experimenteller Kernphysiker und Gravitationsphysiker
- 26. Juni: Bernd Mühleisen, deutscher Handballspieler († 2024)
- 27. Juni: Bruce Babbitt, US-amerikanischer Politiker
- 27. Juni: Konrad Kujau, Maler, Fälscher der Hitler-Tagebücher († 2000)
- 28. Juni: Gerhard Dickel, Kirchenmusikdirektor, Kantor, Organist und Musikprofessor († 2003)
- 28. Juni: Leon Panetta, US-amerikanischer Politiker
- 29. Juni: Horst Kretzschmar, deutscher Lehrer und Diplom-Sozialpädagoge († 1989)
- 29. Juni: Giampaolo Menichelli, italienischer Fußballspieler
- 29. Juni: Rolf Peffekoven, deutscher Finanzwissenschaftler († 2019)
- 30. Juni: Chris Hinze, niederländischer Jazzmusiker
- 30. Juni: Billy Mills, US-amerikanischer Langstreckenläufer

### Juli
- 02. Juli: Marcel Artelesa, französischer Fußballspieler († 2016)
- 02. Juli: David Owen, britischer Außenminister, EU-Sonderbeauftragter für den Balkan
- 02. Juli: Manfred Sondermann, deutscher Karikaturist
- 02. Juli: Hauke Strübing, deutscher Radiomoderator und Herausgeber († 2022)
- 02. Juli: Frank Wisner, US-amerikanischer Diplomat († 2025)
- 03. Juli: John Heard, US-amerikanischer Jazz-Bassist und bildender Künstler († 2021)
- 04. Juli: Robert Abrams, US-amerikanischer Politiker
- 04. Juli: Ernest Pieterse, südafrikanischer Automobilrennfahrer († 2017)
- 04. Juli: Bill Withers, US-amerikanischer Sänger und Songschreiber († 2020)
- 05. Juli: Vera Oelschlegel, deutsche Schauspielerin und Regisseurin
- 07. Juli: Franco Andolfo, italienisch-österreichischer Entertainer, Schlagersänger und Komponist († 2012)
- 07. Juli: Jan Assmann, deutscher Ägyptologe, Religionswissenschaftler und Kulturwissenschaftler († 2024)
- 07. Juli: Louis Schittly, französischer Mediziner († 2025)
- 08. Juli: Siegfried Hornung, deutscher Politiker
- 08. Juli: Felice Salis, italienischer Hockeyspieler († 2021)
- 08. Juli: Günter Lüttge, deutscher Politiker († 2000)
- 09. Juli: Brian Dennehy, US-amerikanischer Schauspieler († 2020)
- 09. Juli: Sanjeev Kumar, indischer Filmschauspieler († 1985)
- 09. Juli: Eleanor Rosch, US-amerikanische Psychologin
- 10. Juli: Paul Andreu, französischer Ingenieur, Architekt und Autor († 2018)
- 10. Juli: Hans Peter Hallwachs, deutscher Filmschauspieler († 2022)
- 10. Juli: Christoph Lindert, deutscher Schauspieler († 2005)
- 10. Juli: Paul Stremler, französischer Automobilrennfahrer († 1894)
- 12. Juli: Jürgen Christoph Volker Ludwig Aschoff, deutscher Neurologe, Hochschullehrer und Schriftsteller
- 12. Juli: Rodger Doner, kanadischer Ringer († 2022)
- 13. Juli: Helga Königsdorf, deutsche Mathematikerin und Schriftstellerin († 2014) Helga Königsdorf

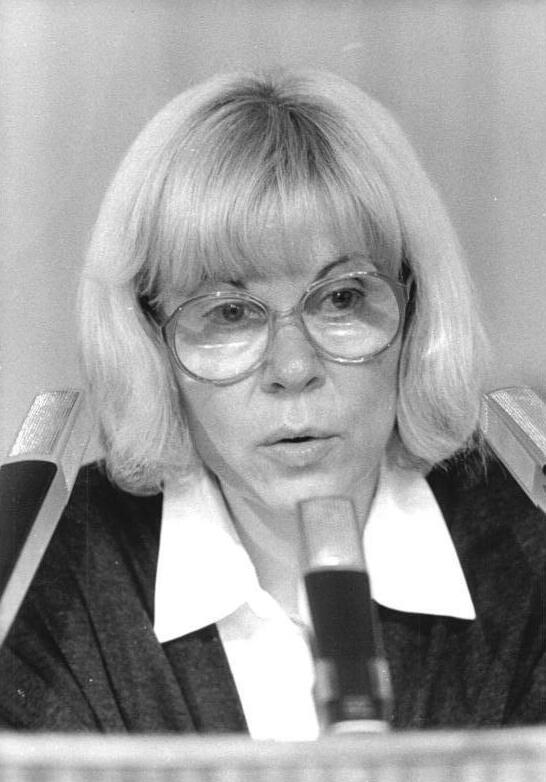
Helga Königsdorf

- 13. Juli: Myroslaw Skoryk, ukrainischer Komponist († 2020)
- 13. Juli: Michael Verhoeven, deutscher Filmregisseur († 2024)
- 14. Juli: Jerry Rubin, US-amerikanischer Sozialaktivist († 1994)
- 14. Juli: Mosche Safdie, israelisch-kanadisch-amerikanischer Architekt
- 15. Juli: Enrique Figuerola, kubanischer Leichtathlet und Olympiateilnehmer
- 15. Juli: Friedrich-Wilhelm Junge, deutscher Schauspieler († 2025)
- 15. Juli: Jürgen Weitkamp, deutscher Arzt und Zahnarzt († 2025)
- 16. Juli: Piero Antinori, italienischer Winzer
- 16. Juli: Frank Hoffmann, deutsch-österreichischer Schauspieler († 2022)
- 17. Juli: Franz Alt, deutscher Journalist und Buchautor
- 17. Juli: Hartmut Bagger, deutscher General und Generalinspekteur der Bundeswehr († 2024)
- 17. Juli: John Land, englischer Hockeyspieler († 2021)
- 17. Juli: Manfred Meinsen, deutscher Politiker († 2025)
- 17. Juli: Peter Schumann, deutscher Fußballspieler
- 18. Juli: Buschi Niebergall, deutscher Musiker († 1990)
- 18. Juli: Renzo Pasolini, italienischer Motorradrennfahrer († 1973)
- 18. Juli: Jan Stanisław Skorupski, polnischer Dichter
- 18. Juli: Ian Stewart, britischer Pianist († 1985)
- 18. Juli: Paul Verhoeven, niederländischer Filmregisseur Paul Verhoeven, 2011

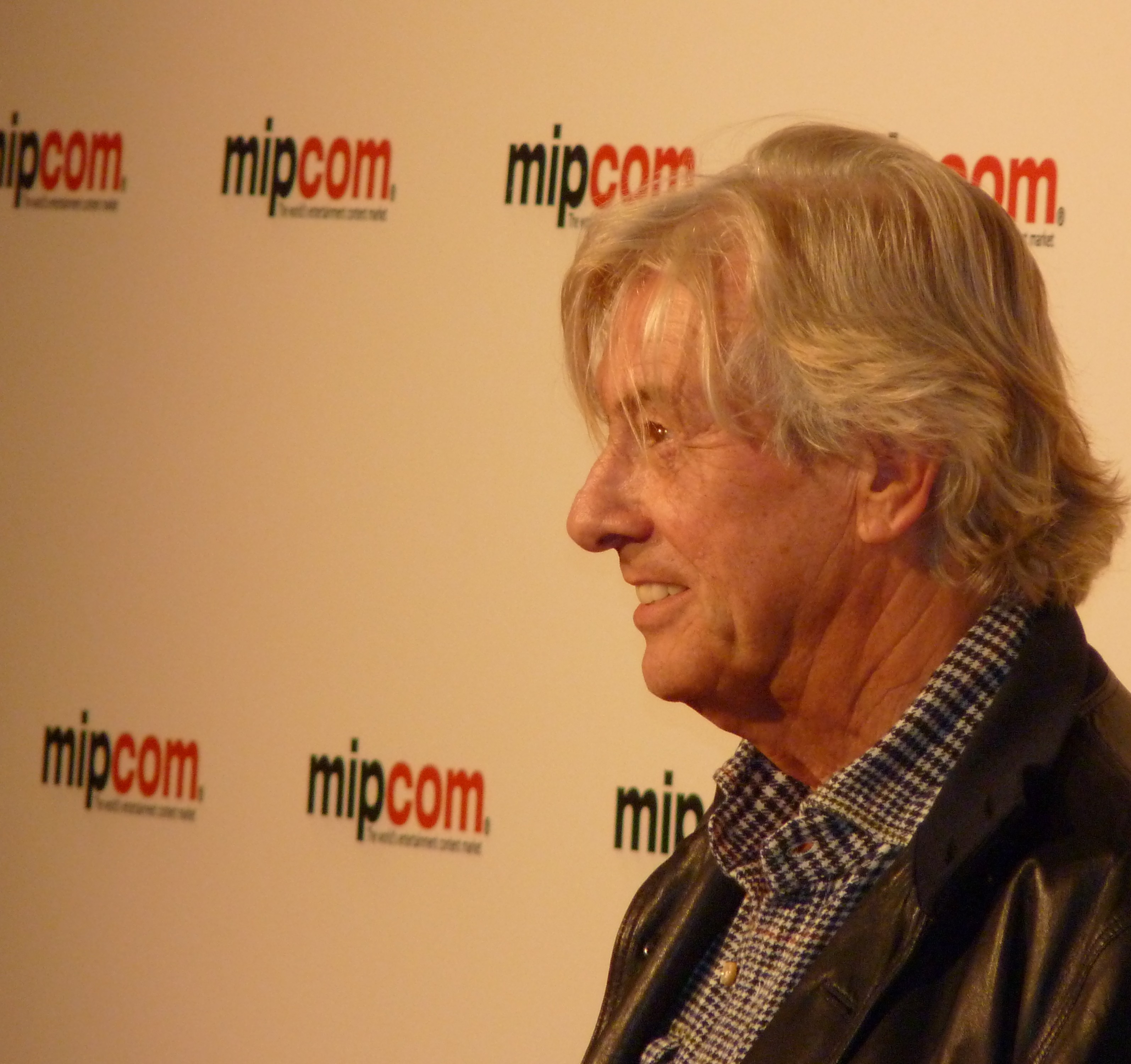
Paul Verhoeven, 2011

- 19. Juli: Kurt van Haaren, Vorsitzender der Deutschen Postgewerkschaft († 2005)
- 19. Juli: Wachtang Kikabidse, georgischer Filmschauspieler und Sänger († 2023)
- 19. Juli: Dom Moraes, indischer Schriftsteller, Poet und Journalist († 2004)
- 19. Juli: Jayant Vishnu Narlikar, indischer Astrophysiker († 2025)
- 20. Juli: Aslan Abaschidse, adscharischer Staatspräsident
- 20. Juli: Carlo Ausino, italienischer Filmschaffender († 2020)
- 20. Juli: Jo Ann Campbell, US-amerikanische Sängerin
- 20. Juli: Diana Rigg, britische Schauspielerin († 2020)
- 20. Juli: Heinz Strehl, deutscher Fußballspieler († 1986)
- 20. Juli: Natalie Wood, US-amerikanische Schauspielerin († 1981)
- 21. Juli: Les Aspin, US-Politiker und -Verteidigungsminister († 1995)
- 21. Juli: Francesco Gioia, Erzbischof der römisch-katholischen Kirche
- 21. Juli: Hermann Schulz, deutscher Schriftsteller und Verleger
- 21. Juli: Karlheinz Wagner, deutscher Endurosportler († 2019)
- 22. Juli: Terence Stamp, britischer Schauspieler († 2025)
- 23. Juli: Juliet Anderson, US-amerikanische Pornodarstellerin († 2010)
- 23. Juli: Ronny Cox, US-amerikanischer Schauspieler und Sänger
- 23. Juli: Götz George, deutscher Schauspieler († 2016) Götz George, 2009

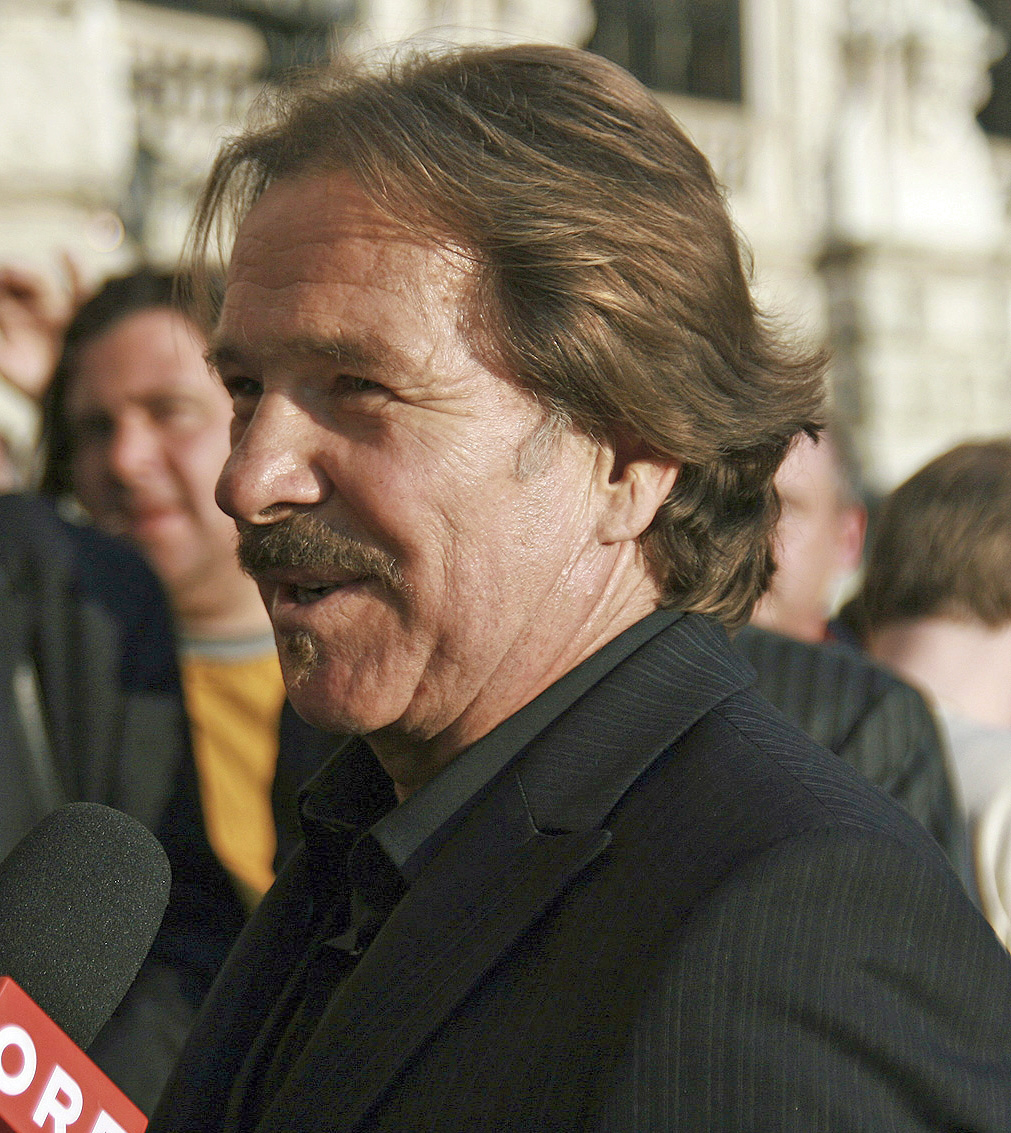
Götz George, 2009

- 23. Juli: Bill Schermbrucker, kanadischer Schriftsteller und Hochschullehrer kenianischer Herkunft († 2019)
- 24. Juli: José João Altafini, brasilianischer Fußballspieler
- 24. Juli: Luiz Olavo Baptista, brasilianischer Jurist, Hochschullehrer und Mitglied des Appellate Body der WTO († 2019)
- 24. Juli: Eugene James Martin, US-amerikanischer Künstler († 2005)
- 25. Juli: Vera Loebner, deutsche Filmregisseurin
- 25. Juli: Marie-Luise Nikuta, deutsche Mundartsängerin († 2020)
- 26. Juli: Lothar Böhme, deutscher Maler
- 26. Juli: Joanne Brackeen, US-amerikanische Jazzpianistin und Hochschullehrerin
- 27. Juli: Isabelle Aubret, französische Sängerin
- 27. Juli: Gary Gygax, US-amerikanischer Spieleautor († 2008)
- 27. Juli: Jerry Juhl, US-amerikanischer Drehbuchautor († 2005)
- 28. Juli: Alberto Fujimori, peruanischer Politiker und von 1990 bis 2000 Präsident Perus († 2024)
- 28. Juli: Chuan Leekpai, thailändischer Staatsmann, Premierminister
- 29. Juli: Enzo G. Castellari, italienischer Regisseur
- 29. Juli: Walter Gillik, deutscher Bobfahrer
- 29. Juli: Peter Jennings, US-amerikanischer Journalist († 2005)
- 29. Juli: Klaus Töpfer, deutscher Politiker († 2024)Klaus Töpfer, 2009

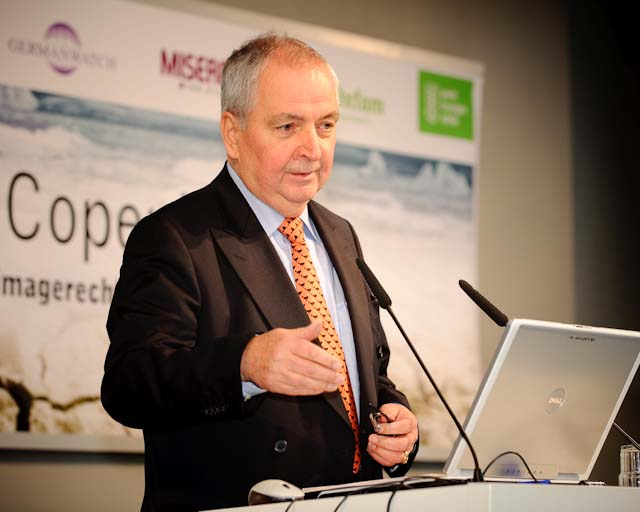
Klaus Töpfer, 2009

- 30. Juli: Dia Succari, französischer Komponist und Musikpädagoge syrischer Herkunft († 2010)
- 31. Juli: Herbert Dienelt, deutscher Fußballspieler († 2024)

### August
- 01. August: Georges Kahhalé Zouhaïraty, syrischer Bischof in Venezuela
- 01. August: Gunter Friedrich, deutscher Filmregisseur
- 01. August: Bernward Vesper, deutscher Schriftsteller, politischer Aktivist und Verleger († 1971)
- 01. August: Yaşar Yakış, türkischer Politiker und Außenminister der Türkei († 2024)
- 02. August: Brunhilde Hendrix, deutsche Leichtathletin († 1995)
- 02. August: Friedhelm Konietzka, deutscher Fußballspieler († 2012)
- 02. August: Sigi Renz, deutscher Radrennfahrer († 2025)
- 03. August: Ingrid Caven, deutsche Chanson-Sängerin und Schauspielerin
- 04. August: Mapita Cortés, puerto-ricanische Schauspielerin († 2006)
- 04. August: Kurt Jaworski, deutscher Manager und Autor († 2014)
- 04. August: Simon Preston, britischer Organist, Dirigent und Komponist († 2022)
- 04. August: Bernd Wiesemann, deutscher Komponist, Pianist, Musikpädagoge und Konzeptkünstler († 2015)
- 05. August: Erika Strößenreuther, deutsche Speerwerferin († 2021)
- 06. August: Rudolf Avenhaus, deutscher Physiker und Statistiker
- 06. August: Alain Levié, französischer Automobilrennfahrer
- 07. August: Ludwig Valentin Angerer, deutscher Architekt, Maler, Bildhauer und Autor
- 07. August: Helen Caldicott, australische Ärztin, Buchautorin und Anti-Kernwaffen-Aktivistin Helen Caldicott, 2007

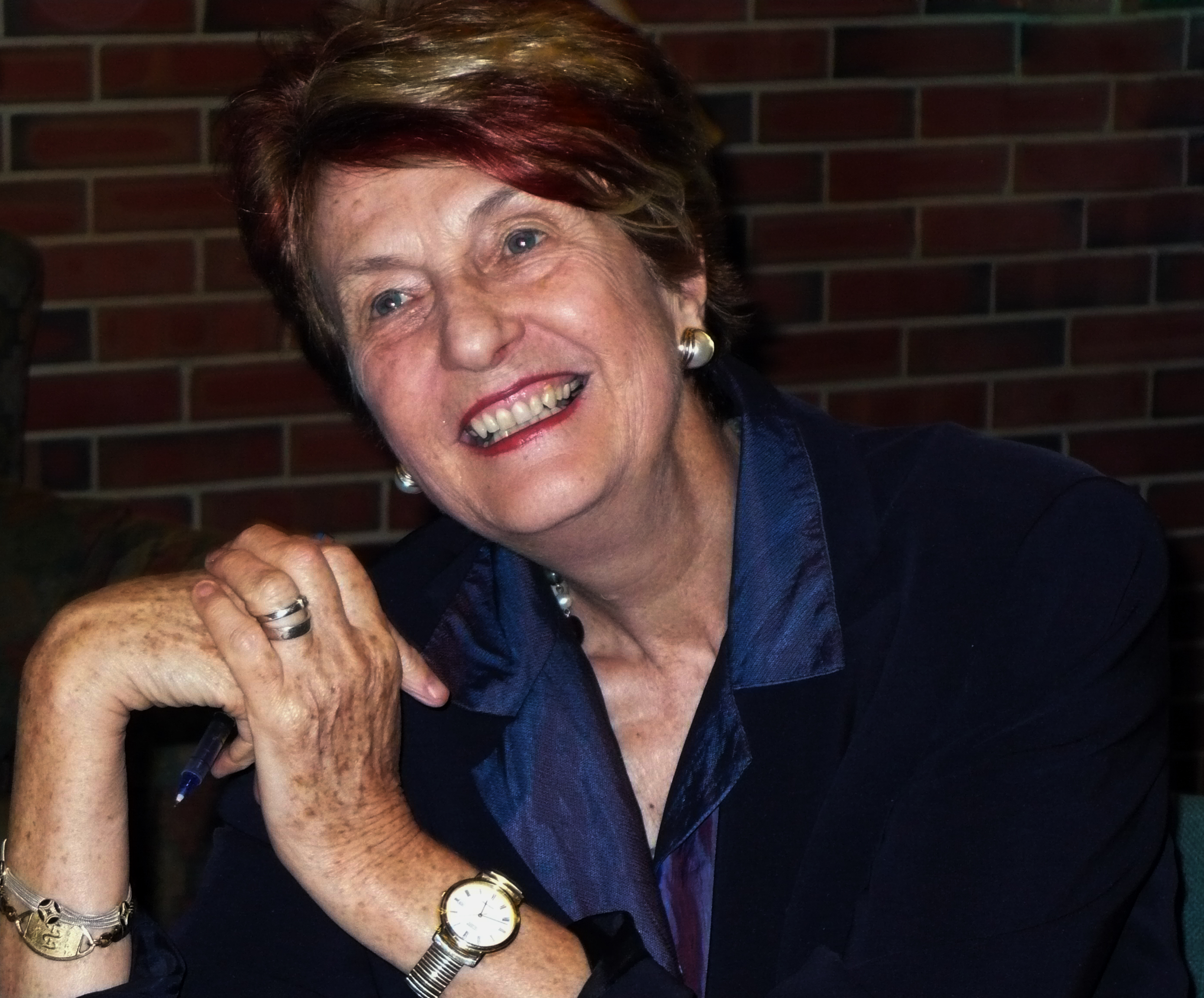
Helen Caldicott, 2007

- 07. August: Giorgetto Giugiaro, italienischer Industriedesigner
- 07. August: Hans-Dietrich Kams, deutscher Brigadegeneral
- 08. August: Jacques Hétu, kanadischer Komponist († 2010)
- 09. August: Leonid Kutschma, ukrainischer Politiker
- 09. August: Rod Laver, australischer Tennisspieler
- 09. August: Clarisse Nicoïdski, französische Schriftstellerin († 1996)
- 09. August: Otto Rehhagel, deutscher Fußballtrainer und -spieler Otto Rehhagel

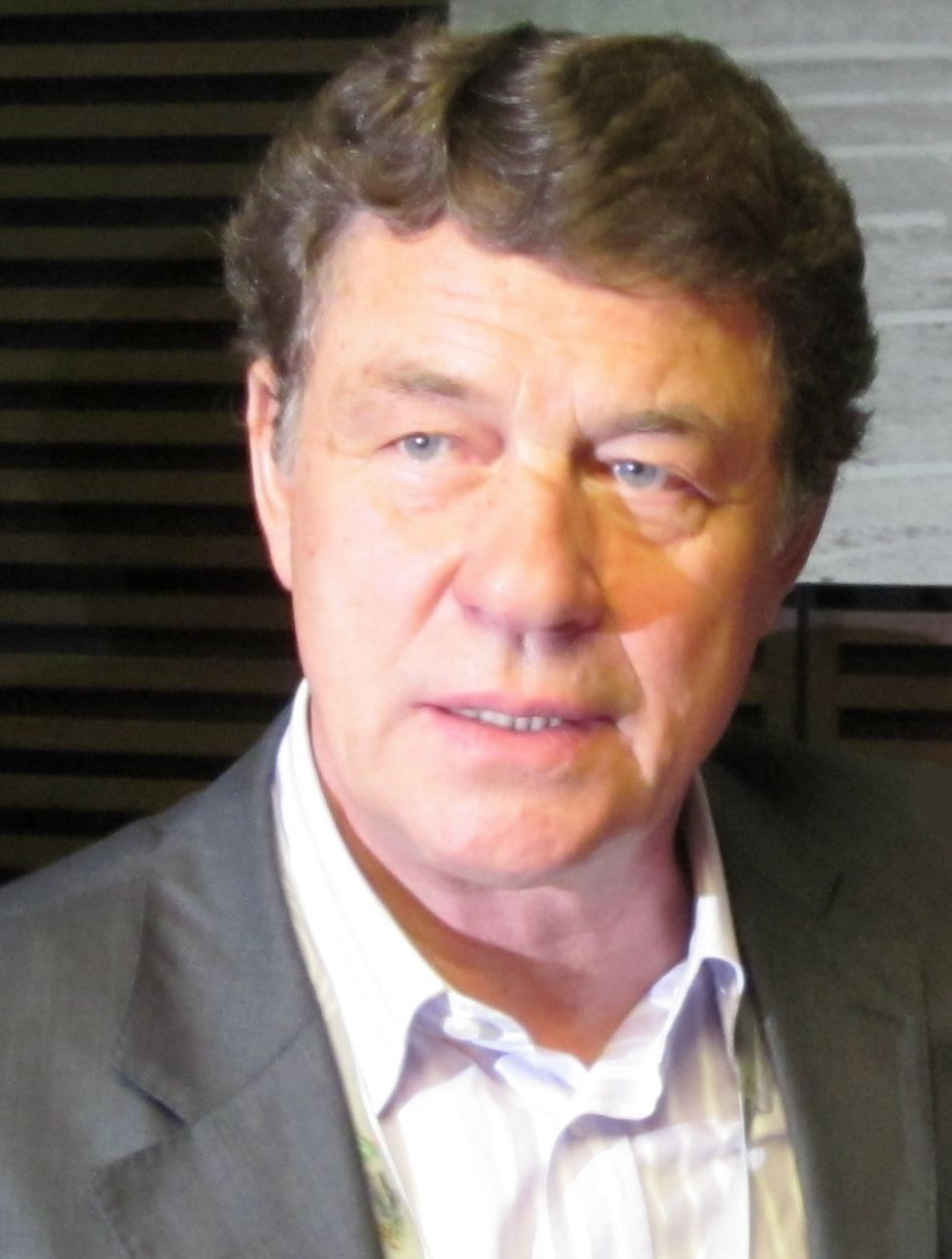
Otto Rehhagel

- 09. August: Micheline Coulombe Saint-Marcoux, kanadische Komponistin († 1985)
- 09. August: Robert Zollitsch, 14. Erzbischof der Erzdiözese Freiburg
- 10. August: Grit Boettcher, deutsche Schauspielerin
- 10. August: Antje Hagen, deutsche Schauspielerin
- 11. August: Najat Essaghira, ägyptische Schauspielerin und Sängerin
- 11. August: Mamadou Sarr, senegalesischer Leichtathlet († 2022)
- 12. August: Emiliano Fabbricatore, italienischer römisch-katholischer Abt und Theologe († 2019)
- 13. August: Dave Cortez, US-amerikanischer R&B-Musiker und Orgelspieler
- 13. August: Luis Estaba, venezolanischer Boxer († 2025)
- 13. August: Oscar Ghiglia, italienischer Gitarrist († 2024)
- 14. August: Beata Tyszkiewicz, polnische Schauspielerin
- 15. August: Ottavio Cinquanta, italienischer Sportfunktionär († 2022)
- 16. August: Corinna Genest, deutsche Schauspielerin in Fernsehen und Theater († 2023)
- 16. August: Rocco Granata, Unterhaltungskünstler und Schlagersänger
- 16. August: Werner Hansch, deutscher Sportjournalist
- 17. August: Abu Bakar Bashir, indonesischer Islamist
- 17. August: Ann Marie Flynn, US-amerikanische Hochspringerin († 2021)
- 17. August: Hubert Markl, deutscher Zoologe, Verhaltensforscher und Wissenschaftsmanager († 2015)
- 18. August: John Mulhall, britischer Turner († 2022)
- 18. August: Krystyna Stypułkowska, polnische Schauspielerin († 2020)
- 20. August: Anne Cameron, kanadische Schriftstellerin und Drehbuchautorin († 2022)
- 20. August: Kaneaster Hodges, US-amerikanischer Politiker († 2022)
- 21. August: Nicolás Ardito Barletta Vallarino, 39. Staatspräsident von Panama
- 21. August: Kenny Rogers, US-amerikanischer Countrysänger und Schauspieler († 2020) Kenny Rogers, 2006

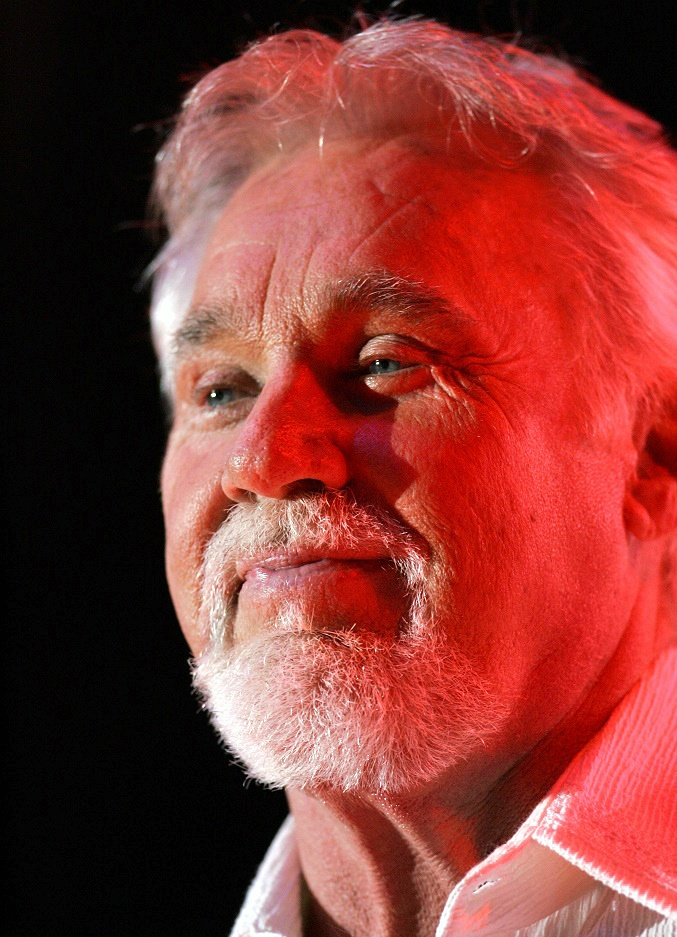
Kenny Rogers, 2006

- 21. August: Wolfgang Wiltschko, Zoologe und Verhaltensforscher
- 22. August: Jens-Rainer Ahrens, deutscher Politiker
- 22. August: Keith Ward, britischer Philosoph, Theologe, anglikanischer Priester und Autor
- 24. August: Elmar Altvater, deutscher Politikwissenschaftler († 2018)
- 24. August: Mason Williams, US-amerikanischer Gitarrist und Komponist
- 25. August: Frederick Forsyth, britischer Schriftstellern († 2025)
- 26. August: Marcello Avallone, italienischer Filmregisseur
- 26. August: Marcello Gandini, italienischer Fahrzeugdesigner († 2024)
- 26. August: Erwin Schmider, deutscher Endurosportler
- 28. August: Hans-Peter Kirchhof, Richter am Bundesgerichtshof
- 28. August: Paul Martin, kanadischer Politiker, Premierminister
- 28. August: Mario Martiradonna, italienischer Fußballspieler († 2011)
- 29. August: Peter Fröhlich, österreichischer Schauspieler († 2016)
- 29. August: Elliott Gould, US-amerikanischer Schauspieler
- 29. August: Paul Keller, Schweizer Automobilrennfahrer († 1998)
- 29. August: Authari Lapp, deutscher Brigadegeneral und Abteilungsleiter im Bundesnachrichtendienst
- 29. August: Hermann Nitsch, österreichischer Maler († 2022)
- 29. August: Alberto Pagani, italienischer Motorradrennfahrer († 2017)
- 30. August: Lee Kinsolving, US-amerikanischer Schauspieler († 1974)
- 30. August: Abel Laudonio, argentinischer Boxer († 2014)
- 30. August: Hans Helmut Speidel, deutscher Brigadegeneral des Heeres der Bundeswehr
- 31. August: Martin Bell, britischer Nachrichtensprecher und Politiker
- 31. August: John Koerner, US-amerikanischer Sänger, Gitarrist und Songwriter († 2024)
- 31. August: Wieland Kuijken, belgischer Viola-da-gamba-Spieler und Cellist

### September
- 01. September: Virginia Aldridge, US-amerikanische Schauspielerin und Drehbuchautorin
- 01. September: Alan M. Dershowitz, US-amerikanischer Publizist
- 01. September: Per Kirkeby, dänischer Maler († 2018)
- 01. September: Guy Kirsch, luxemburgischer Wirtschafts- und Sozialwissenschaftler
- 02. September: Giuliano Gemma, italienischer Schauspieler († 2013)
- 02. September: Ursula Lillig, deutsche Schauspielerin († 2004)
- 03. September: Caryl Churchill, englische Autorin von Dramen
- 04. September: Michel Rateau, französischer Komponist († 2020)
- 05. September: Piotr Lachert, polnischer Komponist, Pianist sowie Dichter († 2018)
- 07. September: Milena Dvorská, tschechische Schauspielerin († 2009)
- 07. September: Klaus Engels, deutscher Fußballspieler († 2025)
- 07. September: Máire Hickey, irische Altphilologin und Benediktinerin († 2025)

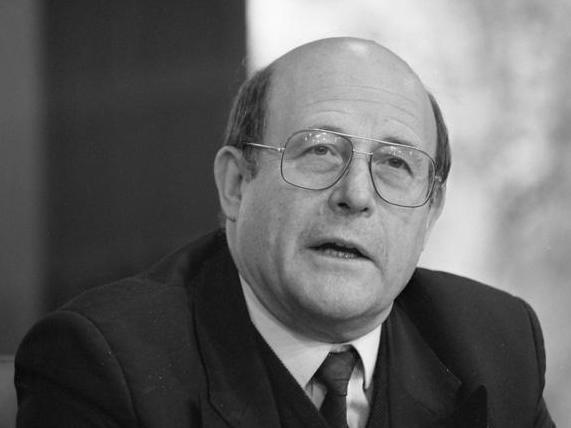
Wolfgang Bötsch, 1990

- 08. September: Wolfgang Bötsch, deutscher Politiker († 2017)
- 08. September: Wibke Bruhns, deutsche Journalistin († 2019)
- 08. September: Nestor Celestial Cariño, philippinischer römisch-katholischer Bischof († 2025)
- 08. September: Larry Dickson, US-amerikanischer Automobilrennfahrer
- 08. September: Louis Mahoney, britischer Schauspieler († 2020)
- 09. September: Henri-Claude Fantapié, französischer Dirigent
- 11. September: Perry Anderson, britischer Historiker
- 12. September: Klaus Peter Brehmer, Künstler († 1997)
- 12. September: Richard Grun, deutscher Eishockeyspieler
- 12. September: Anne Helm, Schauspielerin
- 13. September: Janusz Głowacki, polnischer Schriftsteller († 2017)
- 13. September: John Smith, britischer Politiker († 1994)
- 14. September: Heide Buscher, deutsche Literaturhistorikerin
- 14. September: Kakuei Kin, japanischer Schriftsteller († 1985)
- 15. September: Alain Abbott, französischer Akkordeonspieler und Komponist
- 15. September: Rudolf Ahlswede, deutscher Mathematiker († 2010)
- 15. September: Rafael Osuna, mexikanischer Tennisspieler († 1969)
- 16. September: Jere Hutcheson, US-amerikanischer Komponist und Musikpädagoge
- 16. September: Gerd Peter Werner, deutscher Politiker und Heilpraktiker († 2019)
- 17. September: Bernd von Droste zu Hülshoff, deutscher Gründer des UNESCO-Welterbezentrums
- 17. September: Francisco Aritmendi, spanischer Leichtathlet († 2020)
- 17. September: Dilip Chitre, indischer Schriftsteller († 2009)
- 17. September: Aydın İbrahimov, sowjetischer Ringer († 2021)
- 18. September: Lars Gunnar Lie, norwegischer Politiker († 2025)
- 19. September: Alain Serpaggi, französischer Automobilrennfahrer
- 20. September: Pia Lindström, schwedische Journalistin
- 20. September: Gilda Mirós, US-amerikanische Schauspielerin, Rundfunk- und Fernsehproduzentin und Autorin
- 21. September: Atli Heimir Sveinsson, isländischer Komponist und Dirigent († 2019)
- 21. September: Yūji Takahashi, japanischer Komponist und Pianist
- 22. September: David Gorsuch, US-amerikanischer Skirennläufer († 2021)
- 22. September: Dean Reed, US-amerikanischer Schauspieler, Rock-'n'-Roll-Star und Countrysänger († 1986)
- 23. September: Pierre Kröger, deutscher Maler und Grafiker († 2022)
- 23. September: Maria Perschy, österreichische Filmschauspielerin († 2004)

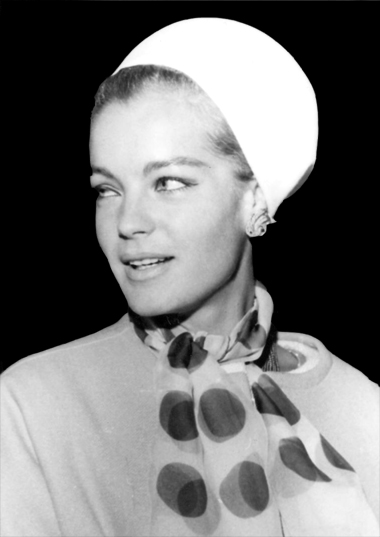
Romy Schneider, 1965

- 23. September: Romy Schneider, deutsch-französische Schauspielerin († 1982)
- 24. September: Steve Douglas, US-amerikanischer Rock-Saxophonist († 1993)
- 24. September: Miguel González, spanischer Basketballspieler († 2022)
- 25. September: Neville Lederle, südafrikanischer Automobilrennfahrer († 2019)
- 25. September: Giuseppe Merisi, italienischer Priester, Bischof von Lodi
- 25. September: Bill Owens, US-amerikanischer Fotograf und Brauer
- 26. September: Egon Eigenthaler, Werbegrafiker und Politiker
- 27. September: Günter Brus, österreichischer Aktionskünstler und Maler († 2024)
- 27. September: Sharifa Fadel, ägyptische Schauspielerin und Sängerin († 2023)
- 27. September: Mo Nunn, englischer Ingenieur und Motorsport-Teambesitzer († 2018)
- 27. September: Alberto Orlando, italienischer Fußballspieler
- 28. September: Charles Richard Ashcraft, US-amerikanischer Politikwissenschaftler († 1995)
- 28. September: Metschyslau Hryb, Präsident von Weißrussland
- 28. September: Ben E. King, afro-amerikanischer Soulsänger († 2015)
- 29. September: Gustav Burosch, deutscher Mathematiker und Hochschullehrer († 2022)
- 29. September: Roy Pike, US-amerikanischer Automobilrennfahrer und Unternehmer

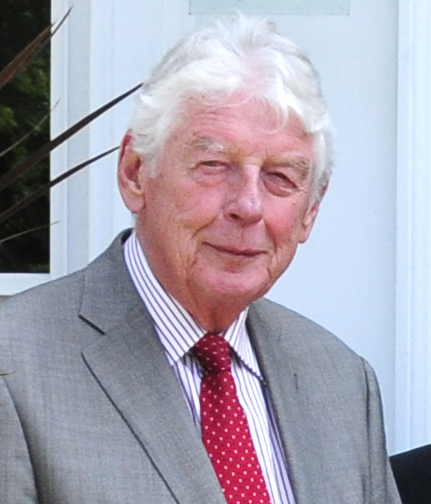
Wim Kok, 2011

- 29. September: Wim Kok, niederländischer Politiker, 1994–2002 Ministerpräsident († 2018)
- 29. September: Stefano Stefani, italienischer Politiker († 2024)
- 29. September: Michael Stürmer, deutscher Historiker
- 30. September: Gerd Aberle, deutscher Wirtschaftswissenschaftler
- 30. September: Walter Aufhammer, deutscher Pflanzenbauwissenschaftler und Universitätsprofessor
- 30. September: Dieter Hundt, deutscher Unternehmer
- 30. September: Kees Vlak, niederländischer Komponist und Musiker († 2014)

### Oktober
- 01. Oktober: Leo Cella, italienischer Motorrad-,Rallye- und Automobilrennfahrer († 1968)
- 01. Oktober: Les Scheinflug, australischer Fußballspieler und -trainer
- 01. Oktober: Hans-Hermann Schwede, deutscher Brigadegeneral
- 01. Oktober: Gerhard Schwenzer, deutscher Theologe
- 01. Oktober: Stella Stevens, US-amerikanische Schauspielerin († 2023)
- 02. Oktober: Nick Gravenites, US-amerikanischer Sänger, Songschreiber und Produzent († 2024)
- 02. Oktober: Günther Storck, deutscher katholischer Priester und sedisvakantistischer Bischof († 1993)
- 03. Oktober: Eddie Cochran, US-amerikanischer Rock-’n’-Roll-Star († 1960)
- 03. Oktober: Gerhard Waibel, deutscher Flugzeugkonstrukteur
- 04. Oktober: Mark Levine, US-amerikanischer Jazzpianist und -posaunist († 2022)
- 04. Oktober: Willi Schulz, deutscher Fußballspieler
- 04. Oktober: Kurt Wüthrich, Schweizer Chemiker Kurt Wüthrich, 2005

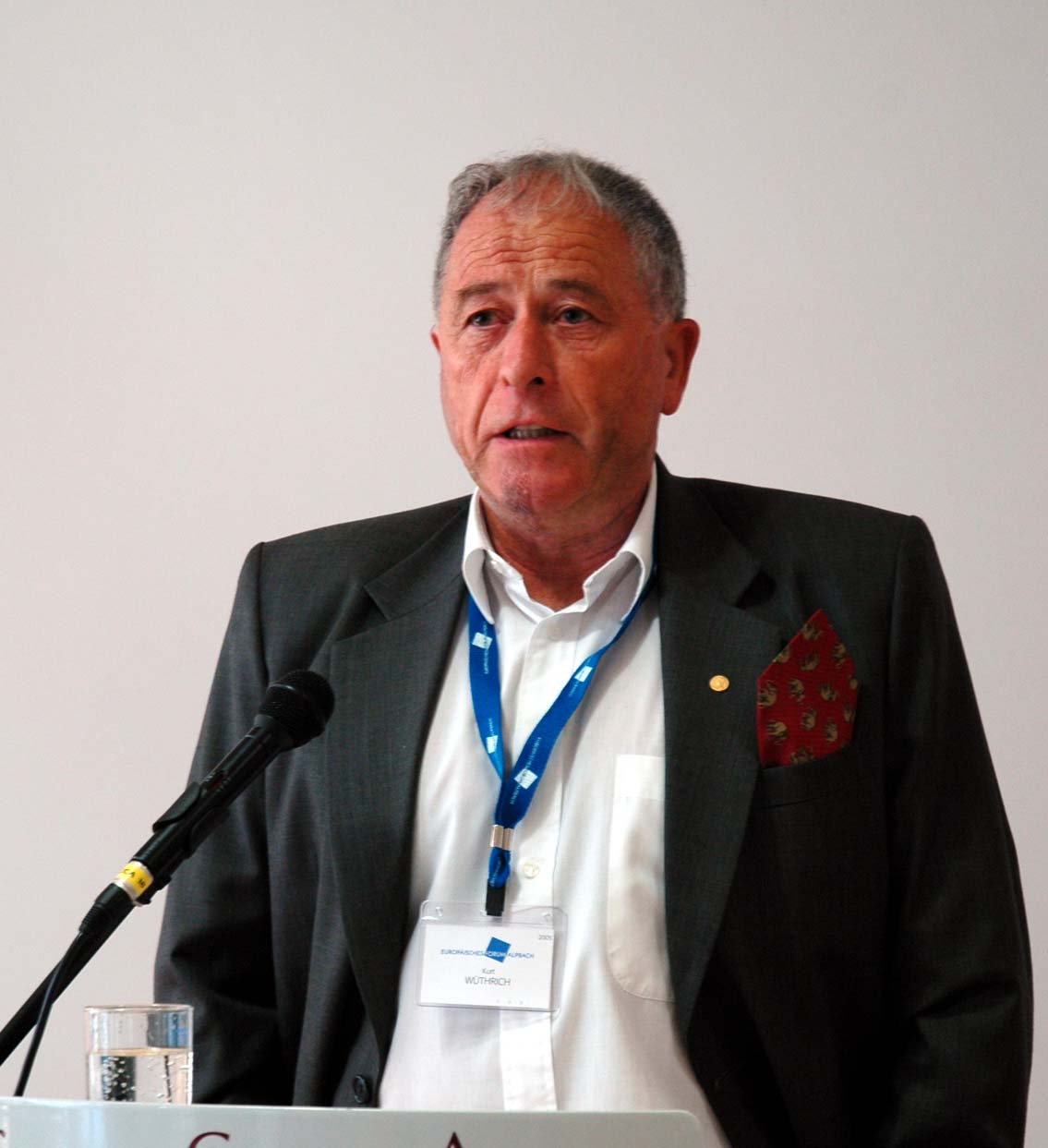
Kurt Wüthrich, 2005

- 05. Oktober: Peter Bundschuh, deutscher Mathematiker († 2024)
- 05. Oktober: Horst Heinrich, deutscher Landespolitiker in Bayern († 2002)
- 06. Oktober: Peter Gosse, deutscher Lyriker, Prosaautor und Essayist
- 07. Oktober: Ann Haydon-Jones, britische Tennis- und Tischtennisspielerin
- 08. Oktober: Sonny Barger, Gründer der Hells Angels († 2022)
- 08. Oktober: Galina Kostenko, sowjetische Leichtathletin († 2021)
- 08. Oktober: Bronislovas Lubys, litauischer Industrieller und Politiker († 2011)
- 08. Oktober: Kjeld Nørgaard, dänischer Schauspieler († 2025)
- 08. Oktober: Yukitsuna Sasaki, japanischer Lyriker und Literaturwissenschaftler
- 08. Oktober: Fred Stolle, australischer Tennisspieler († 2025)
- 08. Oktober: Walter Trefz, deutscher Förster, Umweltaktivist und Naturphilosoph († 2021)
- 09. Oktober: Heinz Fischer, österreichischer Politiker, Bundespräsident 2004–2016 Heinz Fischer, 2011

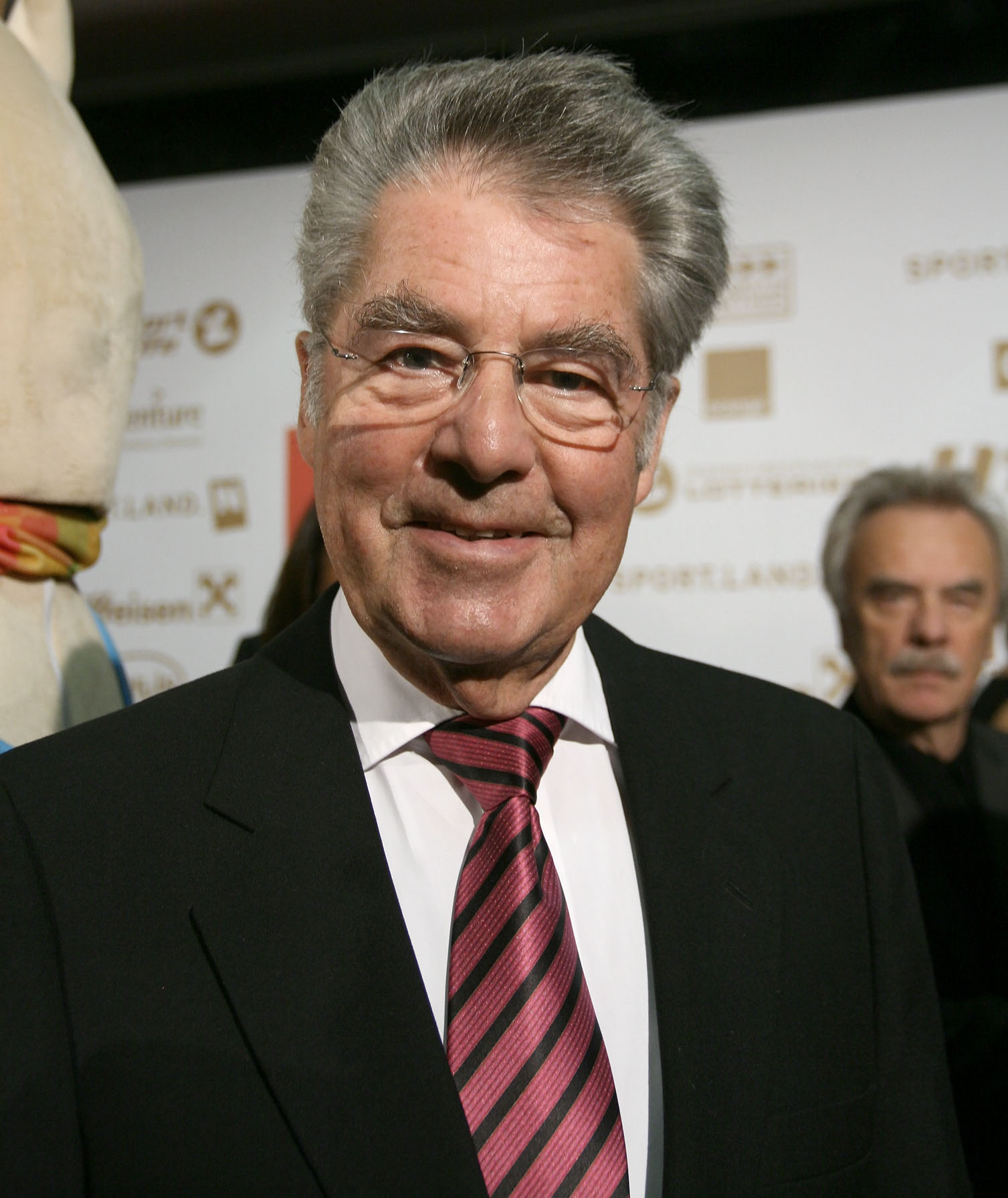
Heinz Fischer, 2011

- 09. Oktober: Gunter Kahlert, deutscher Dirigent und Musikpädagoge
- 09. Oktober: Arno Wyzniewski, deutscher Schauspieler († 1997)
- 10. Oktober: Alan Bradley, kanadischer Autor
- 10. Oktober: Oleg Gordijewski, sowjetischer Geheimdienstler und Überläufer († 2025)
- 10. Oktober: Philippe Léger, französischer Jurist und Generalanwalt am EuGH († 2023)
- 10. Oktober: Daidō Moriyama, japanischer Fotograf
- 10. Oktober: Horst Rehberger, deutscher Politiker
- 13. Oktober:  Christiane Hörbiger, österreichische Schauspielerin († 2022) Christiane Hörbiger

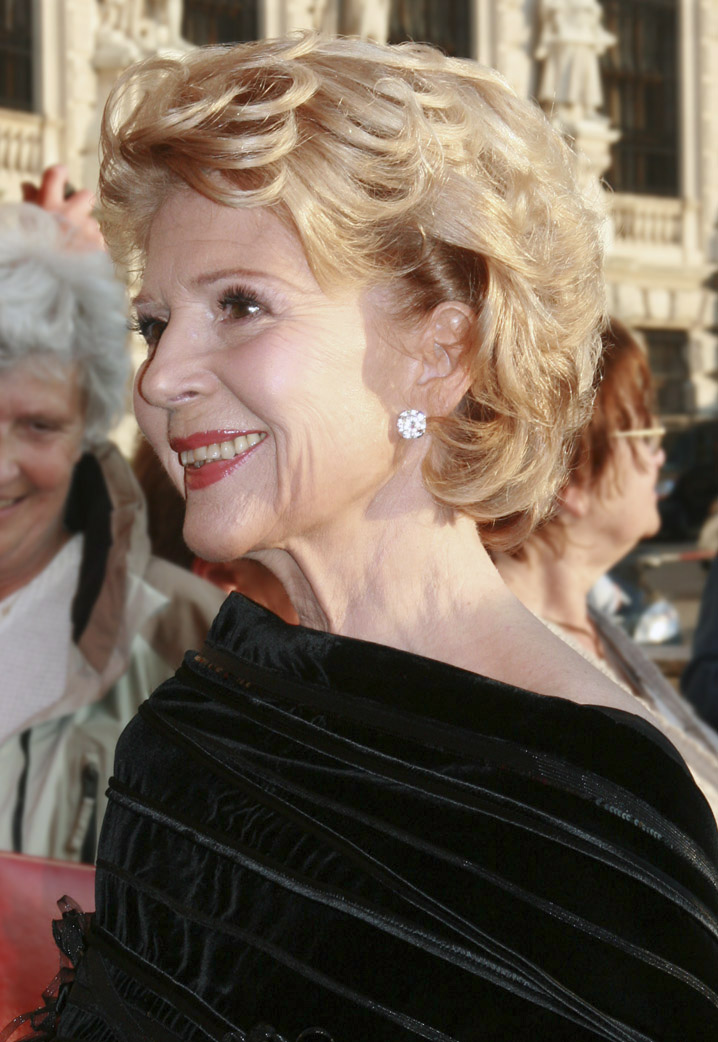
Christiane Hörbiger

- 14. Oktober: John Dean, US-amerikanischer Politiker, Rechtsberater von Richard Nixon
- 14. Oktober: Farah Diba, Kaiserin von Iran
- 14. Oktober: Melba Montgomery, US-amerikanische Country-Musikerin († 2025)
- 15. Oktober: Rafael Aponte-Ledée, puerto-ricanischer Komponist
- 15. Oktober: Marie-Luise Scherer, deutsche Schriftstellerin und Reporterin († 2022)
- 15. Oktober: Karyn von Ostholt-Haas, deutsche Schauspielerin, Synchronsprecherin und Autorin
- 16. Oktober: Hans Rudolf Güdemann, deutscher Architekt und Stadtplaner († 2020)
- 16. Oktober: Nico, deutsches Model und Sängerin († 1988)
- 17. Oktober: Norm Gerrard Armstrong, kanadischer Eishockeyspieler († 1974)
- 17. Oktober: Evel Knievel, US-amerikanischer Motorradstuntman († 2007)
- 18. Oktober: Guy Roux, französischer Fußballtrainer
- 19. Oktober: Renata Adler, US-amerikanische Journalistin und Schriftstellerin
- 19. Oktober: Karin Kernke, deutsche Schauspielerin
- 19. Oktober: Eugenio Montejo, venezolanischer Dichter und Essayist († 2008)
- 19. Oktober: Jörn Rüsen, deutscher Historiker und Kulturwissenschaftler
- 19. Oktober: Fumiko Yonezawa, japanische Physikerin († 2019)
- 20. Oktober: Bärbel Wachholz, deutsche Sängerin († 1984)
- 22. Oktober: Pierre Dubois, Schweizer Politiker († 2025)
- 22. Oktober: Fritz Garben, deutscher Brigadegeneral der Bundeswehr
- 22. Oktober: Claus Hipp, deutscher Unternehmer
- 22. Oktober: Derek Jacobi, britischer Schauspieler
- 22. Oktober: Christopher Lloyd, US-amerikanischer Schauspieler Christopher Lloyd

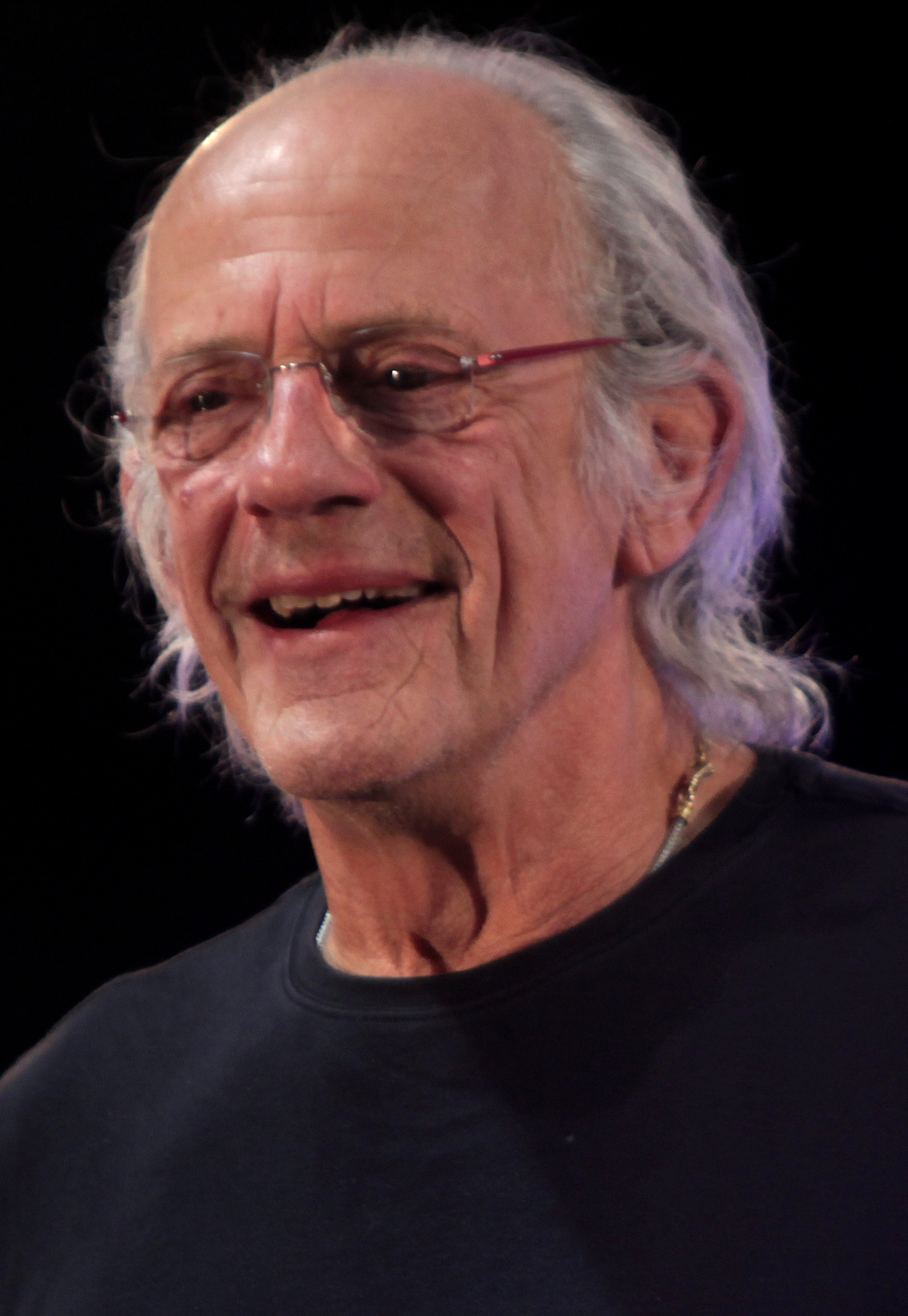
Christopher Lloyd

- 23. Oktober: Henry John Heinz III, US-amerikanischer Senator († 1991)
- 23. Oktober: Eugenio Fascetti, italienischer Fußballspieler und -trainer
- 24. Oktober: Fernand Goyvaerts, belgischer Fußballspieler († 2004)
- 24. Oktober: Walter Kappacher, österreichischer Schriftsteller († 2024)
- 24. Oktober: Odean Pope, US-amerikanischer Jazzmusiker
- 24. Oktober: Jörg Schröder, deutscher Verleger und Schriftsteller († 2020)
- 25. Oktober: Michael Buselmeier, deutscher Schriftsteller
- 25. Oktober: Basile Georges Casmoussa, irakischer katholischer Erzbischof
- 25. Oktober: Vija Celmins, US-amerikanische Zeichnerin und Malerin
- 25. Oktober: Claude Minière, französischer Lyriker und Essayist
- 26. Oktober: Wolfgang Behrendt, deutscher Politiker, MdB
- 26. Oktober: Filippo De Luigi, italienischer Regisseur († 2020)
- 26. Oktober: Ernest Fernando, sri-lankischer Ringer († 2022)
- 26. Oktober: Wilfried Scharnagl, deutscher Journalist und Politiker († 2018)
- 27. Oktober: Elliot Del Borgo, US-amerikanischer Komponist und Professor († 2013)
- 27. Oktober: Maurice Hinchey, US-amerikanischer Politiker († 2017)
- 27. Oktober: Edda Moser, deutsche Sängerin
- 28. Oktober: Keigo Abe, japanischer Karateka († 2019)
- 28. Oktober: József Gerlach, ungarischer Wasserspringer († 2021)
- 28. Oktober: Dieter Holzapfel, deutscher Politiker
- 28. Oktober: Bernadette Lafont, französische Theater- und Filmschauspielerin († 2013)
- 28. Oktober: Laurence Lesser, US-amerikanischer Cellist und Musikpädagoge
- 28. Oktober: Anne Perry, britische Schriftstellerin († 2023)
- 28. Oktober: Volker Schneller, deutscher Handballspieler und Handballtrainer
- 28. Oktober: Jan-Jürgen Wasmuth, deutscher Komponist und Kirchenmusiker
- 29. Oktober: Ralph Bakshi, US-amerikanischer Filmregisseur
- 29. Oktober: Wilbert McClure, US-amerikanischer Boxolympiasieger († 2020)
- 29. Oktober: Peter Krassa, österreichischer Autor († 2005)
- 29. Oktober: Gerhard Neuser, deutscher Fußballspieler († 1993)
- 30. Oktober: Werner Lensing, deutscher Politiker und MdB († 2020)
- 31. Oktober: Henning Scherf, deutscher Politiker

### November
- 01. November: Marcel Rüedi, Schweizer Bergsteiger († 1986)
- 02. November: Pat Buchanan, US-amerikanischer Politiker, Journalist
- 02. November: Paul Coppo, US-amerikanischer Eishockeyspieler († 2022)
- 02. November: Lutz von Rosenstiel, Professor für Organisations- und Wirtschaftspsychologie († 2013)
- 02. November: Richard Serra, US-amerikanischer Künstler des Minimalismus († 2024)

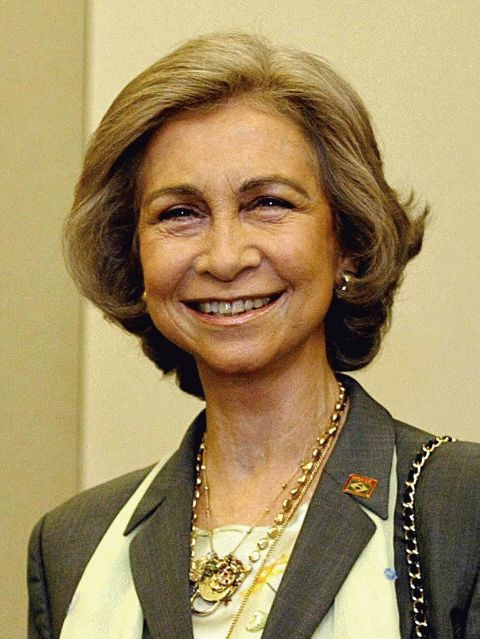
Königin Sophia von Spanien

- 02. November: Sophia von Griechenland, Königin von Spanien
- 03. November: Wolfgang Gerber, Richter am Bundesgerichtshof
- 03. November: Terrence McNally, US-amerikanischer Dramatiker († 2020)
- 04. November: Salvatore Morale, italienischer Leichtathlet
- 05. November: Joe Dassin, französischer Sänger († 1980)
- 05. November: César Luis Menotti, argentinischer Fußballspieler und -trainer († 2024)
- 05. November: Chris Robinson, US-amerikanischer Schauspieler († 2025)
- 05. November: Armido Torri, italienischer Ruderer († 2022)
- 06. November: Joachim Starck, deutscher Richter am Bundesgerichtshof
- 06. November: Marino Vigna, italienischer Radrennfahrer
- 07. November: Dee Clark, US-amerikanischer R&B-Sänger und Songwriter († 1990)
- 07. November: Elisabeth Schwarz, deutsche Schauspielerin
- 07. November: Sigitas Tamkevičius, litauischer Erzbischof, Kardinal
- 08. November: Pedro D. Arigo, philippinischer Priester
- 08. November: Louis Kébreau, haitianischer Ordenspriester und Erzbischof
- 08. November: Murtala Mohammed, Militärdiktator, Staatspräsident von Nigeria († 1976)
- 09. November: Richard Eckert, deutscher Politiker
- 09. November: Barbara Henniger, deutsche Karikaturistin und Buchautorin
- 10. November: Ogün Altıparmak, türkischer Fußballspieler († 2025)
- 10. November: Eberhard Rinne, Richter am Bundesgerichtshof von 1986 bis 2003 († 2023)
- 11. November: Ants Antson, estnischer Eisschnellläufer und Sportfunktionär († 2015)
- 11. November: Annemarie Assmann, deutsche Schauspielerin und Hörspielsprecherin († 1996)
- 11. November: Narvel Felts, US-amerikanischer Country- und Rockabilly-Musiker
- 11. November: Lloyd Miller, US-amerikanischer Musiker und Musikethnologe († 2024)
- 12. November: Heide Kipp, deutsche Schauspielerin († 2022)
- 12. November: Richard May, britischer Jurist und Politiker († 2004)
- 12. November: Benjamin William Mkapa, tansanischer Politiker († 2020)
- 12. November: Mort Shuman, US-amerikanischer Songschreiber und Sänger († 1991)
- 13. November: Herbert Ammer, deutscher Fußballspieler († 2011)
- 13. November: Jean Seberg, US-amerikanische Schauspielerin († 1979)
- 14. November: Karla Schneider, deutsche Schriftstellerin
- 16. November: Robert Nozick, US-amerikanischer Philosoph († 2002)
- 17. November: Juan Azúa, chilenischer Dirigent († 2006)
- 17. November: Heinz Fuhrmann, deutscher Wirtschaftsingenieur und Politiker
- 17. November: Gordon Lightfoot, kanadischer Folk-Musiker († 2023)
- 18. November: Karl Schranz, österreichischer Skirennläufer
- 19. November: Ted Turner, US-amerikanischer Medienunternehmer
- 20. November: Richard Aoki, US-amerikanischer Bürgerrechtler († 2009)
- 22. November: Gunter Schmidt, deutscher Sexualforscher
- 23. November: Herbert Achternbusch, deutscher Schriftsteller, Regisseur und Maler († 2022)
- 23. November: Boris Arakelow, sowjetischer bzw. russischer Schauspieler und Synchronsprecher († 2002)
- 24. November: Oscar Robertson, US-amerikanischer Basketballspieler
- 24. November: Francisco Rodríguez, 42. Staatspräsident von Panama
- 24. November: Charles Starkweather, US-amerikanischer Serienmörder († 1959)
- 25. November: Hans Brenner, österreichischer Schauspieler († 1998)
- 25. November: Majella Lenzen, deutsche Ordensschwester († 2025)
- 26. November: Samuel Bodman, US-amerikanischer Politiker († 2018)
- 26. November: Porter Goss, US-amerikanischer Politiker
- 26. November: Rich Little, kanadischer Komiker
- 26. November: Rodolfo Da Ponte, paraguayischer Fechter († 2021)
- 26. November: Luisa Valenzuela, argentinische Schriftstellerin und Journalistin
- 26. November: Hans Georg Wagner, deutscher Politiker († 2025)
- 27. November: Neil W. Ashcroft, britischer Festkörperphysiker († 2021)
- 27. November: Rotraut, deutsch-französische Künstlerin
- 29. November: Eberhard Hertel, deutscher Sänger († 2024)
- 30. November: Jean Eustache, französischer Filmregisseur († 1981)
- 30. November: Tomislav Ivančić, kroatischer Theologe († 2017)
- 30. November: Margarita Salas, spanische Biochemikerin († 2019)
- November: Lu Ruihua, chinesischer Politiker († 2025)

### Dezember

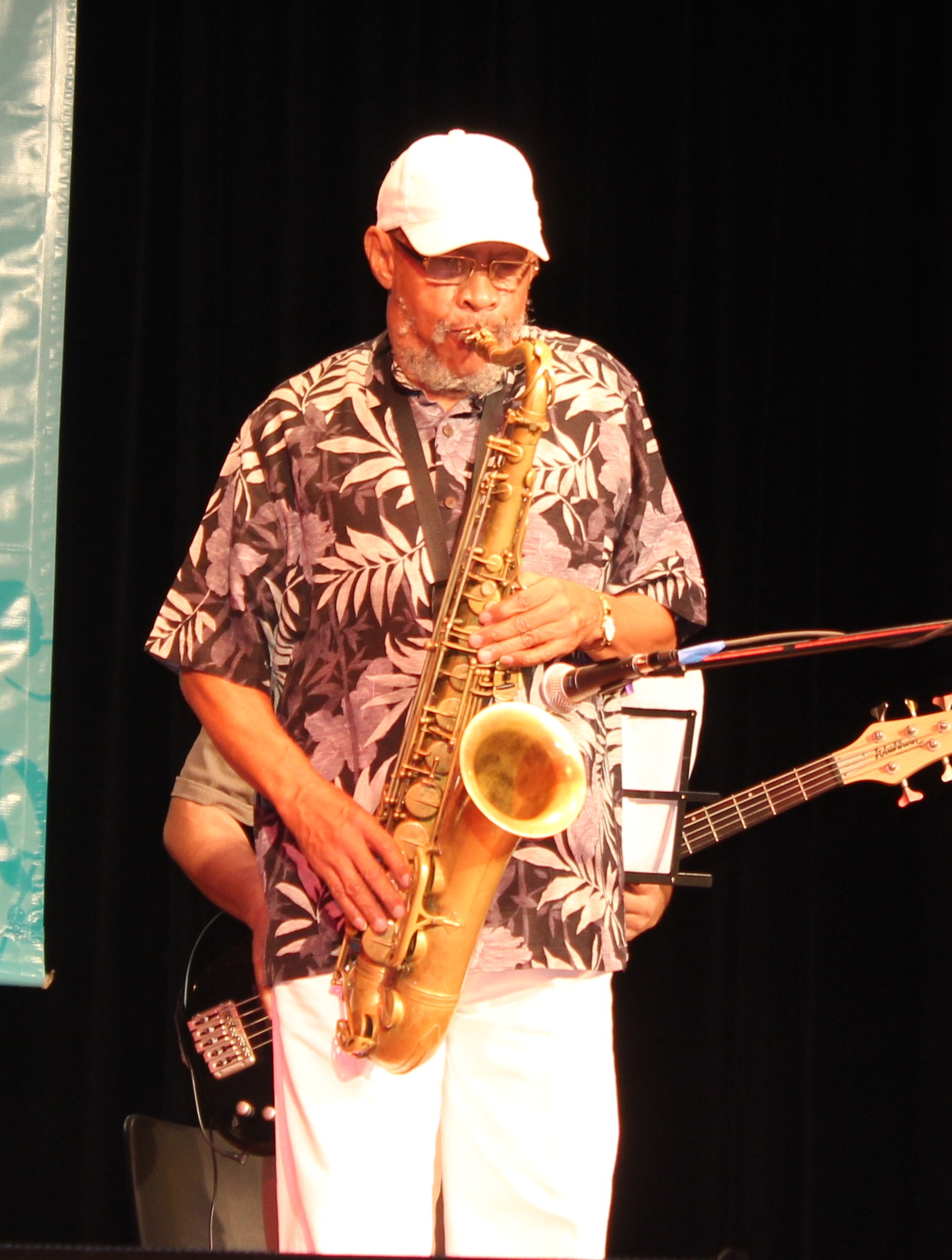
Carlos Garnett (2011)

- 01. Dezember: Carlos Garnett, US-amerikanischer Jazz-Saxophonist († 2023)
- 01. Dezember: Evelyn Gressmann, deutsche Schauspielerin, Synchronsprecherin († 2018)
- 01. Dezember: Toni Schumacher, deutscher Fußballtorwart
- 03. Dezember: Claude Lapointe, französischer Kinderbuchillustrator († 2024)
- 03. Dezember: José Serebrier, uruguayischer Dirigent und Komponist
- 03. Dezember: Werner Thissen, deutscher Theologe, Erzbischof von Hamburg († 2025)
- 03. Dezember: Gernot Weser, deutscher Motorradrennfahrer († 2015)
- 04. Dezember: Dimitri T. Analis, griechischer Schriftsteller und Diplomat († 2012)
- 04. Dezember: George Eyre Andrews, US-amerikanischer Mathematiker
- 05. Dezember: Alois Brandstetter, österreichischer Schriftsteller und Philologe
- 05. Dezember: J. J. Cale, US-amerikanischer Musiker und Komponist († 2013)
- 05. Dezember: Julius Natterer, deutscher Ingenieur († 2021)
- 05. Dezember: Heidi Schmid, deutsche Florettfechterin
- 05. Dezember: J. D. McDuffie, US-amerikanischer NASCAR-Rennfahrer († 1991)
- 06. Dezember: Patrick Bauchau, belgischer Schauspieler
- 07. Dezember: Jürgen Kienle, deutsch-US-amerikanischer Geophysiker und Hochschullehrer († 1996)
- 08. Dezember: John Agyekum Kufuor, Präsident von Ghana
- 09. Dezember: David Houston, Country-Sänger und -Songschreiber († 1993)
- 09. Dezember: Deacon Jones, US-amerikanischer American-Football-Spieler († 2013)
- 09. Dezember: William Thomas McKinley, US-amerikanischer Komponist, Jazzpianist und Musikpädagoge († 2015)
- 11. Dezember: Gerd Cintl, deutscher Ruderer und Olympiasieger († 2017)
- 11. Dezember: Sonja Kurowsky, deutsche Fernsehansagerin und Moderatorin († 2017)
- 11. Dezember: McCoy Tyner, US-amerikanischer Jazzpianist († 2020)
- 12. Dezember: Luis „Artillero“ Artime, argentinischer Fußballspieler
- 13. Dezember: Joachim Dorfmüller, deutscher Musikwissenschaftler und Organist
- 13. Dezember: Heiner Kappel, deutscher Pfarrer und Politiker

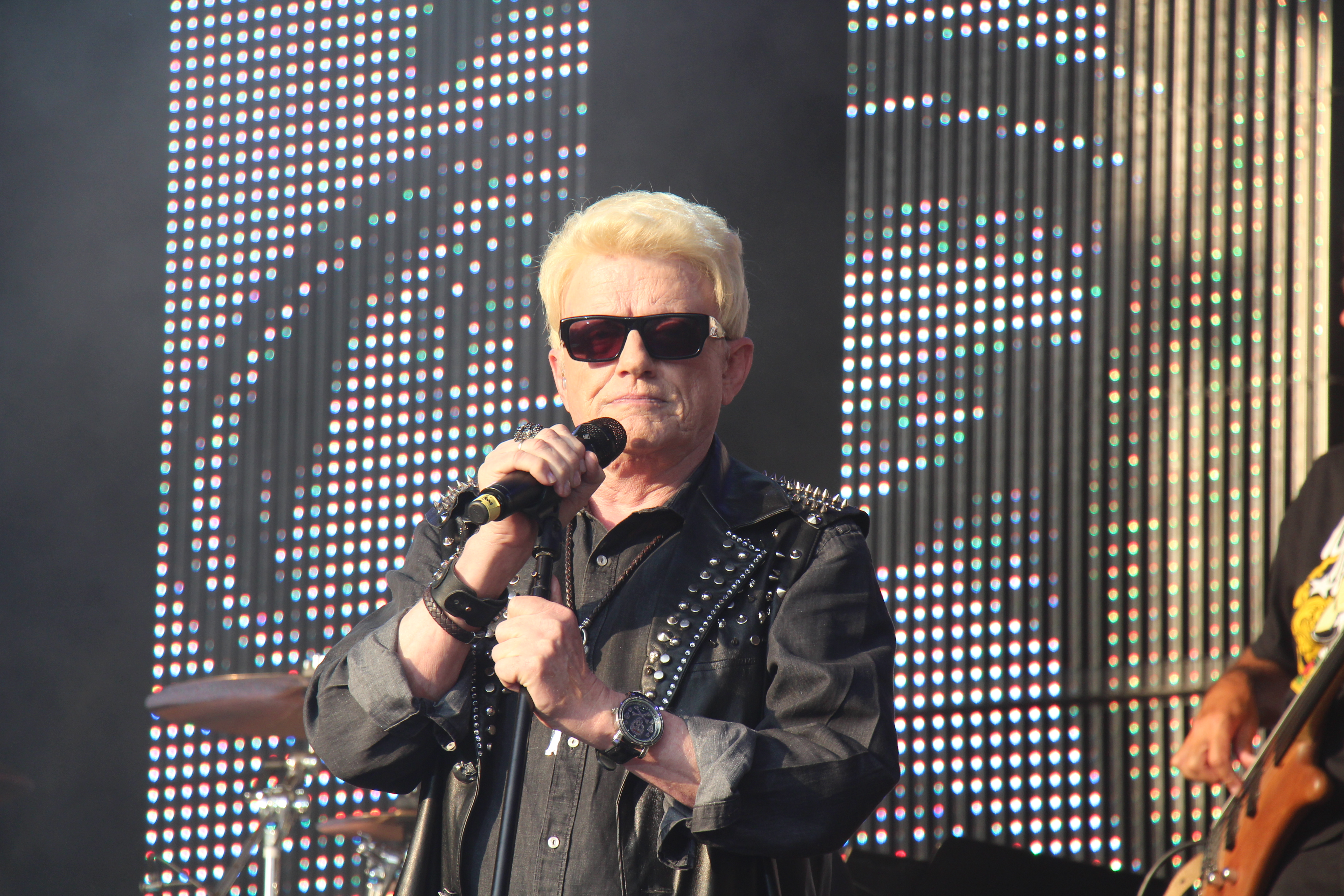
Heino, 2013

- 13. Dezember: Heino, deutscher Schlagersänger und Sänger
- 14. Dezember: Leonardo Boff, brasilianischer Theologe
- 15. Dezember: Klaus Hänsch, deutscher Politiker, MdEP für die SPD
- 15. Dezember: Billy Shaw, US-amerikanischer American-Football-Spieler († 2024)
- 15. Dezember: Juan Carlos Wasmosy, Staatspräsident von Paraguay
- 15. Dezember: Wes Watkins, US-amerikanischer Politiker († 2025)
- 16. Dezember: Simon Yussuf Assaf, libanesischer Priester und Poet († 2013)
- 16. Dezember: Frieder Nake, deutscher Mathematiker, Computerkünstler
- 16. Dezember: Tommaso de Pra, italienischer Radrennfahrer
- 16. Dezember: Liv Ullmann, norwegische Schauspielerin, Regisseurin
- 17. Dezember: John Semmelink, kanadischer Skirennläufer († 1959)
- 17. Dezember: Peter Snell, neuseeländischer Leichtathlet († 2019)
- 18. Dezember: Chas Chandler, britischer Musiker, Musikproduzent († 1996)
- 18. Dezember: Roger E. Mosley, US-amerikanischer Schauspieler († 2022)
- 19. Dezember: Heinrich August Winkler, deutscher Historiker
- 21. Dezember: Felix Huby, deutscher Journalist, Drehbuchautor und Schriftsteller († 2022)
- 21. Dezember: Manfred Schneider, deutscher Manager
- 22. Dezember: Lucas Abadamloora, ghanaischer Bischof († 2009)
- 22. Dezember: Ursula Apel, deutsche Hermann-Hesse-Forscherin
- 22. Dezember: Lucien Bouchard, kanadischer Politiker
- 22. Dezember: Georg Gölter, deutscher Politiker, MdB, MdL († 2025)
- 22. Dezember: Brian Locking, britischer Musiker, (The Shadows) († 2020)

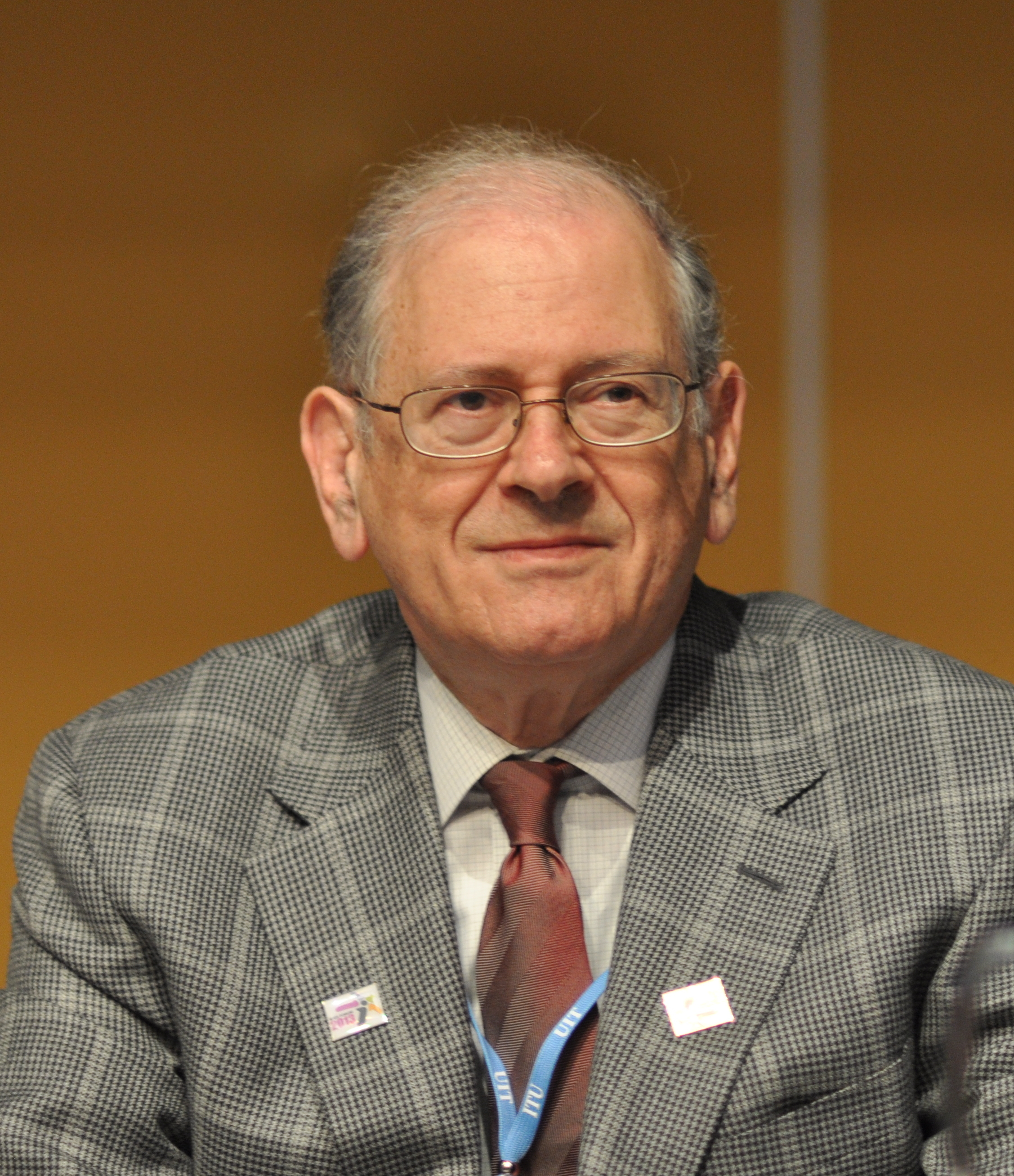
Robert E. Kahn

- 23. Dezember: Robert E. Kahn, US-amerikanischer Informatiker
- 23. Dezember: Siegfried Rauhut, deutscher Endurosportler
- 24. Dezember: Hartmuth Arenhövel, deutscher theoretischer Kernphysiker
- 24. Dezember: Mesías Maiguashca, ecuadorianischer Komponist
- 25. Dezember: Ivonne Haza, dominikanische Sopranistin († 2022)
- 25. Dezember: Günter Mäder, deutscher Fußballspieler († 2018)
- 25. Dezember: Jens Winther, dänischer Automobilrennfahrer
- 26. Dezember: José Luis Alcaine, spanischer Kameramann
- 26. Dezember: Hein Bruehl, deutscher Hörspielautor und -regisseur
- 26. Dezember: Eberhard Gwinner, deutscher Ornithologe und Verhaltensforscher († 2004)

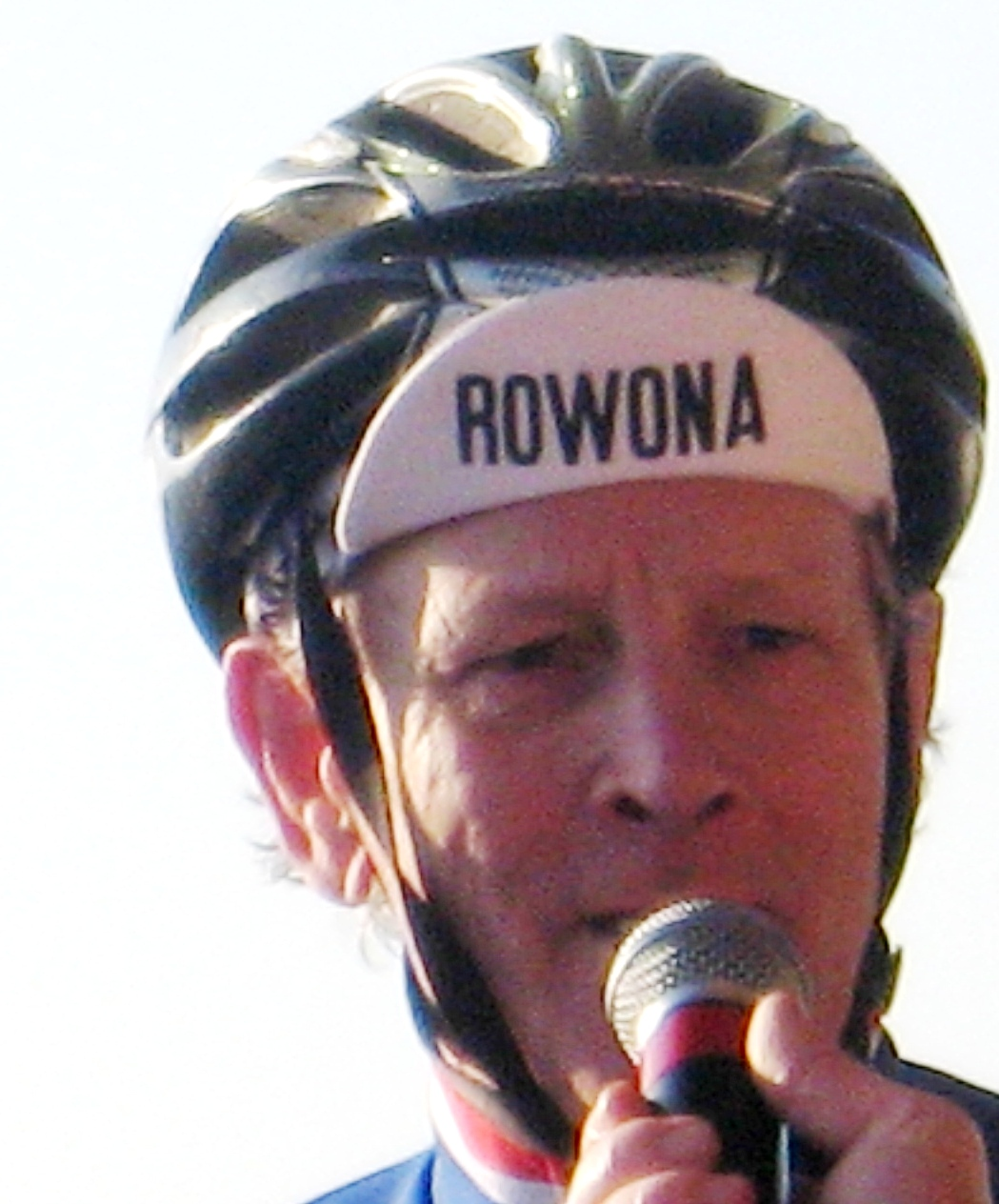
Rolf Wolfshohl (2008)

- 27. Dezember: Rolf Wolfshohl, deutscher Radrennfahrer († 2024)
- 28. Dezember: Hans Werner Aufrecht, deutscher Unternehmer
- 29. Dezember: Bart Berman, niederländischer Pianist
- 29. Dezember: Manfred Bertele, deutscher Brigadegeneral  († 2025)
- 29. Dezember: Gianluigi Saccaro, italienischer Fechter († 2021)
- 29. Dezember: Jon Voight, US-amerikanischer Schauspieler

### Genaues Geburtsdatum unbekannt
- Sidi Mohamed Ould Cheikh Abdallahi, mauretanischer Politiker († 2020)
- Ahmed Ben Cheikh Attoumane, komorischer Politiker
- Azriel Auerbach, israelischer Rabbiner und Posek
- Sid Auffarth, deutscher Architekt, Stadtbau-Historiker und Autor
- Bobby Brown, US-amerikanischer Rockabilly- und Rock-’n’-Roll-Musiker
- Harry Coonce, US-amerikanischer Mathematiker († 2025)
- Robin J. S. Cooke, australischer Vulkanologe († 1979)
- David Kantilla, australischer American-Football-Spieler († 1978)
- Wilson Kiprugut, kenianischer Leichtathlet († 2022)
- Herbert Ludwig, deutscher Agent, Oberstleutnant der NVA
- Sheila Moore, kanadische Schauspielerin
- Scott Nickrenz, US-amerikanischer Bratschist
- Joachim Raschke, deutscher Politologe
- Gisela Zenz, deutsche Rechtswissenschaftlerin und Psychologin
- Olivia Robinson, britische Rechtshistorikerin
- John Sallis, US-amerikanischer Philosoph († 2025)

## Gestorben

### Januar
- 01. Januar: Enrique Reoyo, spanischer Librettist (* vor 1900)
- 03. Januar: Arturo Berutti, argentinischer Komponist (* 1858)
- 05. Januar: Karl Scharfenberg, deutscher Eisenbahningenieur (* 1874)
- 05. Januar: Karel Baxa, tschechischer Rechtsanwalt, Politiker und erster Bürgermeister Prags (* 1863)
- 08. Januar: Friedrich von Kalitsch, deutscher Forstmann (* 1858)

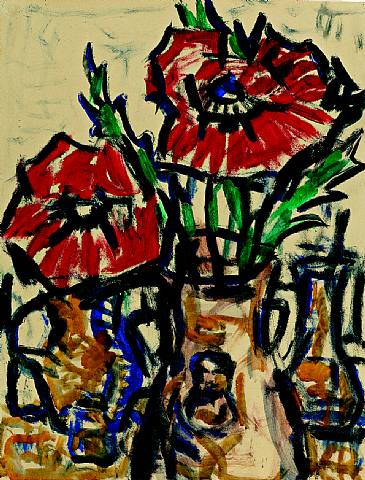
Papageientulpen von Christian Rohlfs

- 08. Januar: Christian Rohlfs, deutscher Maler (* 1849)
- 14. Januar: Hans von Ramsay, deutscher Offizier und Forschungsreisender (* 1862)
- 18. Januar: Alexandre Georges, französischer Organist, Musikpädagoge und Komponist (* 1850)
- 17. Januar: Roy Eccles, britischer Automobilrennfahrer (* 1900)
- 18. Januar: Josef Schey von Koromla, österreichischer Rechtswissenschaftler (* 1853)
- 19. Januar: Rosa Mayreder, österreichische Frauenrechtlerin (* 1858)
- 20. Januar: Erik Carl Emanuel Åkerberg, schwedischer Komponist (* 1860)
- 21. Januar: Georges Méliès, ursprünglich Magier, bedeutende Gestalt des frühen Kinos (* 1861)
- 21. Januar: Mary Wurm, englische Pianistin, Komponistin und Musikpädagogin (* 1860)
- 22. Januar: Richard Franck, deutscher Komponist und Pianist (* 1858)
- 24. Januar: Robert Franz Arnold, österreichischer Literaturhistoriker und Bibliothekar (* 1872)
- 25. Januar: William Slavens McNutt, US-amerikanischer Drehbuchautor und Schriftsteller (* 1885)
- 27. Januar: Max Oscar Arnold, deutscher Unternehmer und Politiker (* 1854)
- 28. Januar: Bernd Rosemeyer, deutscher Motorrad- und Automobilrennfahrer (* 1909)
- 28. Januar: Giacinto Sertorelli, italienischer Skirennläufer (* 1915)
- 29. Januar: Johannes Werthauer, deutscher Jurist und Strafrechtsreformer (* 1866)
- 000Januar: Gertrude Aretz, deutsche Historikerin (* 1889)

### Februar
- 01. Februar: Julian Arendt, deutscher Literat (* 1895)
- 01. Februar: Carl Heicke, deutscher Gartenarchitekt (* 1862)
- 01. Februar: Hans Heinrich XV. Fürst von Pless, deutscher Standesherr und Montanindustrieller (* 1861)
- 02. Februar: Friedrich Adler, österreichischer Schriftsteller (* 1857)
- 03. Februar: George Auriol, französischer Lyriker, Liedtexter, Grafiker und Künstler (* 1863)
- 05. Februar: Hans Litten, deutscher Rechtsanwalt und Strafverteidiger (* 1903)
- 05. Februar: Ernst Theodor Haux, deutscher Unternehmer (* 1863)
- 06. Februar: Ilse Franke-Oehl, österreichische Schriftstellerin (* 1881)
- 06. Februar: Marianne von Werefkin, russische Malerin (* 1860)
- 08. Februar: Nikolaus von Griechenland, griechischer Prinz (* 1872)
- 09. Februar: Hermann Ludwig Kutzschbach, deutscher Dirigent und Musikpädagoge (* 1875)
- 10. Februar: Alexander Jakowlewitsch Arossew, russisch-sowjetischer Schriftsteller, Politiker und Diplomat (* 1890)
- 12. Februar: Paolo Troubetzkoy, italienisch-russischer Bildhauer (* 1866)
- 13. Februar: Karl Ludwig Schemann, deutscher Schriftsteller, Übersetzer und „Rassenforscher“ (* 1852)
- 14. Februar: Arthur Eloesser, deutscher Journalist und Literaturhistoriker (* 1870)
- 16. Februar: Otto zur Linde, deutscher Schriftsteller (* 1873)
- 18. Februar: Edward Anseele, belgischer Politiker (* 1856)
- 18. Februar: Leopoldo Lugones, argentinischer Dichter und Essayist (* 1874)
- 19. Februar: Edmund Landau, deutscher Mathematiker (* 1877)
- 19. Februar: Gottlob Krause, deutscher Afrikareisender (* 1850)
- 21. Februar: Wilhelm Lütgert, deutscher protestantischer Theologe (* 1867)
- 21. Februar: Yves Le Trocquer, französischer Politiker (* 1877)
- 21. Februar: George Ellery Hale, US-amerikanischer Astronom (* 1868)
- 22. Februar: Miguel Llobet, spanischer Gitarrist und Komponist (* 1878)

### März

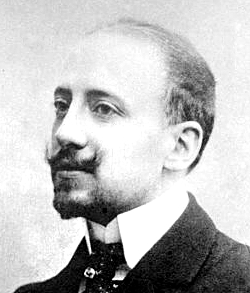
Gabriele D’Annunzio

- 01. März: Gabriele D’Annunzio, italienischer Schriftsteller (* 1863)
- 04. März: Moses Levi, deutscher Jurist (* 1873)
- 06. März: Joseph Arend, deutscher Politiker (* 1885)
- 07. März: Juan Bautista Massa, argentinischer Komponist (* 1885)
- 07. März: James B. A. Robertson, US-amerikanischer Politiker (* 1871)
- 13. März: Clarence Darrow, US-amerikanischer Rechtsanwalt (* 1857)
- 15. März: Nikolai Iwanowitsch Bucharin, russischer Politiker, marxistischer Wirtschaftstheoretiker und Philosoph (* 1888)
- 16. März: Egon Friedell, österreichischer Schriftsteller, Philosoph, Schauspieler (* 1878)
- 17. März: Ernst Deutsch-Dryden, österreichischer Grafik- und Modedesigner (* 1887)
- 18. März: Cyril Rootham, englischer Komponist (* 1875)
- 21. März: Omer Letorey, französischer Komponist und Organist (* 1873)
- 22. März: Hermann Schubert, deutscher Politiker (* 1886)
- 23. März: Thomas Walter Scott, kanadischer Politiker (* 1867)
- 24. März: Eduard Ameseder, österreichischer Maler (* 1856)
- 27. März: William Stern, deutscher Psychologe, Begründer der Differenziellen Psychologie (* 1871)
- 30. März: Norbert Lichtenecker, österreichischer Geograph (* 1897)
- 31. März: Jacobus Marinus Janse, niederländischer Biologe (* 1860)

### April
- 01. April: Richard Du Moulin-Eckart, deutscher Historiker (* 1864)
- 01. April: Rafaela Serrano Rodríguez, kubanische Pianistin und Musikpädagogin spanischer Herkunft (* 1862)
- 05. April: Auguste Bodoignet, französischer Automobilrennfahrer (* 1896)
- 07. April: Suzanne Valadon, französische Malerin (* 1865)
- 08. April: Franja Tavčar, slowenische Frauenrechtlerin (* 1868)
- 09. April: Paul Mebes, deutscher Architekt und Architekturtheoretiker (* 1872)
- 10. April: Joe King Oliver, US-amerikanischer Kornettist (* 1885)
- 12. April: Johannes Thienemann, deutscher Ornithologe (* 1863)
- 16. April: Steve Bloomer, englischer Fußballspieler (* 1874)
- 18. April: Miguel Oquelí Bustillo, honduranischer Politiker und Vorsitzender der Regierungsjunta von 1907 (* 1856)
- 22. April: Rudolf von Arx, Schweizer Lehrer, Jurist und Politiker (* 1851)
- 22. April: Robert Seitz, deutscher Schriftsteller (* 1891)
- 23. April: Eric Fernihough, britischer Motorradrennfahrer (* 1905)
- 23. April: Elisabeth Tombrock, Gründerin des Ordens Missionsschwestern von der unbefleckten Empfängnis (* 1887)
- 25. April: August Luchs, deutscher Altphilologe (* 1849)
- 26. April: Rafael Arnáiz Barón, Trappist, Mystiker (* 1911)
- 26. April: Erich Kühn, deutscher Schriftsteller und Redakteur (* 1878)

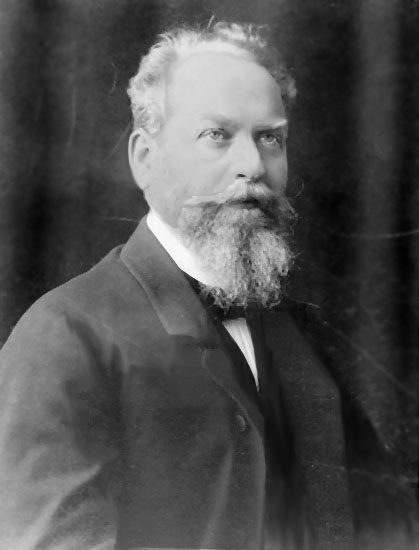
Edmund Husserl, 1900

- 27. April: Edmund Husserl, österreichisch-preußischer Philosoph (* 1859)
- 30. April: Franz Boschung, Schweizer Landwirt und Politiker (* 1868)

### Mai

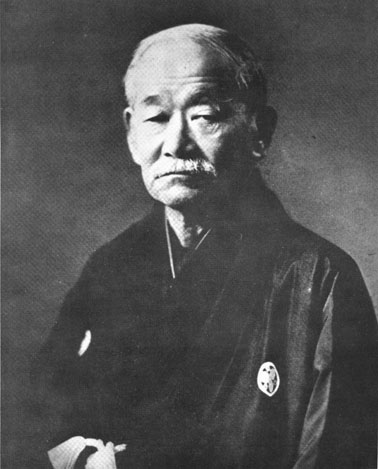
Kanō Jigorō

- 04. Mai: Kanō Jigorō, japanischer Lehrer, Begründer der Kampfsportart Judo (* 1860)

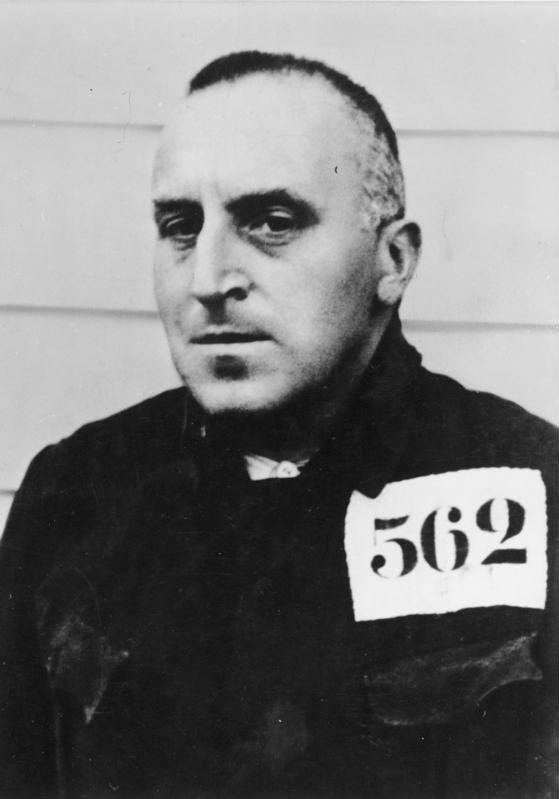
Carl von Ossietzky als Häftling des NS-Regimes im KZ Esterwegen (1934)

- 04. Mai: Carl von Ossietzky, deutscher Redakteur und Herausgeber, Friedensnobelpreisträger und Opfer des Nationalsozialismus (* 1889)
- 10. Mai: Antoine Jean Baumgartner, Schweizer evangelischer Theologe und Hochschullehrer (* 1859)
- 11. Mai: Friedrich Knutzen, deutscher Politiker (* 1881)
- 15. Mai: Gheorghe Marinescu, rumänischer Neurologe und Neuropathologe (* 1863)
- 15. Mai: Eugenio Siena, italienischer Automobilrennfahrer (* 1905)
- 16. Mai: László Hartmann, ungarischer Automobilrennfahrer (* 1901)
- 16. Mai: Friedrich Springorum, deutscher Manager und Industrieller (* 1858)
- 19. Mai: Adolf Schlatter, Schweizer evangelischer Theologe (* 1852)
- 22. Mai: Jacob Wackernagel, Schweizer Altphilologe und Indogermanist (* 1853)
- 26. Mai: John Jacob Abel, US-amerikanischer Biochemiker (* 1857)
- 28. Mai: Diedrich Speckmann, deutscher Schriftsteller (* 1872)
- 30. Mai: Raden Soetomo, indonesischer Arzt (* 1888)
- 31. Mai: Ludwig Hermann, deutscher Chemiker und Unternehmer (* 1882)
- 31. Mai: Imre Schöffer, ungarischer Fußballspieler und -trainer (* 1884)

### Juni
- 01. Juni: Ödön von Horváth, österreichisch-ungarischer Schriftsteller (* 1901)
- 03. Juni: Marion Butler, US-amerikanischer Politiker (* 1863)
- 04. Juni: John Flanagan, US-amerikanischer Polizist, Leichtathlet und Olympiateilnehmer (* 1873)
- 06. Juni: Hans Sträuli, Schweizer Jurist und Politiker (* 1862)
- 13. Juni: Charles Édouard Guillaume, schweizerisch-französischer Physiker (* 1861)

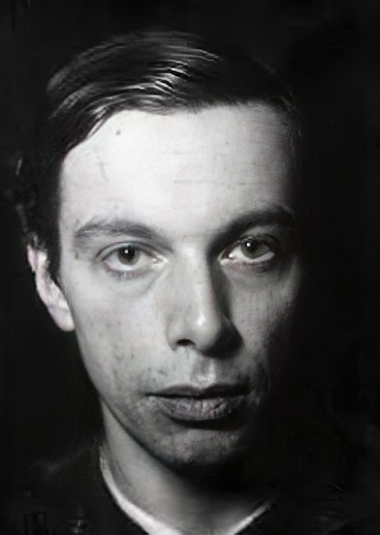
Ernst Ludwig Kirchner, 1919

- 15. Juni: Ernst Ludwig Kirchner, deutscher Maler (* 1880)
- 19. Juni: Henry W. Keyes, US-amerikanischer Politiker (* 1863)
- 20. Juni: Josef Brandl, deutscher Orgelbauer (* 1865)
- 20. Juni: Liselotte Herrmann, deutsche Widerstandskämpferin und Opfer des Nationalsozialismus (* 1909)
- 20. Juni: David Ogden Watkins, US-amerikanischer Politiker (* 1862)
- 22. Juni: Vladimir R. Đorđević, serbischer Musikwissenschaftler und -ethnologe (* 1869)
- 25. Juni: Nikolai Sergejewitsch Trubetzkoy, russischer Sprachforscher (* 1890)

### Juli
- 04. Juli: Jean-Baptiste Dubois, kanadischer Cellist, Dirigent und Musikpädagoge (* 1870)
- 05. Juli: Otto Bauer, österreichischer Politiker (* 1881)
- 09. Juli: H. Benne Henton, US-amerikanischer Saxophonist (* 1877)
- 12. Juli: Ynes Mexia, mexikanisch-US-amerikanische Botanikerin und Forschungsreisende (* 1870)
- 13. Juli: Emil Kirdorf, deutscher Industrieller (* 1847)

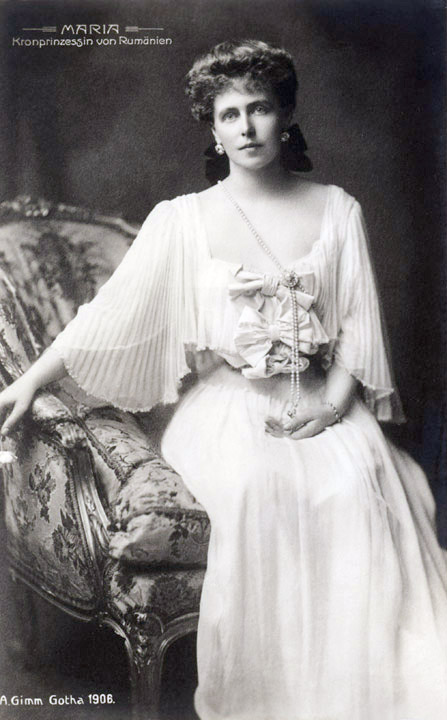
Maria von Rumänien

- 18. Juli: Marie von Edinburgh, Königin von Rumänien (* 1875)
- 20. Juli: Alois Scheiwiler, Bischof von St. Gallen (* 1872)
- 24. Juli: Obadiah Gardner, US-amerikanischer Politiker (* 1852)
- 24. Juli: Carl Ferdinand Friedrich Lehmann-Haupt, deutscher Altorientalist und Althistoriker (* 1861)
- 26. Juli: Daisy Greville, Countess of Warwick, britische High-Society-Lady und Mätresse (* 1861)
- 27. Juli: Thomas Crean, irischer Polarforscher (* 1877)
- 29. Juli: Pawel Dybenko, russischer Revolutionär und sowjetischer Offizier (* 1889)
- 30. Juli: Eva Adelheid von Arnim-Fredenwalde, deutsche Schriftstellerin (* 1863)

### August
- 02. August: Edmund Duggan, australischer Schauspieler und Dramatiker (* 1862)
- 02. August: Fritz Held, deutscher Unternehmer und Automobilrennfahrer (* 1867)
- 04. August: Rudolf G. Binding, deutscher Schriftsteller (* 1867)
- 04. August: James Black, US-amerikanischer Politiker (* 1849)
- 04. August: Heinrich Held, bayerischer Ministerpräsident (* 1868)
- 06. August: Joseph Fifer, US-amerikanischer Politiker (* 1840)
- 07. August: Rochus Schmidt, preußischer Offizier und Kolonialpionier (* 1860)
- 07. August: Konstantin Stanislawski, russischer Schauspiellehrer (* 1863)
- 09. August: Leo Frobenius, deutscher Ethnologe (* 1873)
- 12. August: Ludwig Borchardt, deutscher Architekt und Archäologe (* 1863)
- 14. August: Landon Ronald, englischer Dirigent, Musikpädagoge und Komponist (* 1873)
- 15. August: Nicola Romeo, italienischer Ingenieur und Unternehmer (* 1876)
- 16. August: Robert Johnson, US-amerikanischer Musiker (King of the Delta-Blues) (* 1911)
- 16. August: Andrej Hlinka, slowakischer Priester, Politiker und Nationalistenführer (* 1864)
- 17. August: Wage Rudolf Soepratman, Komponist der indonesischen Nationalhymne (* 1903)
- 18. August: Antoinette Szumowska-Adamowska, polnische Pianistin und Musikpädagogin (* 1868)
- 20. August: Wilhelm Schmetz, deutscher Landschaftsmaler (* 1890)
- 23. August: Bálint Kuzsinszky, ungarischer Archäologe (* 1864)
- 23. August: Jessie Mackay, neuseeländische Dichterin, Journalistin und Feministin (* 1864)
- 26. August: Migjeni, albanischer Dichter (* 1911)
- 29. August: Béla Kun, ungarischer Politiker (* 1886)
- 30. August: Friedrich Opel, deutscher Radsportler, Ingenieur, Automobilrennfahrer und Unternehmer (* 1875)

### September
- 02. September: Ángel Arocha Guillén, spanischer Fußballer (* 1907)
- 02. September:  Max Deri, österreichischer Kunsthistoriker, Kunstkritiker und Psychologe (* 1878)

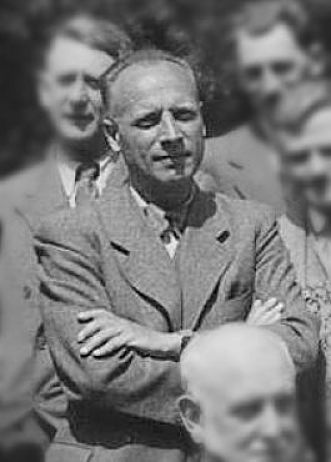
Bart de Ligt

- 03. September: Bart de Ligt, niederländischer Theologe, Autor und Anarchist (* 1883)
- 04. September: Paul Arbelet, französischer Romanist und Stendhal-Spezialist (* 1874)
- 06. September: Johnny Hindmarsh, britischer Automobilrennfahrer und Flieger (* 1907)
- 08. September: Alfons Maria Augner, Schweizer Benediktinermönch (* 1862)
- 10. September: Johannes Angern, preußischer Generalmajor (* 1861)
- 13. September: Samuel Alexander, britischer Philosoph (* 1859)
- 14. September: Adam Karrillon, deutscher Arzt und Schriftsteller (* 1853)
- 14. September: Dionys Schönecker, österreichischer Fußballspieler, Trainer und Funktionär (* 1888)
- 15. September: Gustav Karl Wilhelm Aubin, deutsch-österreichischer Nationalökonom und Wirtschaftshistoriker (* 1881)
- 15. September: Ferdinand Hueppe, deutscher Mediziner und erster Präsident des DFB (* 1852)
- 15. September: Thomas Wolfe, US-amerikanischer Dichter (* 1900)
- 17. September: Murakami Kijō, japanischer Lyriker (* 1865)
- 18. September: Ole Hjellemo, norwegischer Komponist (* 1873)
- 22. September: Karl Brunner, deutscher Ethnologe (* 1863)
- 23. September: Aurelio Giorni, italienisch-amerikanischer Pianist und Komponist (* 1895)
- 25. September: Paul Olaf Bodding, norwegischer Missionar und Linguist (* 1865)
- 26. September: Maximilian Zupitza, deutscher Arzt und Offizier (* 1868)
- 28. September: Joseph Hayes Acklen, US-amerikanischer Politiker (* 1850)
- 28. September: Edgar Atzler, deutscher Physiologe (* 1887)

### Oktober
- 02. Oktober: André Lagache, französischer Automobilrennfahrer und erster Sieger der 24 Stunden von Le Mans 1923 (* 1885)
- 02. Oktober: Ferdinand Schrey, Mitbegründer der Stenografie (* 1850)
- 03. Oktober: Alexandru Averescu, rumänischer General und Ministerpräsident (* 1859)
- 05. Oktober: John Alfred McDowell Adair, US-amerikanischer Politiker (* 1864)
- 07. Oktober: Hermann Köhl, deutscher Flugpionier, erster Überquerer des Atlantiks in Ost-West-Richtung (* 1888)
- 11. Oktober: Hermann Rodewald, deutscher Agrarwissenschaftler (* 1856)
- 13. Oktober: Elzie Segar, US-amerikanischer Comiczeichner (* 1894)
- 15. Oktober: Adolf Hamm, deutscher Organist (* 1882)
- 17. Oktober: Karl Kautsky, Theoretiker der deutschen und internationalen Sozialdemokratie (* 1854)
- 17. Oktober: Lily Alice Lefevre, kanadische Lyrikerin (* 1853)
- 17. Oktober: Aleksander Michałowski, polnischer Pianist, Musikpädagoge und Komponist (* 1851)
- 20. Oktober: Herbert Berg, deutscher Automobilrennfahrer (* 1910)
- 21. Oktober: Henry Heitfeld, US-amerikanischer Politiker (* 1859)

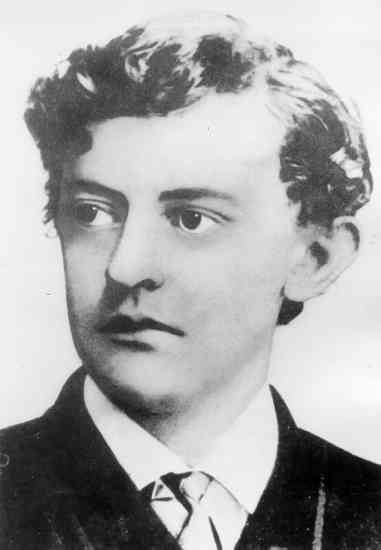
Ernst Barlach

- 24. Oktober: Ernst Barlach, deutscher Bildhauer (* 1870)
- 24. Oktober: Friedrich Wilhelm zur Lippe, deutscher Volkskundler und Rassenforscher (* 1890)
- 27. Oktober: Lascelles Abercrombie, englischer Schriftsteller (* 1881)

### November
- 08. November: Fritz Bleichröder, deutscher Arzt (* 1875)

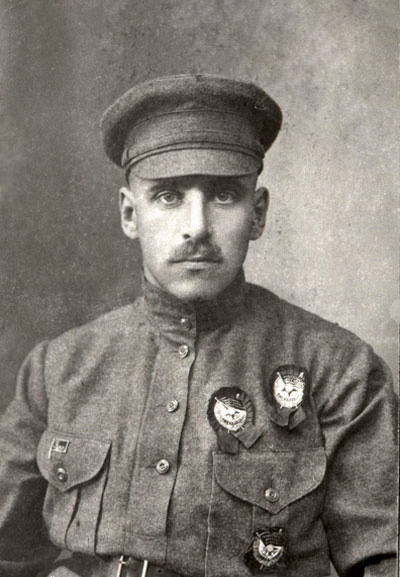
Wassili Konstantinowitsch Blücher (1923)

- 09. November: Wassili Blücher, Marschall der Sowjetunion (* 1889)
- 09. November: Ernst Eduard vom Rath, deutscher Diplomat und Botschaftssekretär (* 1909)
- 10. November: Mustafa Kemal Atatürk, Staatsgründer und erster Präsident der Republik Türkei (* 1881)
- 11. November: Josiah O. Wolcott, US-amerikanischer Jurist und Politiker (* 1877)
- 11. November: Mary Mallon, Person der amerikanischen Medizingeschichte (* 1869)
- 14. November: Max Götze, deutscher Krimineller (* 1891)
- 14. November: Walter Götze, deutscher Krimineller (* 1902)
- 15. November: Felix Oppenheimer, österreichischer Schriftsteller (* 1874)
- 16. November: Frank D. Jackson, US-amerikanischer Politiker (* 1854)
- 16. November: Abbas Mirsa Scharifsade, aserbaidschanischer Schauspieler (* 1893)
- 19. November: Remigio Renzi, italienischer Organist, Komponist und Musikpädagoge (* 1857)
- 21. November: Leopold Godowsky, polnisch-amerikanischer Pianist und Komponist (* 1870)
- 23. November: Eduard Engel, deutscher Literaturhistoriker und Stilist (* 1851)
- 27. November: Otto Dempwolff, deutscher Sprachwissenschaftler und Volkskundler (* 1871)
- 29. November: Durk van Blom, niederländischer Ökonom (* 1877)
- 30. November: Corneliu Zelea Codreanu, rumänischer Nationalist und Führer der Eisernen Garde (* 1899)

### Dezember
- 03. Dezember: Antonia Pozzi, italienische Dichterin (* 1912)
- 04. Dezember: Jacob Astor, deutscher Politiker (* 1867)
- 08. Dezember: Károly Aszlányi, ungarischer Schriftsteller, Dramatiker und Journalist (* 1908)
- 08. Dezember: Friedrich Glauser, Schweizer Schriftsteller (* 1896)
- 08. Dezember: Cyrus Woods, US-amerikanischer Jurist, Politiker und Diplomat (* 1861)
- 10. Dezember: Paul Morgan, österreichischer Schauspieler (* 1886)
- 12. Dezember: Theodor Heller, österreichischer Heilpädagoge (* 1869)
- 13. Dezember: Pierre Lafitte, französischer Verleger und Journalist (* 1872)
- 14. Dezember: Maurice Emmanuel, französischer Komponist (* 1862)
- 16. Dezember: Adelheid von Bennigsen, deutsche Frauenrechtlerin (* 1861)
- 22. Dezember: Maximilian Graf von Wiser, deutscher Augenarzt (* 1861)
- 24. Dezember: Carl Miele, deutscher Konstrukteur und Industrieller (* 1869)
- 24. Dezember: Bruno Taut, deutscher Architekt und Stadtplaner (* 1880)
- 25. Dezember: Theodor Fischer, deutscher Architekt und Stadtplaner (* 1862)
- 25. Dezember: Karel Čapek, tschechischer Schriftsteller, Übersetzer, Journalist und Fotograf (* 1890)
- 26. Dezember: Irene von Chavanne, österreichische Alt-Sängerin (* 1863)
- 26. Dezember: Max Eckert-Greifendorff, deutscher Geograph (* 1868)
- 27. Dezember: Susan Macdowell Eakins, US-amerikanische Malerin, Fotografin und New Woman (* 1851)
- 27. Dezember: Ossip Mandelstam, russischer Dichter (* 1891)
- 27. Dezember: Arnold Spychiger, Schweizer Unternehmer und Politiker (* 1869)
- 27. Dezember: Émile Vandervelde, belgischer Politiker (* 1866)

### Genaues Todesdatum unbekannt
- Carl Arend, deutscher Architekt (* 1870)
- Pjotr Andrejewitsch Arschinow, russischer Anarchist (* 1887)
- Papa Charlie Jackson, US-amerikanischer Blues-Musiker (* 1890)
- Enayat Khan, indischer Sitar- und Surbaharspieler (* 1894)
- Elmina Moissán, chilenische Malerin (* 1897)
- Esteban Peña Morell, dominikanischer Komponist (* 1894)